# Franquismo de 1939 a 1945

Bandera de España del franquismo (modelo empleado entre 1938 y 1945)

El franquismo de 1939 a 1945 fue la primera etapa del primer franquismo que se corresponde con la Segunda Guerra Mundial durante la cual la dictadura del general Franco prosiguió el proceso de fascistización iniciado durante la Guerra Civil Española para asemejarse a la Alemania nazi y, sobre todo, a la Italia fascista y que se vio abortado en 1945 por la derrota de las potencias del Eje.

## Alineamiento con el Eje y aceleración de la fascistización (1939-1942)

### La exaltación de la figura de «El Caudillo»

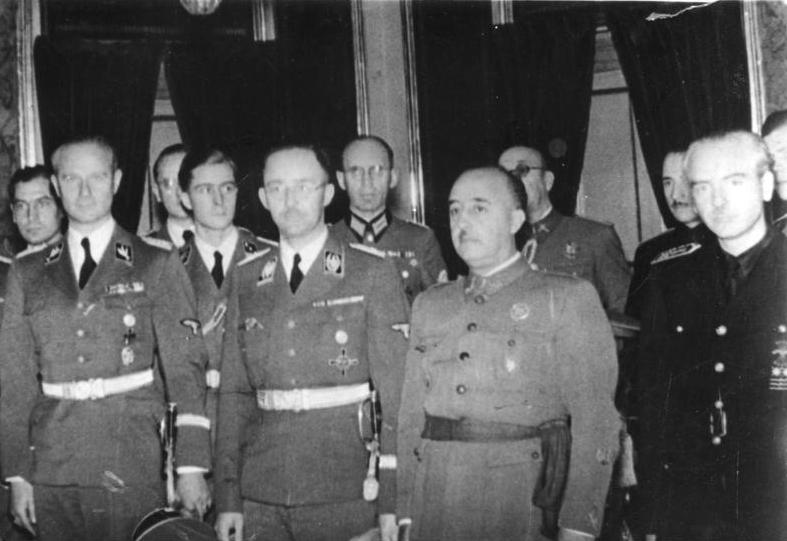
El general Franco junto al dirigente nazi Heinrich Himmler, durante su visita a Madrid, en 1940.

Ya desde los inicios de la guerra civil se da una íntima alianza entre la Iglesia católica y los sublevados que se reflejará en una colaboración recíproca para lograr sus respectivos intereses. Esto dará lugar a una ideología particular del régimen, el nacionalcatolicismo, con los consiguientes cambios en la zona sublevada como la obligatoriedad de la religión en la enseñanza primaria y secundaria, o la imposición del crucifijo en institutos y universidades. El Generalísimo utilizó, por su parte, la fe católica para legitimar su Cruzada, siendo desde finales de la guerra obligatorio en las escuelas el Catecismo Patriótico Español del obispo Menéndez-Reigada (sin imprimátur, y con sus conocidas proclamas antisemitas, antidemocráticas y su exaltación de Franco como salvador de España); y según el socialista Juan Simeón Vidarte también se llegó a modificar el catecismo del padre Ripalda, agregando al quinto mandamiento (no matarás) las siguientes palabras: a no ser que sean rojos, o enemigos del glorioso movimiento. Los académicos debían jurar Ante Dios y su ángel de la guarda, y en la fórmula utilizada se equiparaba al Pontífice Romano y al Caudillo como garantes de la catolicidad de España.
El 1 de abril de 1939, el día que concluyó la guerra civil, el papa Pío XII, que solo llevaba un mes de pontificado, le envió un telegrama al general Franco que decía: «Levantado el corazón al Señor agradecemos sinceramente con Vd. la deseada victoria de la católica España». Al que el general Franco respondió inmediatamente: «Victoria total de nuestras armas que, en heroica cruzada, han luchado contra los enemigos de la religión, de la Patria y de la civilización cristiana». Pocos días después se celebró un solemne Tedeum en la Iglesia del Gesú de Roma por la victoria del bando nacional organizado por el Vaticano. El 13 de abril el Papa hacía una declaración sobre España a través de Radio Vaticano en la que «con inmenso gozo» impartía su bendición a los vencedores en la guerra civil y destacaba «los nobilísimos y cristianos sentimientos de que han dado pruebas inequívocas el jefe del Estado y tantos caballeros». Por su parte el cardenal primado Isidro Gomá le había escrito a Franco el 3 de abril: «Dios que ha hallado en Vuecencia digno instrumento de sus planes providenciales sobre la Patria querida, nos ha concedido ver esta hora de triunfo».
El 9 de abril el rey Alfonso XIII le envió al general Franco una carta autógrafa desde Roma donde se encontraba exiliado en la que alababa sus «dotes personales» que le habían conducido a la victoria en la guerra —de la que él nunca había dudado, decía— y se ponía «a sus órdenes como siempre para cooperar en lo que de mí dependa a esta difícil tarea [«su magna labor regeneradora y patriótica»], seguro de que triunfará y llevará a España hasta el final por el camino de la gloria y la grandeza que todos anhelamos». El infante don Juan de Borbón, hijo de Alfonso XIII en quien al año siguiente abdicaría, también le felicitó efusivamente por su victoria.

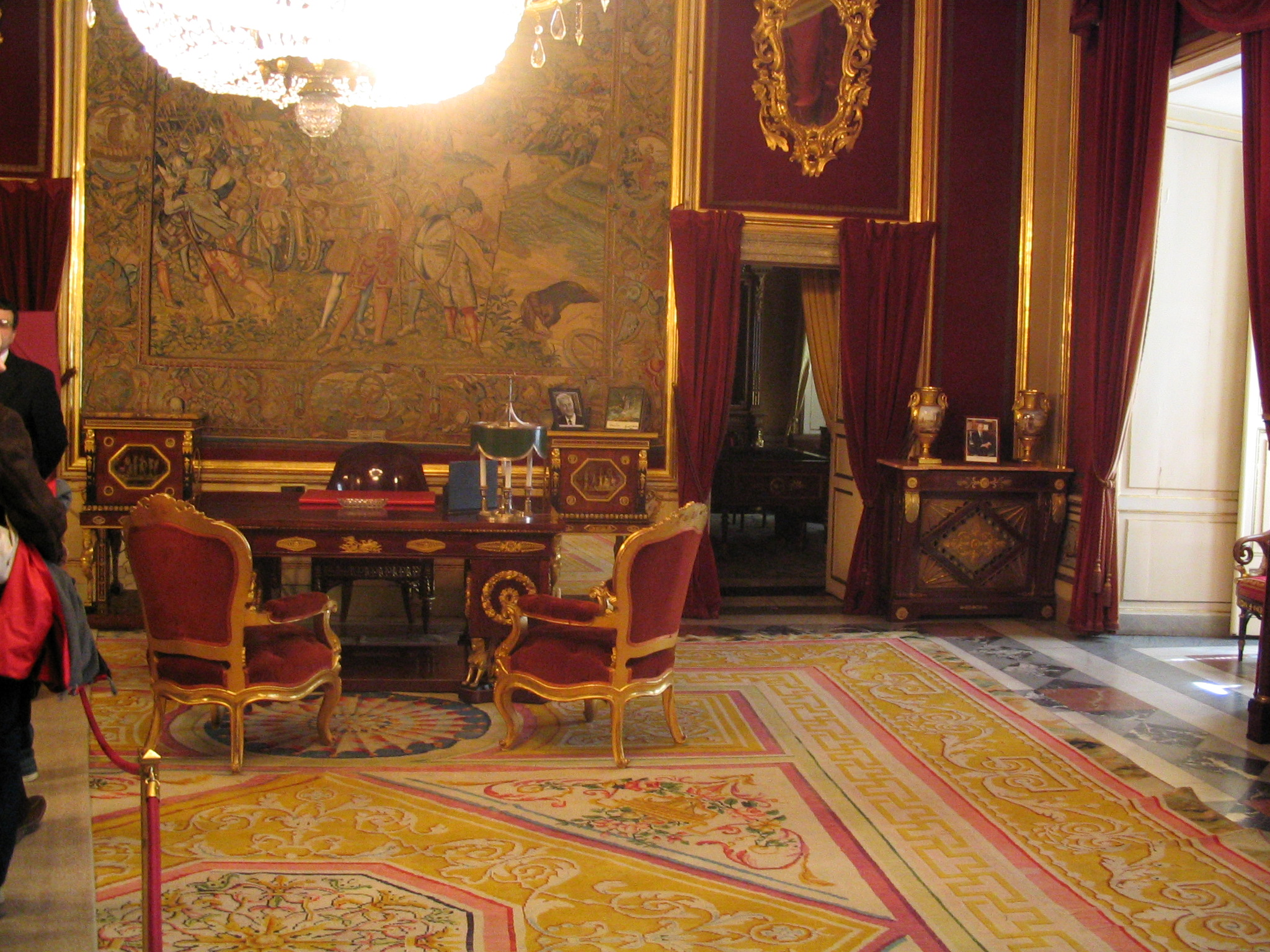
Despacho del Generalísimo Franco en el Palacio de El Pardo.

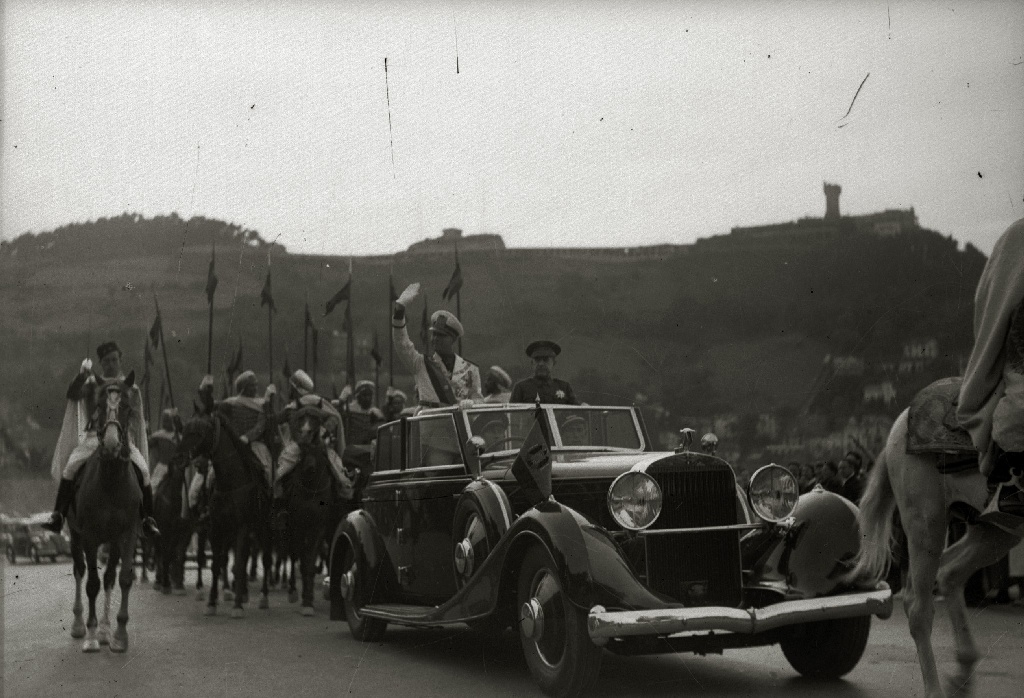
La guardia mora de Franco escoltando al conde Ciano durante su visita a España (San Sebastián, julio de 1939).

El general Franco se instaló en el palacio de El Pardo «con toda la pompa y ceremonial dignos de la realeza (incluyendo a la exótica Guardia Mora)», El palacio, que fue la residencia de Franco durante toda su dictadura, fue restaurado acentuando «la decoración dieciochesca del edificio», lo que reflejaba «la identificación de los Franco con los inquilinos reales del pasado». El embajador francés, el mariscal Petain, señaló cómo Franco «iba adoptando cada vez más el estatus de rey». De hecho estableció que su esposa fuera llamada La Señora y que sonara la Marcha Real cada vez que acudiera a un acto oficial, como había sucedido con las reinas en los tiempos de la monarquía. Precisamente fue allí donde Franco promulgó el 8 de agosto de 1939 la Ley de Reorganización de la Administración Central del Estado, que reafirmaba sus poderes extraordinarios como Caudillo «invicto y providencial» —le correspondía «la suprema potestad de dictar normas jurídicas de carácter general» y detentaba «de modo permanente las funciones de gobierno»—. De esta forma se constituyó una «dictadura más personal que las de la Alemania nazi o de la Unión Soviética».
Nada más acabada la guerra se desplegó una amplia campaña de exaltación de la figura del Generalísimo. Se extendió el grito ritual de Franco, Franco, Franco —a imitación del italiano Duce, Duce, Duce— y «se pintó el nombre del caudillo en las paredes de los edificios públicos de toda España, se colocó su fotografía en las oficinas públicas y efigie en sellos y monedas». Un punto culminante de esta campaña de propaganda lo constituyó el desfile de la victoria celebrado en Madrid el 19 de mayo de 1939, que se convirtió en «una especie de apoteosis de aclamación popular a Franco».

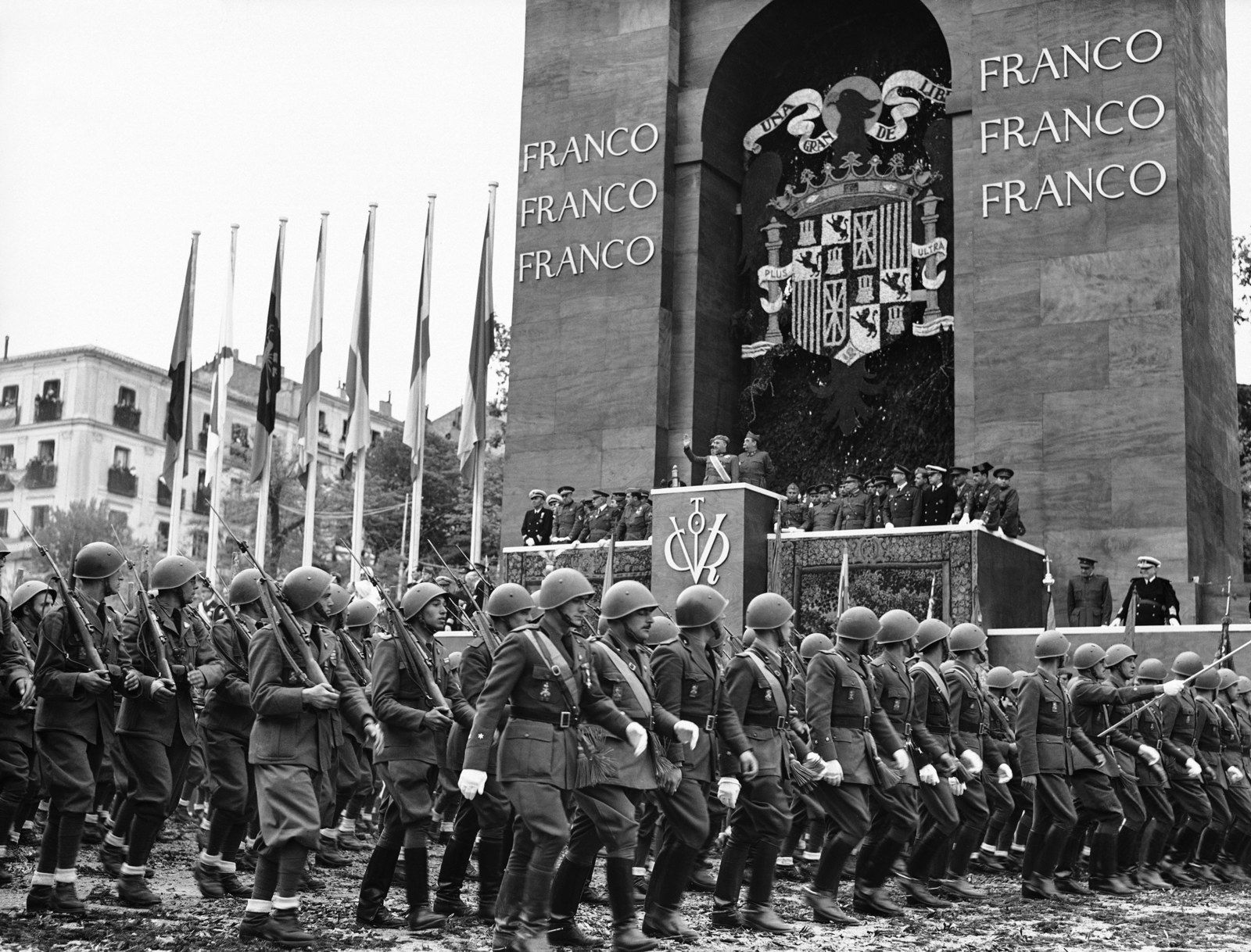
Desfile de la Victoria de Madrid de 1939. Situado tras un gran arco de triunfo, un víctor decoraba el frontal de la tribuna en la que se dispuso el Generalísimo.

Al día siguiente del Desfile de la Victoria continuó la exaltación del Caudillo con la ceremonia de la iglesia de Santa Bárbara de Madrid de 1939. Se trató de una ceremonia «medievalizante que quería representar en forma de drama sacro la ideología de la guerra santa que acababa de concluir» en la que el general Franco con uniforme de capitán general, camisa azul (de Falange) y boina roja (de los requetés), acompañado de su esposa entró bajo palio en el templo —mientras el órgano hacía sonar el himno nacional— donde ofrendó la espada de la victoria a Dios. El significado de este gesto, según el historiador franquista Luis Suárez Fernández, fue que «Franco no se atribuía a sí mismo la victoria, sino a la ayuda de Dios, a quien la sometía». Tras depositar la espada ante los pies del Santo Cristo de Lepanto, traído expresamente desde Barcelona, el "Generalísimo" Franco dijo:

Señor acepta complacido el esfuerzo de este pueblo, siempre tuyo, que conmigo, por Tu Nombre, ha vencido con heroísmo al enemigo de la Verdad en este siglo. Señor Dios, en cuya mano está todo Derecho y todo Poder, préstame tu asistencia para conducir a este pueblo a la plena libertad del Imperio para gloria tuya y de Tu Iglesia. [...]

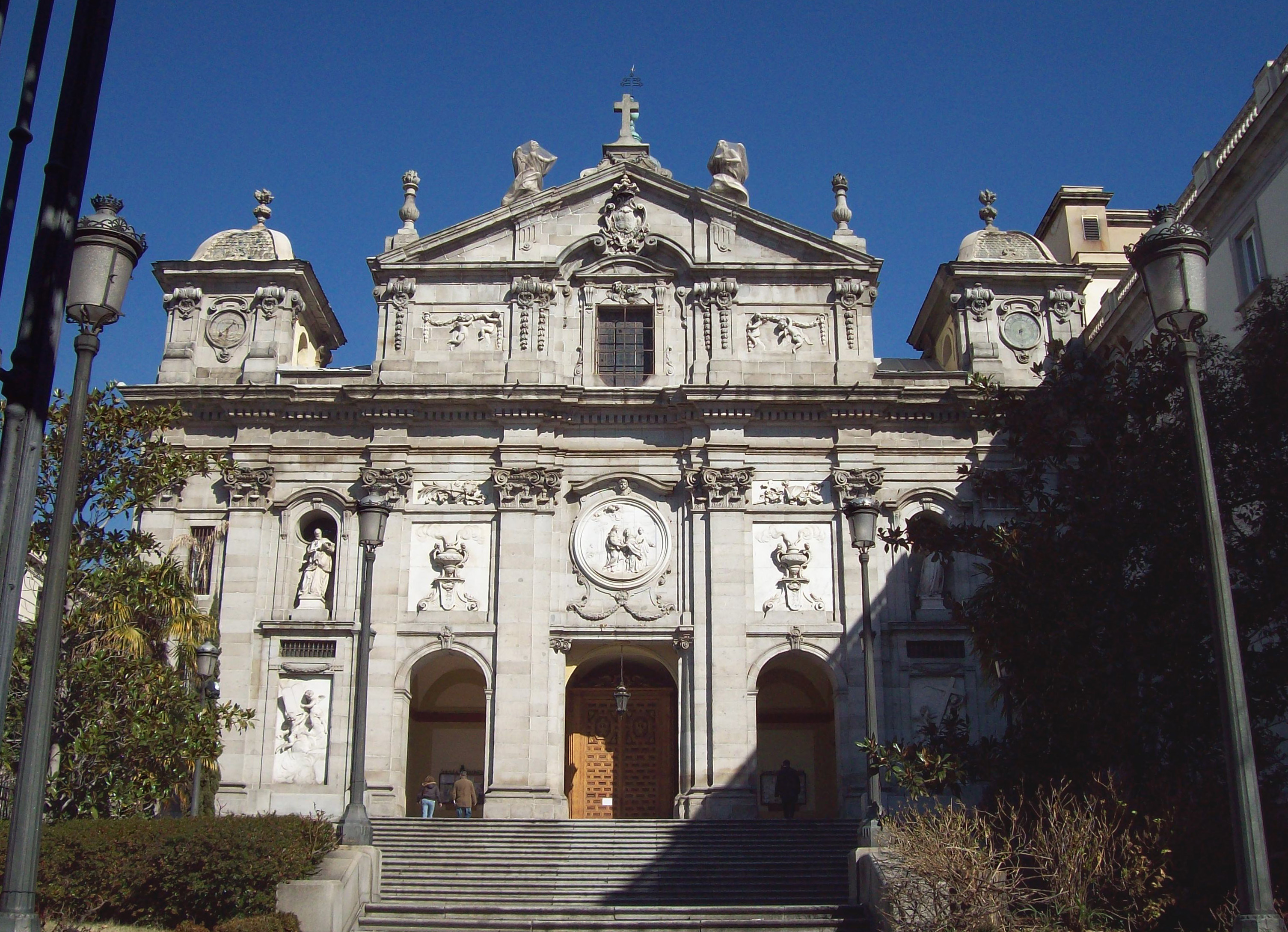
Exterior de la iglesia de Santa Bárbara, donde tuvo lugar la ceremonia de exaltación del Caudillo.

A continuación el cardenal Gomá, que presidía la ceremonia acompañado de diecinueve obispos —y en presencia del nuncio del Vaticano monseñor Cicognani—, bendijo al "Caudillo" hincado de rodillas ante él:

El señor sea siempre contigo. Él, de quien procede todo Derecho y todo Poder y bajo cuyo imperio están todas las cosas, te bendiga y con amorosa providencia siga protegiéndote, así como al pueblo cuyo régimen te ha sido confiado. Prenda de ello sea la bendición que te doy en el Nombre del Padre y del Hijo y del Espíritu Santo

Luego el "Generalísimo" y el cardenal primado se fundieron en un fuerte abrazo. Al día siguiente el diario Arriba publicó: «Después de la Victoria, la Iglesia, el Ejército, el Pueblo, han consagrado a Franco Caudillo de España».
Entre el 5 y el 8 de junio el general Franco reunió al Consejo Nacional de FET y de las JONS, en el Monasterio de las Huelgas de Burgos y allí les dijo que la «interpretación constante» de los veintiséis puntos programáticos del partido era «imperativo indeclinable y exclusivo del Caudillaje», es decir, de él mismo.

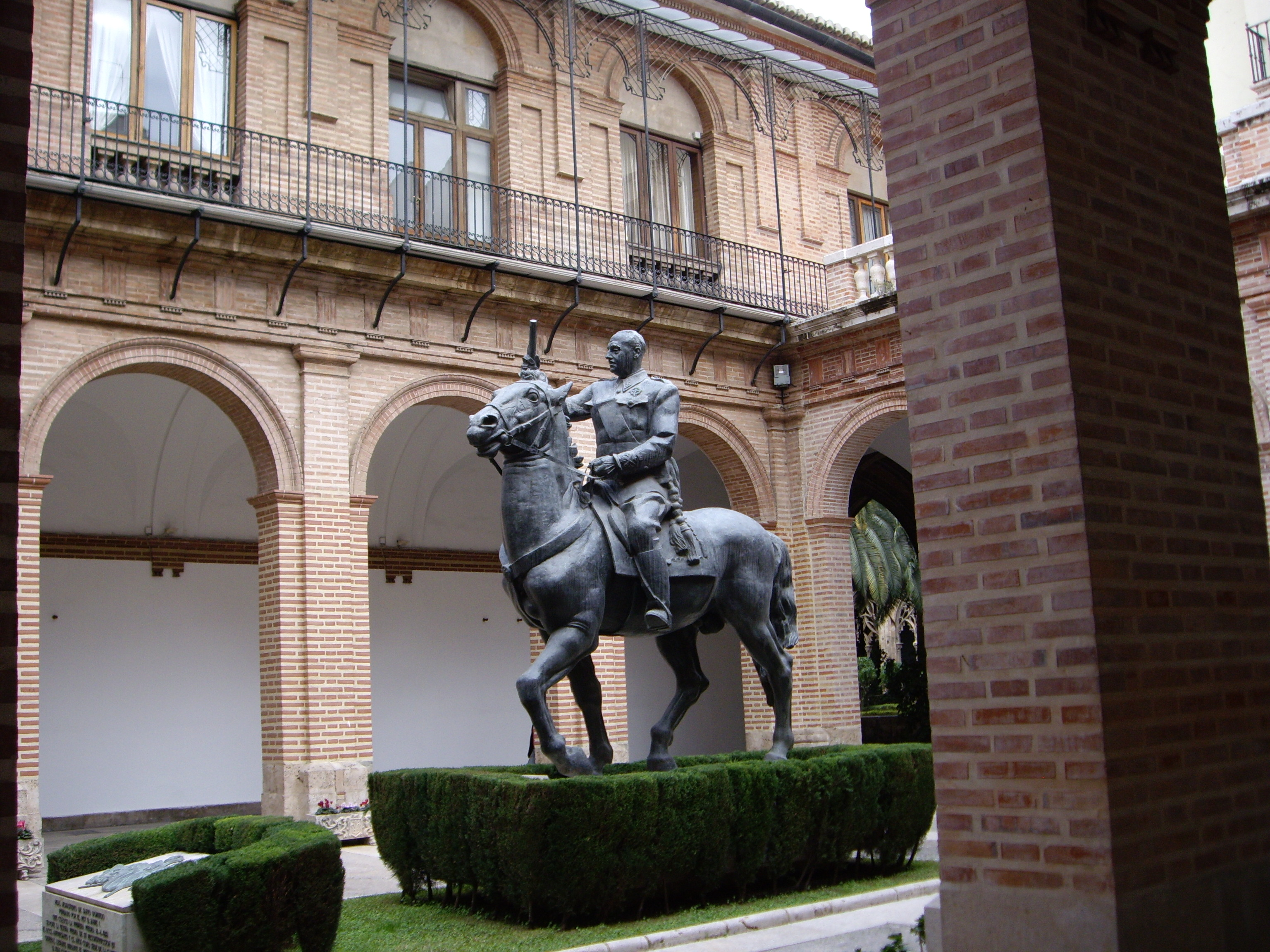
Estatua ecuestre del Generalísimo Franco que estaba situada en el centro de la Plaza del Caudillo (actual Plaza del Ayuntamiento) de Valencia. En la transición democrática fue trasladada al interior del convento de Santo Domingo, contiguo a la Capitanía General.

Un mes y medio después el general Franco demostró el poder absoluto que había recibido. El 17 de julio de 1939 el general Queipo de Llano había protestado públicamente porque se había concedido la Laureada de San Fernando a la ciudad de Valladolid pero no a la ciudad de Sevilla, culpando al «centralismo de Madrid», a los «carreristas políticos» y a la Falange —en referencia poco velada a Ramón Serrano Suñer dijo: «Si las cosas continúan como hasta ahora, es natural que tontos frágiles como juguetes de barro se conviertan en héroes»—. El general Franco lo llamó a Burgos para «consultas» y le ofreció enviarlo a Roma al frente de una misión militar, poniendo fin así al virreinato que tenía en Andalucía desde los inicios de la guerra civil. Queipo de Llano aceptó —quedando confinado en un hotel de Burgos— y expresó en público su lealtad al Caudillo, siendo sustituido por el general Saliquet al frente de la Capitanía General de Sevilla. La cuestión de fondo era que el general Franco había recibido una carta del coronel Juan Beigbeder, Alto Comisario de España en Marruecos, según la cual Queipo de Llano estaba involucrado en un complot que tendría su epicentro en el Protectorado y que pretendía formar un Directorio militar que acabase con el poder de Falange. En el complot también estaría mezclado el ministro de Instrucción Pública, el monárquico Pedro Sáinz Rodríguez, que acababa de dimitir de su cargo. En la carta Beigbeder le decía a Franco: «yo me atrevo a sugerirte en nombre de tu misión providencial, que es tu derecho divino, que liquides toda esa infamia… Tu fuerza está en el pueblo español y en la fe que tiene en ti la masa y los que se han batido. Puedes esculpir España a tu gusto… y si tienes tú esa fe y conservas la humildad (comprendiendo que eres un hombre y que Dios te ha elegido) el éxito es seguro». Otra de las razones de la destitución de Queipo fue que sin permiso de Franco había volado a Berlín para recibir allí a la Legión Cóndor, lo que causó una profunda irritación en el Generalísimo.

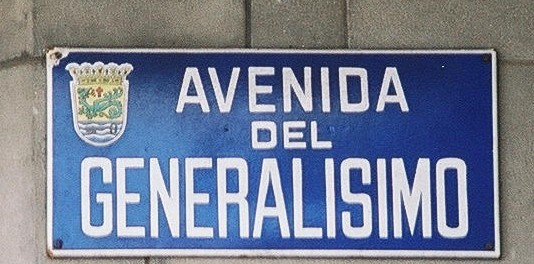
Placa de la Avenida del Generalísimo.

Otra demostración se produjo un año después. El 27 de junio de 1940, cuando el ejército alemán llegó a la frontera hispano-francesa, el general Franco destituyó al general falangista Juan Yagüe de su cargo de Ministro del Aire por un discurso pronunciado meses antes en el que afirmó que «hasta que no tengamos un órgano de gobierno, uno, con la moral, prestigio y capacidad que necesita el Movimiento, poco o nada podemos hacer», y por un informe que recibió el Generalísimo en el que se decía que Yagüe estaba rehabilitando a pilotos «rojos», algunos de ellos masones y reconocidos «frentepopulistas», para incorporarlos a las fuerzas aéreas que estaba reorganizando—de hecho Yagüe en una reunión del gobierno se había quejado de que la comisión de remisión de penas era más generosa con los oficiales de la Marina y del Ejército, que con los del Aire—.
El 1 de octubre de 1939 se celebró el «Día del Caudillo» en conmemoración de su proclamación como Jefe del Estado y a partir de entonces se convirtió en una festividad anual. Tres semanas después el alcalde de Burgos en su despedida del general Franco, que se trasladaba a vivir al Palacio de El Pardo, le dijo: «La ciudad, como al caballero de Vivar, le da como presente el corazón y hoy le dice: Caudillo, aquí está Burgos: gloria a Dios en las alturas y alabanzas a ti, Salvador de España».

### El segundo gobierno de Franco

Bandera de Falange Española y de las JONS, con el yugo y las flechas. Símbolos adoptados por el partido único de la dictadura franquista Falange Española Tradicionalista y de las JONS.

Al día siguiente de la promulgación de la Ley de Reorganización de la Administración Central del Estado, Franco, que continuó aunando la Jefatura del Estado y la presidencia del gobierno, nombraba su segundo gobierno, de nuevo integrado por personalidades de todas las «familias» políticas de la coalición derechista vencedora en la guerra civil, pero con la «influencia determinante» de los fascistas de Falange, ya que el «hombre fuerte» del gobierno era el «cuñadísimo» Ramón Serrano Suñer, que acababa de ser nombrado por Franco Jefe de la Junta Política de FET y de las JONS y que además ocupaba la cartera de la Gobernación, el Ministerio clave, ya que desde él controlaba toda la prensa y el aparato de propaganda.
Los falangistas aumentaron sus ministerios de dos a cinco, tres de ellos militares —el coronel Juan Beigbeder, ministro de asuntos exteriores; el general Agustín Muños Grandes, secretario general del partido único FET y de las JONS; el general Juan Yagüe, ministro del Aire—. Otros tres militares ocupaban la Subsecretaría de la Presidencia, que sustituyó al puesto suprimido de vicepresidente, y los ministerios del Ejército y de la Marina. El carlista Esteban Bilbao fue nombrado ministro de Justicia, y a él se le atribuyó la idea de poner en las monedas la frase Franco, Caudillo de España por la gracia de Dios. El ingeniero Alfonso Pena Boeuf, al frente de Obras Públicas, fue el único ministro que siguió del primer gobierno, junto con Serrano Suñer. «Esto contribuyó a confirmar la impresión que se tenía de que Serrano se estaba consolidando como hombre fuerte del régimen».
Para asegurar la coordinación de los ministerios militares, se creó el cargo de Jefe del Alto Estado Mayor, que fue ocupado por el general Juan Vigón, y la Junta de Defensa, que estaría formada por los ministros del Ejército, de Marina y del Aire, junto con sus respectivos Jefes de Estado Mayor, más el Jefe del Alto Estado Mayor, y que presidiría el Generalísimo Franco. A la Junta se podrían incorporar los ministros de Asuntos Exteriores y de Industria y Comercio, si el asunto a tratar así lo requería. En aquel momento el Ejército español mantenía en servicio activo cerca de medio millón de hombres.
Según Paul Preston, el cambio de gobierno respondió a la «cambiante situación internacional» y los dos cambios más significativos fueron la sustitución del anglófilo Gómez Jordana por el entonces ferviente defensor del Eje coronel Juan Beigbeder, que «compartía los sueños marroquíes de Franco», y la entrada en el gabinete del general falangista Juan Yagüe, que había acompañado a la Legión Cóndor en su viaje de regreso a Berlín y que durante su estancia de dos meses en Alemania había desarrollado «una irrefrenable admiración por la política social nazi, por la Wehrmacht y aún más por la Luftwaffe». Ambos nombramientos fueron sugeridos por Serrano Suñer. Por otro lado, Preston relativiza la importancia del cambio de gobierno pues «el gabinete no era más que un club de debates» y «Franco conservaba firmemente en sus manos la dirección suprema de la política» y en especial la política exterior.

### La política exterior: de la neutralidad a la «no beligerancia»

#### Firma del Pacto Antikomintern y proclamación de la neutralidad (marzo 1939-mayo 1940)

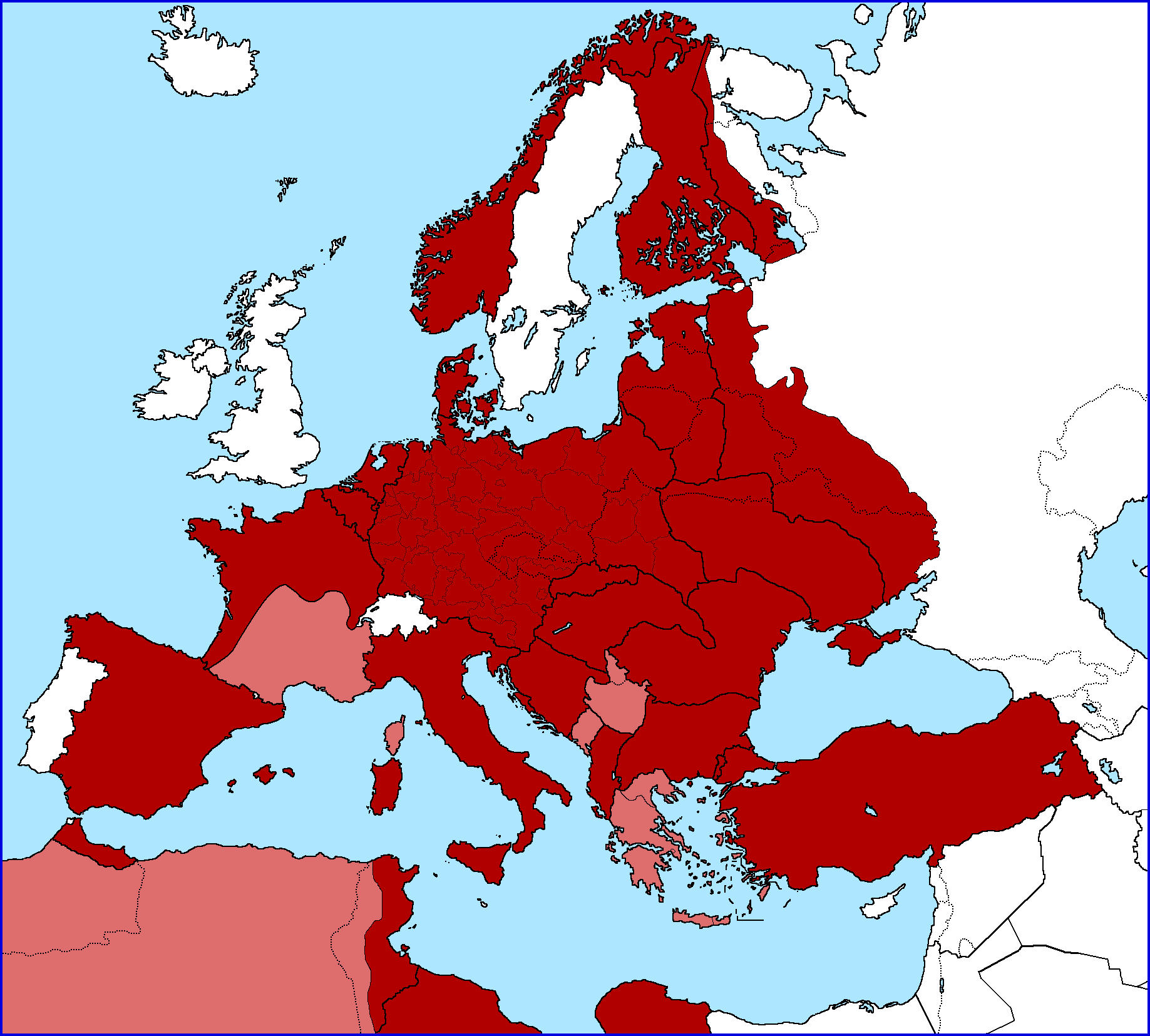
Países europeos firmantes del Pacto Anti-Komintern en noviembre de 1941. En rojo oscuro, países firmantes europeos (Alemania se muestra con los territorios ocupados). En rojo claro, países satélite y gobiernos títere no firmantes del Pacto.

Tras el final de la guerra civil se acentuaron los vínculos de la dictadura franquista con los regímenes fascistas. El 7 de abril de 1939, solo una semana después de la emisión del último parte de la Guerra Civil Española, el general Franco anunciaba la adhesión al Pacto Antikomintern que habían suscrito Alemania, Italia y Japón. Al día siguiente anunciaba también el abandono de España de la Sociedad de Naciones, cumpliendo así la promesa hecha a Mussolini.
Poco después de la celebración del Desfile de la Victoria el 19 de mayo, el general Franco se trasladó a León para despedir a la Legión Cóndor que volvía a Alemania. Allí les dijo que se llevaran con ellos a Alemania «la imperecedera gratitud de España». «Italianos y portugueses fueron también despedidos en ambiente de fiesta». En todos los casos en el viaje de regreso fueron acompañados por personalidades políticas españolas y por altos mandos del Ejército.

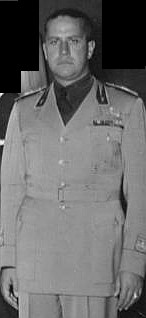
Conde Ciano, ministro de Asuntos Exteriores de la Italia fascista, con quien se entrevistó Ramón Serrano Suñer durante su viaje a Italia acompañando al CTV.

A las fuerzas italianas les acompañó en su viaje de regreso Ramón Serrano Suñer. Este les dijo al Duce y al conde Ciano que España necesitaría dos o tres años para estar preparada militarmente, pero que si estallaba la guerra, «España estará al lado del Eje, porque le guiará el sentimiento y la razón. Una España neutral estaría condenada a un futuro de pobreza y humillación»
El 5 de junio el general Franco pronunció un discurso ante el Consejo Nacional de FET y de las JONS reunido en Burgos en el que dijo que había conseguido la victoria contra los deseos de las «falsas democracias» —en referencia a Gran Bretaña y a Francia—, la masonería y el comunismo. Un mes después le dijo al embajador italiano que Francia «nunca podrá estar tranquila respecto a España» y que «en las presentes condiciones no podría afrontar una guerra europea», pero que si estallaba su neutralidad sería favorable al Eje y le sería difícil «permanecer ajena al conflicto» porque, como le dijo días después al conde Ciano, no creía que su régimen sobreviviera a la victoria de las democracias.

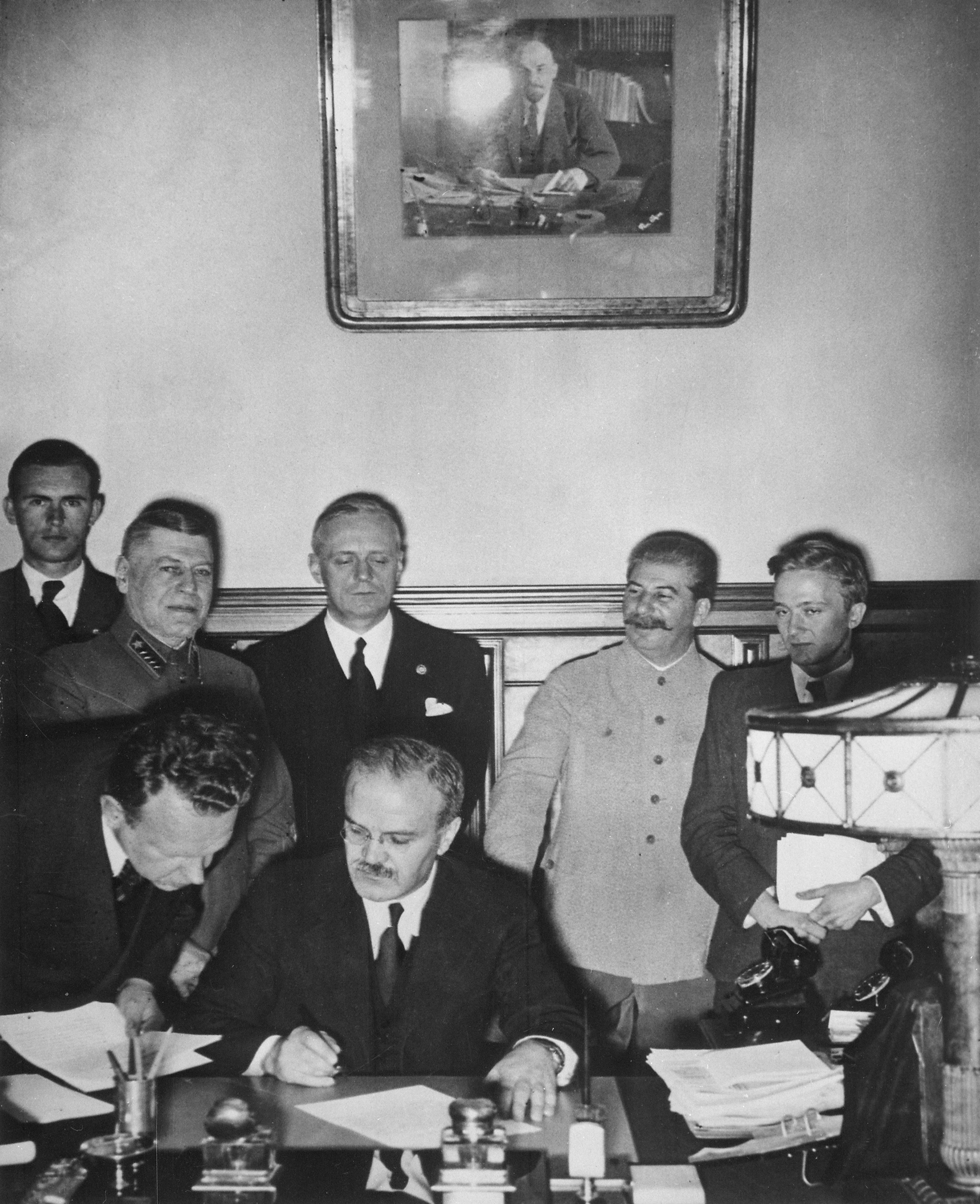
Firma del pacto germano-soviético en Moscú. En la mesa Molotov, y al fondo de pie Ribbentrop y Stalin. El pacto causó un gran desconcierto en el régimen franquista.

A finales de julio el almirante Canaris, jefe de la Abwehr, visitó al general Franco con el que acordó que España proporcionaría puertos de apoyo logístico a los submarinos alemanes en Santander, Vigo y Cádiz —y posiblemente Barcelona— si estallaba la guerra. Las concesiones hechas a la Armada alemana y el posterior cambio de gobierno, por el que el anglófilo Gómez Jordana fue sustituido por el entonces germanófilo Beigbeder, complacieron a Hitler.
El anuncio del 22 de agosto de la firma del pacto germano-soviético causó un enorme desconcierto en el régimen franquista. Los generales españoles manifestaron su indignación al conocerlo y el propio Franco se mostró consternado y le comentó a Serrano: «Es raro que ahora seamos aliados de los rusos».

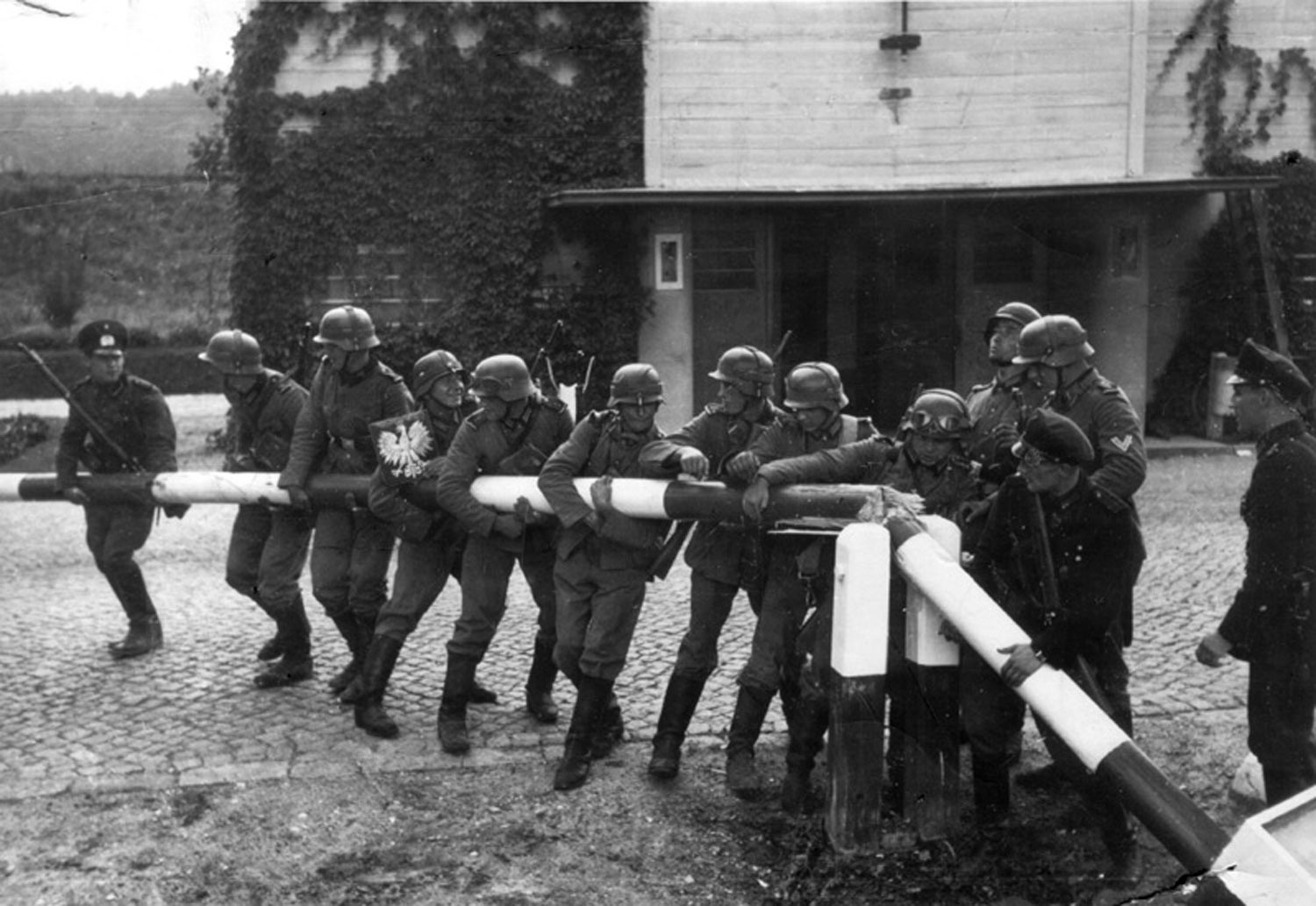
Soldados de la Wehrmacht cruzando la frontera polaca el 1 de septiembre de 1939.

Cuando estalló la guerra el general Franco se vio obligado a proclamar «la más estricta neutralidad» debido a las precarias condiciones económicas por las que atravesaba el país tras una guerra civil que hacía solo cinco meses que había terminado. Pero la prensa dirigida desde el gobierno adoptó inmediatamente una postura abiertamente favorable a la Alemania nazi.

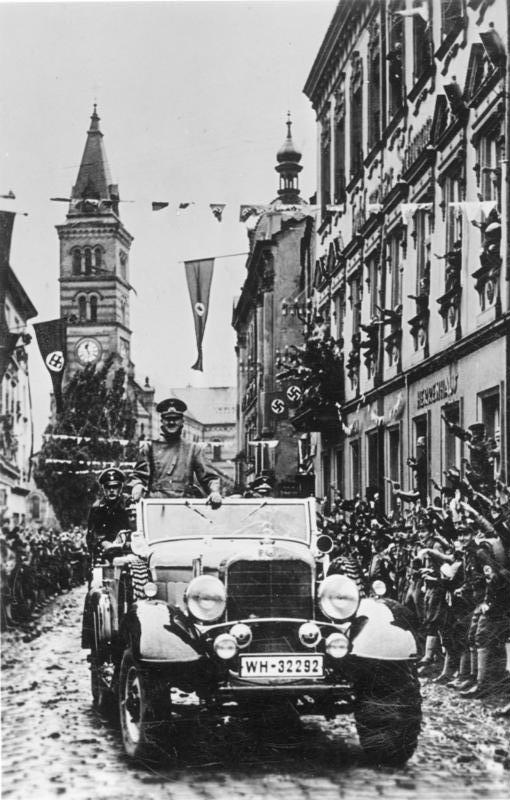
Adolf Hitler a bordo del Mercedes-Benz w31 540, modelo de coche que le regaló al general Franco (los otros dos únicos ejemplares los tenían Josef Goebbels y Benito Mussolini).

«A medida que transcurrían los meses, el entusiasmo de Franco por el Eje se volvió cada menos contenido» y ello a pesar de que «aumentaba la evidencia del deterioro de la situación económica española». El 26 de septiembre ante el Consejo Nacional de FET y de las JONS Franco habló de su disposición para tomar «decisiones heroicas si lo requerían las circunstancias». En el mensaje de fin de año de 1939 atacó a Gran Bretaña y a Francia y alabó la política antisemita de los nazis: «Ahora comprenderéis los motivos que han llevado a distintas naciones a combatir y alejar de sus actividades a aquellas razas en que la codicia y el interés es el estigma que les caracteriza». Al día siguiente, con motivo del Año Nuevo, Hitler le regaló a Franco un Mercedes de seis ruedas idéntico al suyo. En aquel momento los submarinos alemanes ya utilizaban los puertos españoles para reabastecerse y el Ministerio de Asuntos Exteriores remitía a la embajada alemana todas las informaciones que recibía de las misiones diplomáticas en el extranjero, especialmente de Francia, lo que constituía una fuente de inestimable valor para Alemania.
Pocas semanas después de que la invasión alemana de Dinamarca y de Noruega pusiera fin a la drole de guerre, el general Carlos Martínez Campos, jefe del Alto Estado Mayor, le remitió al general Franco un informe, cuyas conclusiones coincidían con las de otro anterior del general Kindelán, en el que se destacaba la falta de preparación de las fuerzas armadas españolas para entrar en la guerra debido fundamentalmente a la carencia de aviones y de tanques. A esto se unía la falta de reservas de combustible y de grano. Sin embargo, tanto Franco como Serrano valoraban las perspectivas que abriría para España un rápido triunfo de Alemania, sobre Francia y Gran Bretaña, en relación con Gibraltar y con Marruecos, aunque eran conscientes de las dificultades para afrontar una guerra. El 30 de abril Franco le envió una carta a Mussolini en la que se lamentaba de su situación: «Comprenderéis lo angustioso que es para mí y mi pueblo que lo inoportuno de esta contienda nos sorprenda tan rezagados»..

#### De la neutralidad a la «no beligerancia» (mayo-agosto de 1940)

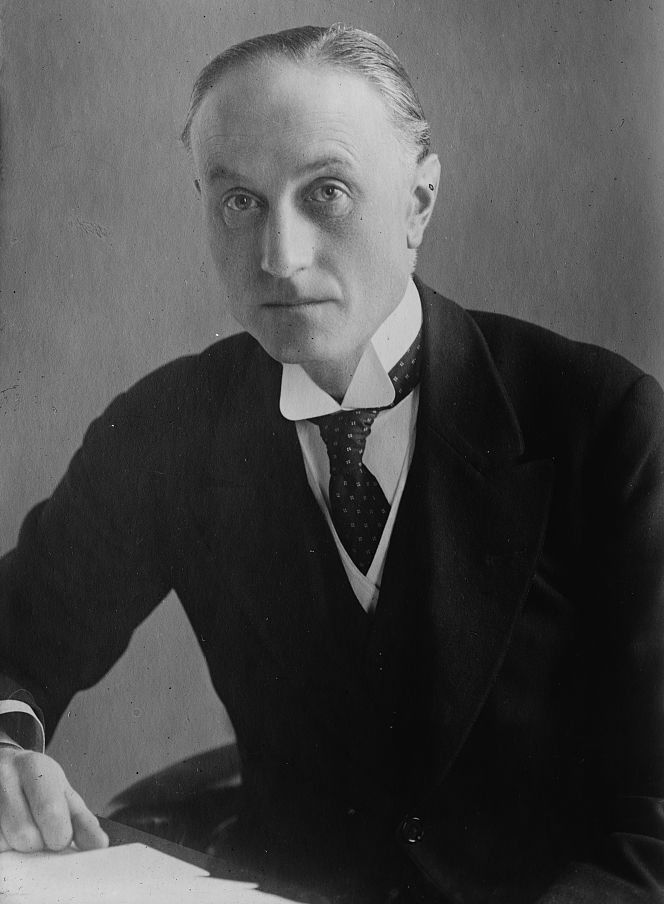
Samuel Hoare, embajador británico enviado a España en mayo de 1940 con la «misión especial» de evitar que Franco entrara en la guerra del lado del Eje.

Las victorias alemanas sobre Holanda, Bélgica y Francia en mayo y junio de 1940 y la entrada en la guerra de Italia del lado de Alemania —el día 10 de junio—, dieron un vuelco a la situación. Así el general Juan Vigón fue enviado a Bélgica por Franco con una carta suya para Hitler, a quien se la entregó el 16 de junio, en la que después de felicitarle por sus grandes victorias, le exponía las reivindicaciones españolas en el Mediterráneo y en África y le pedía suministros de armas, vehículos, carburante y víveres, para la entrada de España en la guerra del lado del Eje. Según Luis Suárez Fernández, Hitler le respondió que tendría que consultarlo con Mussolini con quien se iba a reunir al día siguiente en Múnich. Según Paul Preston, Hitler «no aceptó el ofrecimiento de Franco de ser parte beligerante» y «se limitó a reconocer las ambiciones marroquíes de España». En la carta, Franco también le explicaba que se veía obligado a mantenerse neutral debido a las dificultades económicas y al temor a la fuerza naval británica, añadiendo a continuación: «No necesito asegurarle lo grande que es mi deseo de no permanecer al margen de sus cuitas y lo grande que es mi satisfacción al prestarle en toda ocasión servicios que usted estima como valiosos».

Las tropas de la Wehrmacht entran en París el 14 de junio de 1940

El 13 de junio de 1940, cuando los alemanes estaban a punto de entrar en París, el general Franco abandonó la «estricta neutralidad» y se declaró «no beligerante», que era el estatuto que había adoptado Italia antes de entrar en la guerra. Cuando el embajador británico Samuel Hoare se entrevistó con Franco y le pidió explicaciones por el cambio el Generalísimo le aseguró que la «no beligerancia no quiere decir que vayan a producirse cambios en la neutralidad». Pero el embajador advirtió que en la mesa del despacho de Franco había dos fotografías dedicadas de Hitler y de Mussolini.

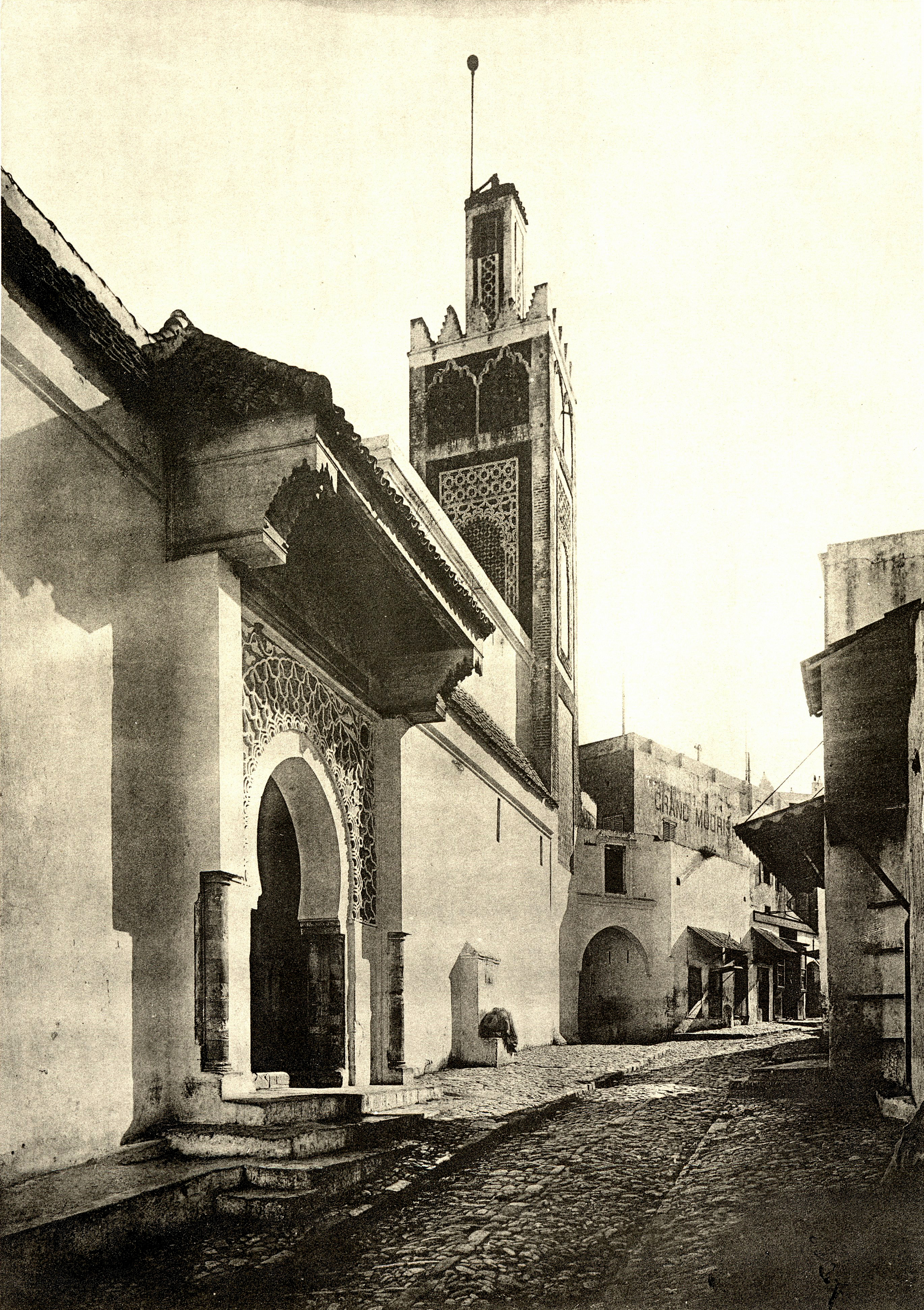
Mezquita de Tánger a principios del siglo XX

Al día siguiente de la declaración de no beligerancia, las tropas españolas ocupaban Tánger, ciudad internacional que quedó incorporada de hecho al Protectorado español de Marruecos. La prensa, controlada por el régimen, presentó la ocupación de Tánger como el fin de las claudicaciones españolas y como el primer paso para reconstruir el Imperio español, Por su parte, Hitler le dijo al general Vigón cuando lo recibió en Bélgica el 16 de junio que estaba encantado de que Franco «hubiera pasado a la acción sin mediar palabra». El 19 de junio Franco reveló sus pretensiones a los italianos: apoderarse del Marruecos francés y de una parte de la Argelia francesa y extender el Sahara español, también a costa de Francia, así como expandir los territorios en torno a la colonia española de Guinea en el centro de África.

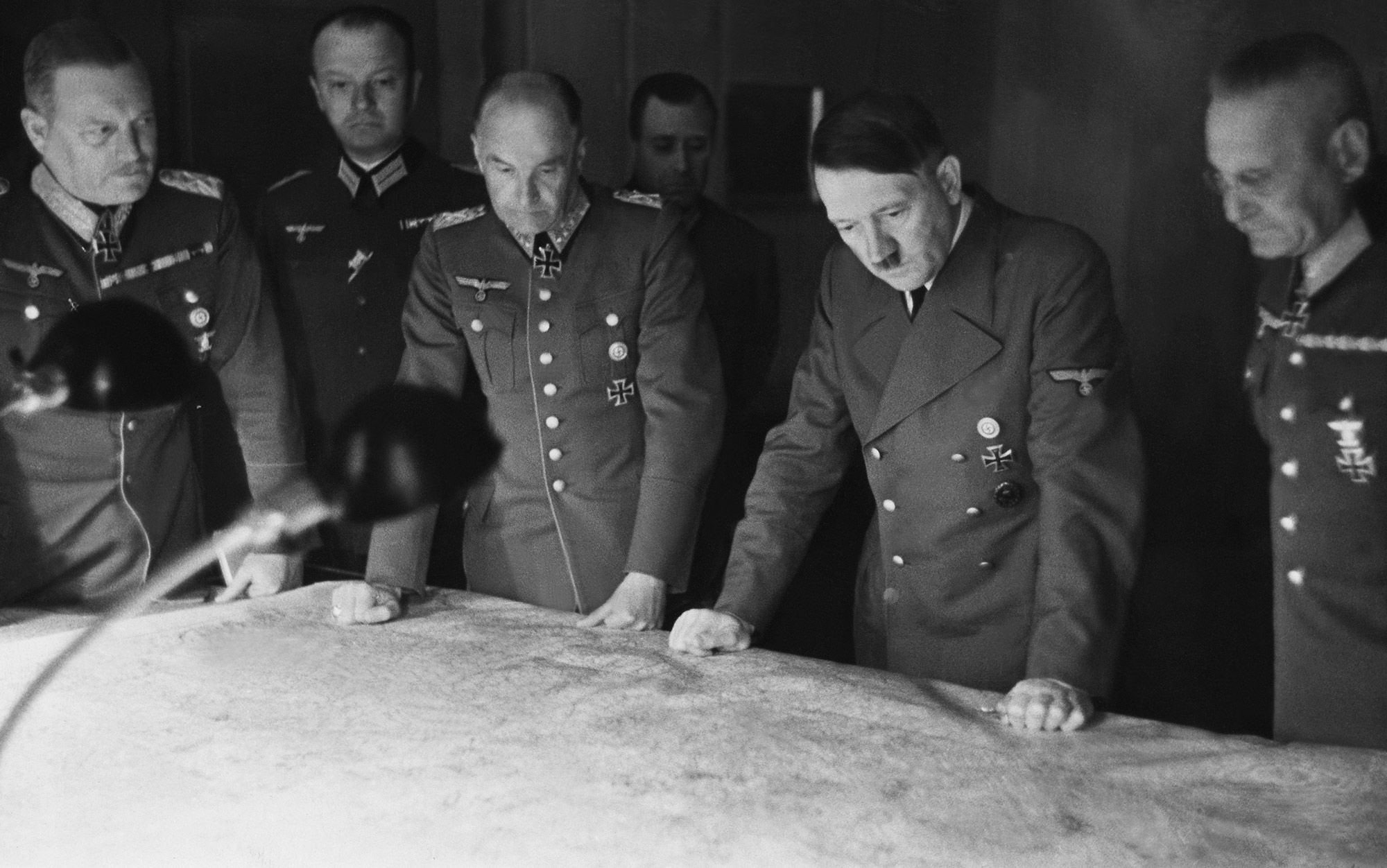
Hitler reunido con sus generales (junio de 1940).

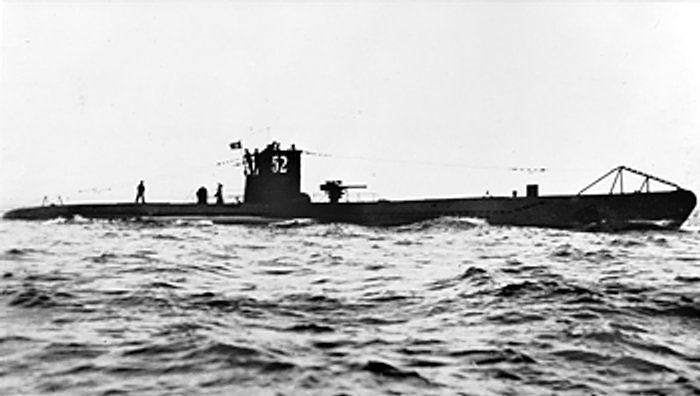
Los submarinos alemanes fueron abastecidos y reparados en puertos españoles.

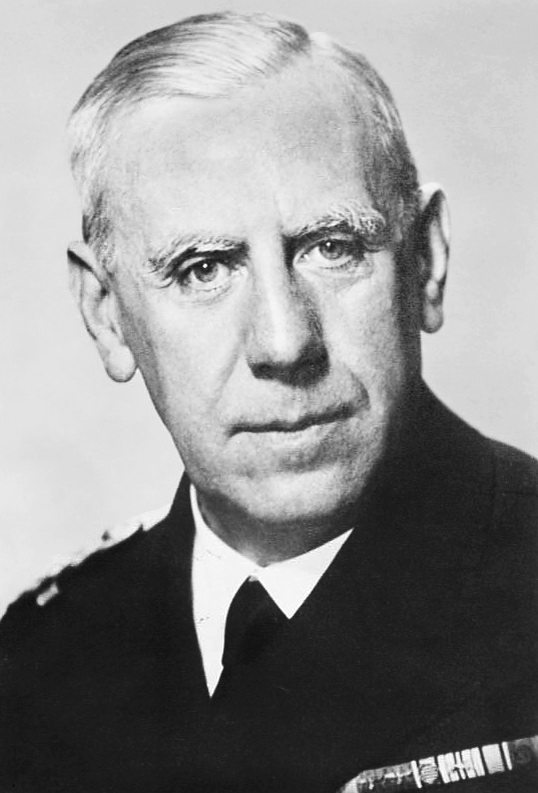
Wilhelm Canaris, jefe de la Abwehr.

El 1 de julio el almirante Canaris, jefe de la Abwehr, fue recibido por el general Franco, después de haberse entrevistado con los ministros de Asuntos Exteriores y del Aire. Canaris le comunicó que de momento Alemania no estaba interesada en la entrada de España en la guerra, pero le pidió que en caso de que Portugal se decantara del lado británico permitiera el paso de tropas alemanas por territorio español, e insinuó que estas tropas podrían recuperar Gibraltar. Franco no accedió, pero le dijo que esa acción la podría realizar el Ejército español si recibía artillería pesada y aviones de Alemania.
El 17 de julio el general Franco pronunció un discurso ante el Consejo Nacional de FET y de las JONS agresivamente imperialista y antisemita, salpicado con la retórica fascista y alabanzas a las «fantásticas victorias» de Hitler «en los campos de batalla de Europa», que fue muy elogiado por la prensa italiana y alemana —de hecho al día siguiente Hitler le concedió a Franco la condecoración más alta para un extranjero: la Gran Cruz de Oro de la Orden del Águila Alemana—.
La resistencia británica en la batalla de Inglaterra hizo variar la opinión de Hitler y del Estado Mayor alemán sobre la posición de España en la guerra y el 2 de agosto von Ribbentrop comunicó a von Stohrer, embajador alemán en Madrid, que «lo que queremos conseguir ahora es la pronta entrada de España en la guerra». Pero tanto el informe de von Stohrer como el elaborado por el Alto Mando alemán eran muy pesimistas sobre la capacidad militar y económica española para sostener la guerra sin una abundante ayuda alemana en suministros, carburante, municiones y armas —«sin ayuda extranjera, España sólo podía sufragar una guerra de corta duración», concluía el informe del mando alemán—. Así pues, las elevadas peticiones que habían presentado los españoles en junio «no eran un invento para desalentar a los alemanes», como dijo la propaganda franquista a partir de 1945, sino que eran muy realistas: 400.000 toneladas de gasolina, 600.000 o 700.000 toneladas de trigo, 200.000 toneladas de carbón, 100.000 toneladas de diésel, 200.000 toneladas de petróleo, además de grandes cantidades de materias primas como algodón, caucho, pasta de madera, cáñamo, yute, etc.
El 8 de agosto el general Franco recibía al embajador alemán von Stohrer que portaba la petición expresa de Hitler de que España entrara en la guerra para hacer posible el ataque alemán a Gibraltar. Pero el Generalísimo alegó que antes de dar ese paso era necesario que Alemania satisficiera las aspiraciones españolas en África y que suministrara las armas, municiones, alimentos, petróleo, etc. que España no recibiría a causa del bloqueo naval británico que se impondría en cuanto entrara en la guerra del lado de las potencias del Eje.

#### La cuestión de la entrada en la guerra y la entrevista de Hendaya (septiembre-octubre de 1940)

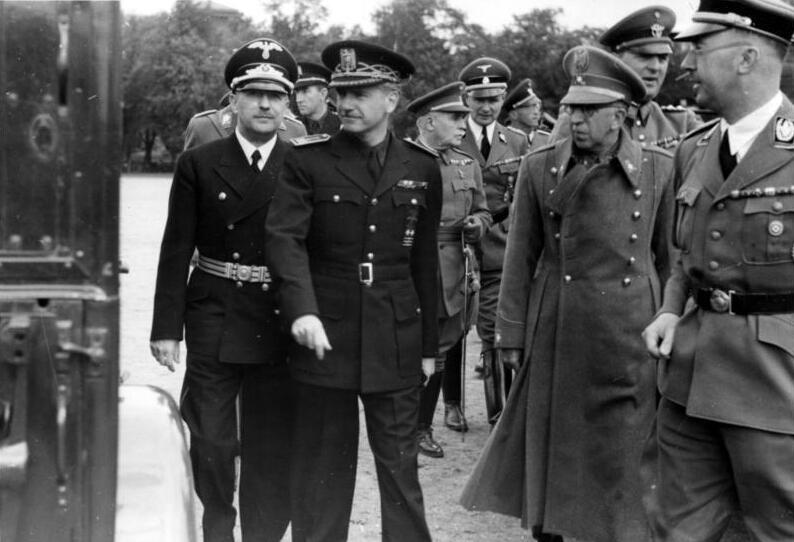
Visita a Berlín del cuñadísimo Ramón Serrano Suñer, acompañado del general José Moscardó, siendo recibido por Himmler.

En septiembre de 1940 el general Franco envió a Ramón Serrano Suñer a Berlín para que acordara las condiciones de la entrada de España en la guerra del lado del Eje. Sin embargo, el alto mando alemán no compartía el optimismo de Hitler sobre la importancia de la contribución española a la guerra, dadas las precarias condiciones económicas y militares que padecía, y calificaba la postura española como oportunista —el almirante Canaris le recalcó a Hitler que «desde el principio la política de Franco consiste en no entrar en la guerra hasta que Gran Bretaña esté derrotada, porque tiene miedo de su poder»—. Además Göring le comunicó al Führer que Alemania no podía atender las elevadas peticiones españolas en suministros y armas. De todas formas, la intención de Hitler, según le confesó al general Halder, era «prometer a los españoles todo lo que quisieran, sin importar si la promesa se podía cumplir».
El 16 de septiembre Serrano llegó a Berlín para discutir la entrada española en la guerra. En una de las entrevistas que mantuvo con el ministro de Asuntos Exteriores alemán Ribbentrop este le dijo que si el Marruecos francés pasaba a España, se deberían establecer bases alemanas en Mogador y Agadir, con el «hinterland apropiado», y en una de las Islas Canarias —más tarde Ribbentrop también incluyó en su petición la Guinea Española—. Como comentó el embajador von Stohrer, «España no puede esperar de nosotros que le brindemos un nuevo imperio colonial con nuestras victorias y no obtengamos nada a cambio». Así pues, «Serrano Suñer esperaba ser tratado como un valioso aliado y en cambio fue tratado como representante de un Estado satélite».
En la entrevista que mantuvo con Hitler Serrano tampoco consiguió un compromiso firme de Alemania de que las reclamaciones españolas sobre África serían atendidas a cambio de la entrada de España en la guerra. Por otro lado, la petición española de suministros, que no era nada exagerada, tampoco fue atendida.

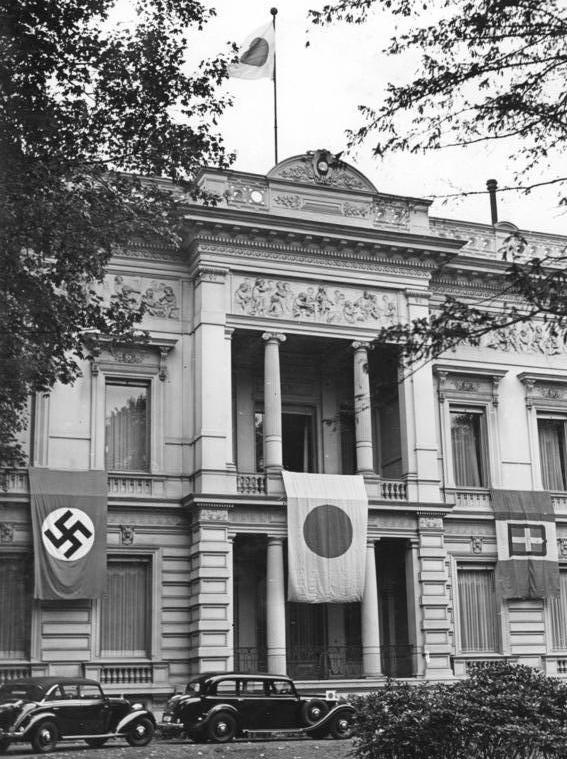
Banderas del Alemania, Japón e Italia, en la embajada japonesa en Berlín, septiembre de 1940.

Tanto alemanes como españoles consideraron la visita de Serrano Suñer como un relativo fracaso. «Los alemanes creían que pedía demasiado; él, que Hitler ofrecía demasiado poco». Hitler se reunió el 28 de septiembre con el conde Ciano a quien le dijo que «no se puede avanzar con los españoles sin acuerdos muy concretos y detallados» y destacó la desproporción entre lo que Franco pedía y lo que podía ofrecer, además de expresar sus dudas sobre si tenía «la misma fuerza de voluntad para dar que para recibir». Concluyó que en esas circunstancias se oponía a la intervención española en la guerra, «porque costaría más de lo que vale». Esto mismo le manifestó a Mussolini durante la entrevista que mantuvieron en el Brennero el 4 de octubre. El Duce estuvo de acuerdo con él: «España pedía mucho y no daba nada». Mientras tanto el general Franco seguía ilusionado con la posibilidad de obtener el Marruecos francés para España.

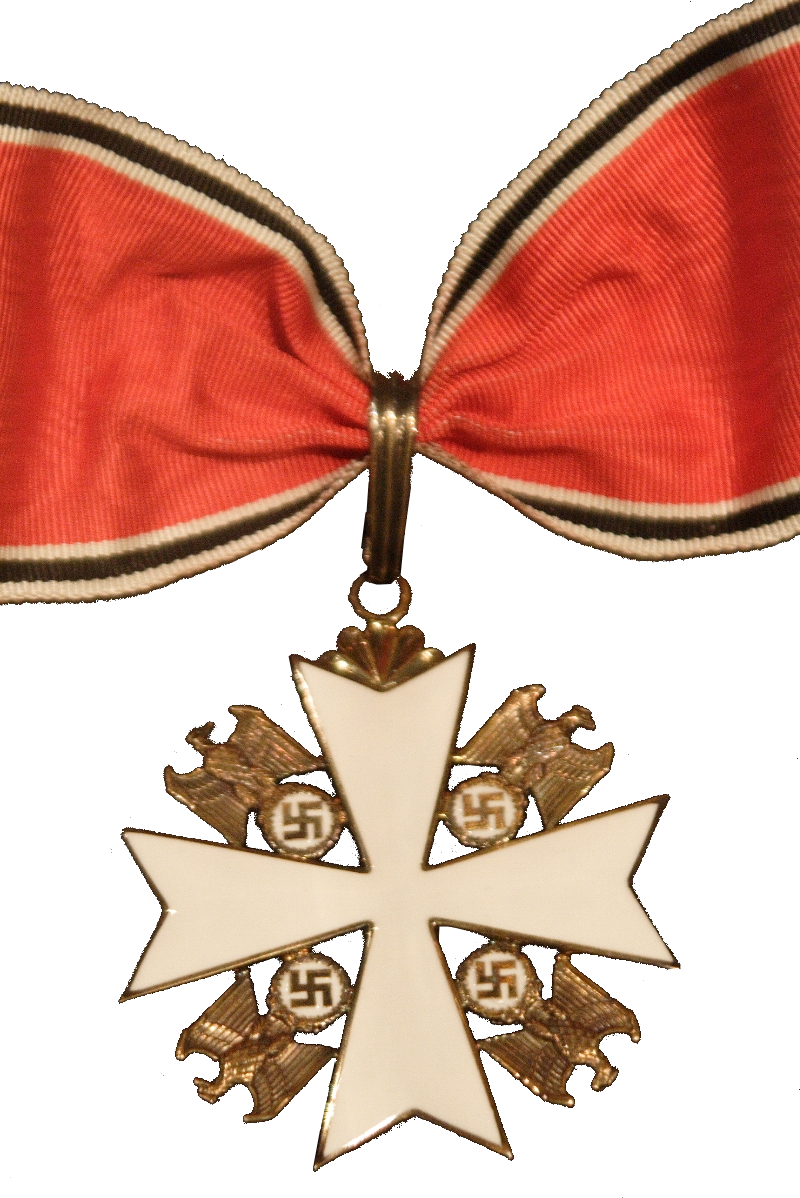
Gran Cruz de la Orden del Águila Alemana, que Hitler concedió a Franco el 18 de julio de 1940. Se trataba de la más alta condecoración del Tercer Reich que se podía conceder a un extranjero. Cuando el embajador alemán le impuso la medalla el 6 de septiembre, Franco emocionado habló de su fe en "el triunfo de nuestros ideales comunes".

El alineamiento cada vez mayor del general Franco con el Eje se hizo más patente cuando el 16 de octubre nombró a Serrano Suñer ministro de Asuntos Exteriores —en lugar del coronel Juan Beigbeder, que había adoptado una posición cada vez más probritánica, lo que había molestado a Hitler—. El cese de Beigbeder despertó los temores en Gran Bretaña de que la entrada en la guerra de España estaba próxima. Por su parte Mussolini le escribió a Hitler que el cambio de gobierno en España «nos permite asegurarnos de las tendencias hostiles al Eje se han eliminado o al menos neutralizado». Cuatro días después Himmler iniciaba su visita a España para supervisar las medidas de seguridad adoptadas para el encuentro entre Franco y Hitler previsto para el día 23 de octubre. Otro de los objetivos del viaje era estrechar la cooperación entre la policía española y la Gestapo, de lo que quedó encargado el agregado de seguridad de la embajada alemana y oficial de las SS Paul Winzer.
El 23 de octubre de 1940 Franco y Hitler mantuvieron la histórica entrevista en Hendaya para intentar resolver los desacuerdos sobre las condiciones españolas para su entrada en la guerra. Sin embargo, después de siete horas de reunión Hitler siguió considerando desorbitadas las exigencias españolas: la devolución de Gibraltar (tras la derrota de Gran Bretaña); la cesión a España del Marruecos francés y de una parte de la Argelia francesa más el Camerún francés que se uniría a la colonia española de Guinea; el envío de suministros alemanes de alimentos, petróleo y armas para paliar la crítica situación económica y militar que padecía España. El único resultado de la entrevista fue la firma de un protocolo secreto en el que Franco se comprometía a entrar en la guerra en una fecha que él mismo determinaría y en el que Hitler garantizaba solo vagamente que España recibiría «territorios en África».
En realidad, «Hitler no tenía intenciones de exigir a Franco que España entrara en la guerra de inmediato» y no estaba dispuesto a cederle el Marruecos francés porque creía que la Francia de Vichy estaba más capacitada para defenderlo de un ataque británico.Así durante la entrevista Hitler le explicó a Franco que sus ambiciones sobre Marruecos chocaban con la necesidad que tenía Alemania de conseguir la cooperación de la Francia de Vichy, con lo que las esperanzas de Franco de conseguir «una gran conquista territorial a prácticamente ningún coste» se desvanecieron completamente.

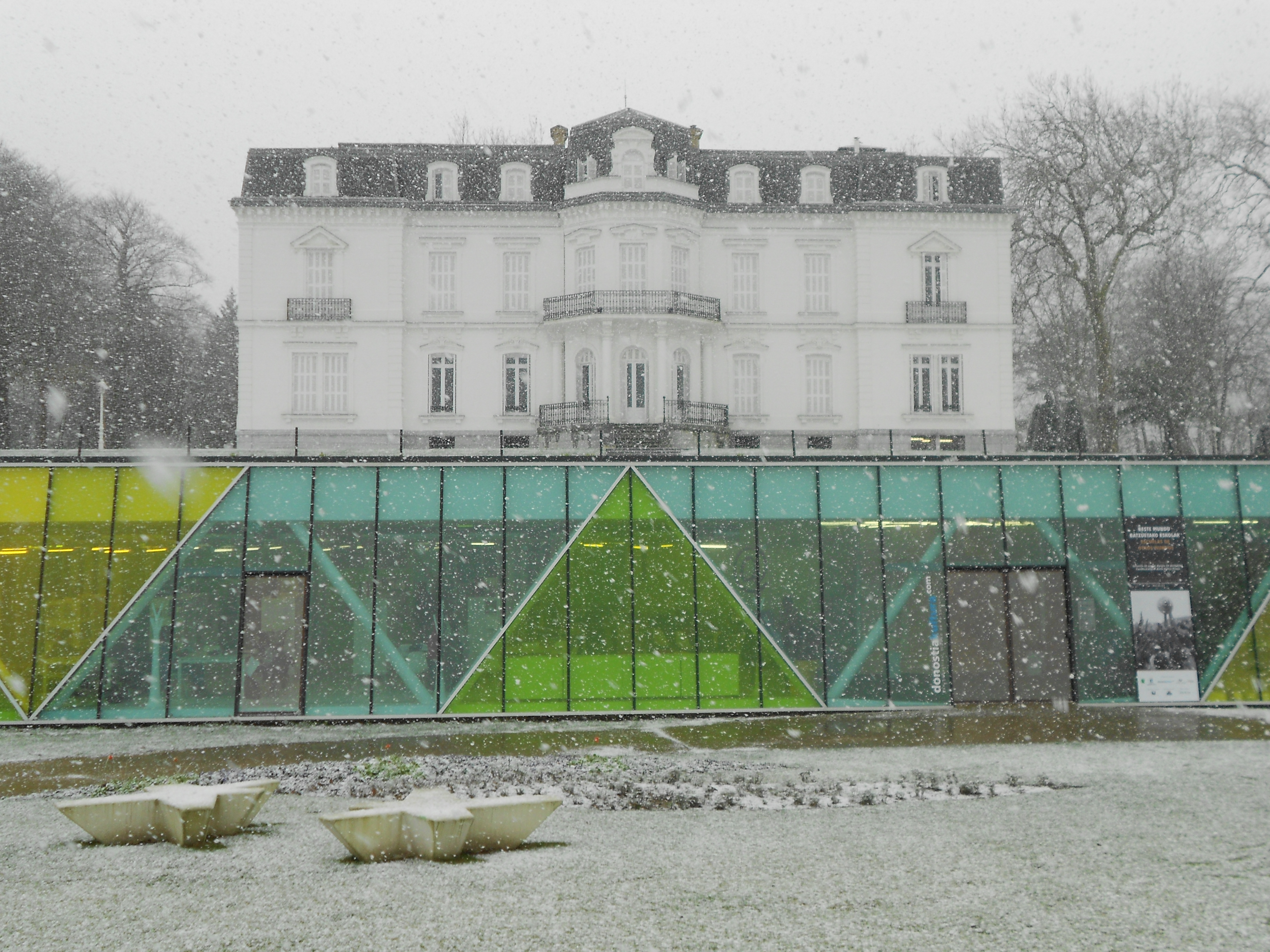
Palacio de Ayete de San Sebastián.

Tres copias del protocolo secreto acordado en Hendaya llegaron a Madrid el 9 de noviembre y fueron firmadas por Serrano Suñer, devolviendo las copias alemana e italiana mediante un correo especial. Goebbels escribió en su diario: «El Führer no tiene una buena opinión de España y de Franco. Mucho ruido y pocas nueces. Nada sólido. En cualquier caso, no están en absoluto preparados para la guerra. Son hidalgos de un imperio que ya no existe. Por otro lado, Francia es otra cuestión. Mientras que Franco se mostraba muy inseguro de sí mismo, Pétain parecía confiado y sereno».

#### La «Operación Félix», la entrevista de Bordiguera y el envío de la «División Azul» (noviembre 1940 -julio 1941)
La desastrosa invasión de Grecia por Mussolini provocó que el Oberkommando der Wehrmacht planteara la necesidad del asalto de Gibraltar para cerrar el Mediterráneo a los británicos que estaban apoyando a los griegos. «Sólo entonces, por primera vez, [Hitler] estuvo lo bastante decidido por la entrada de España en la contienda como para forzar el paso y presionar a Franco».

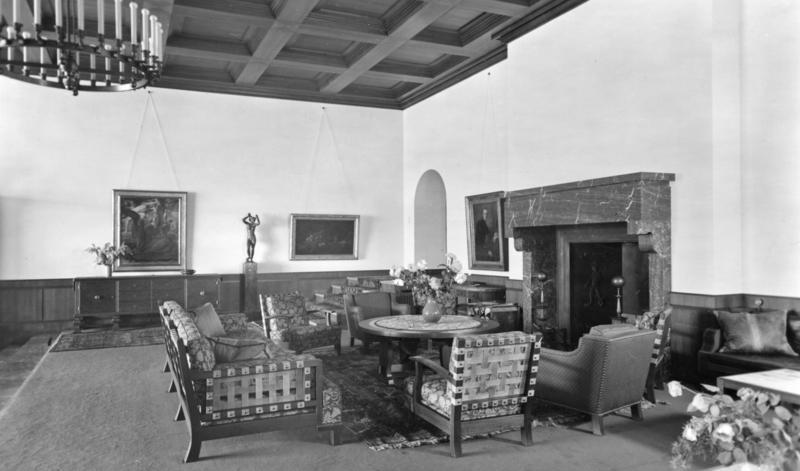
Gran Salón del Berghof en Berchtesgaden, donde tuvo lugar la entrevista entre Hitler y Serrano Suñer.

El 12 de noviembre Hitler ordenó el inicio de los preparativos de la operación Félix. Dos días después el embajador alemán le comunicaba a Serrano Suñer la invitación del Führer para que se entrevistara con él en Berchtesgaden. El 19 de noviembre se celebró encuentro en el que le habló a Serrano Suñer de la absoluta necesidad de «cerrar el Mediterráneo» a los británicos tomando Suez y Gibraltar para lo que era imprescindible que España entrara en la guerra y permitiera el paso de las tropas alemanas para atacar el Peñón. Serrano Suñer le respondió que si Alemania no proporcionaba los suministros que se le habían pedido, España dependía de la buena voluntad de la Armada británica para conseguirlos, y además le recordó la vaguedad de lo acordado en el protocolo secreto de Hendaya respecto de las reivindicaciones españolas en el norte de África. Serrano Suñer regresó a Madrid donde el general Franco respaldó completamente su postura.

Cañón de defensa costera en la cima de Gibraltar.

Hitler decidió entonces enviar a Madrid al almirante Canaris para que le transmitiera la petición de que el 10 de enero permitiera el paso por territorio español de las divisiones alemanas que iban a atacar Gibraltar, prometiéndole que los suministros que había pedido se le entregarían después. Pero Franco se negó debido a la difícil situación económica interna y a que Hitler «no le ofrecía más que convertir Gibraltar en una base alemana y devolvérsela a España después de la guerra». Ante el fracaso de la misión de Canaris Hitler ordenó interrumpir la operación Félix. Así pues, «fue el hambre lo que obligó a Franco a echarse atrás en el momento decisivo». Así lo reconoció Serrano Suñer ante el embajador de Italia el 8 de enero: «Si España hubiera obtenido de Alemania lo necesario, no para engrosar sus reservas, sino para la supervivencia cotidiana, España ya estaría en la guerra al lado del Eje. Por desgracia, eso no había ocurrido, y el gobierno español debió contentarse con el odioso chantaje de Inglaterra y de Estados Unidos. Dígale [a Mussolini] que, a pesar de todos los obstáculos, España está preparándose seriamente en la esfera militar para estar a punto en futuras tentativas».

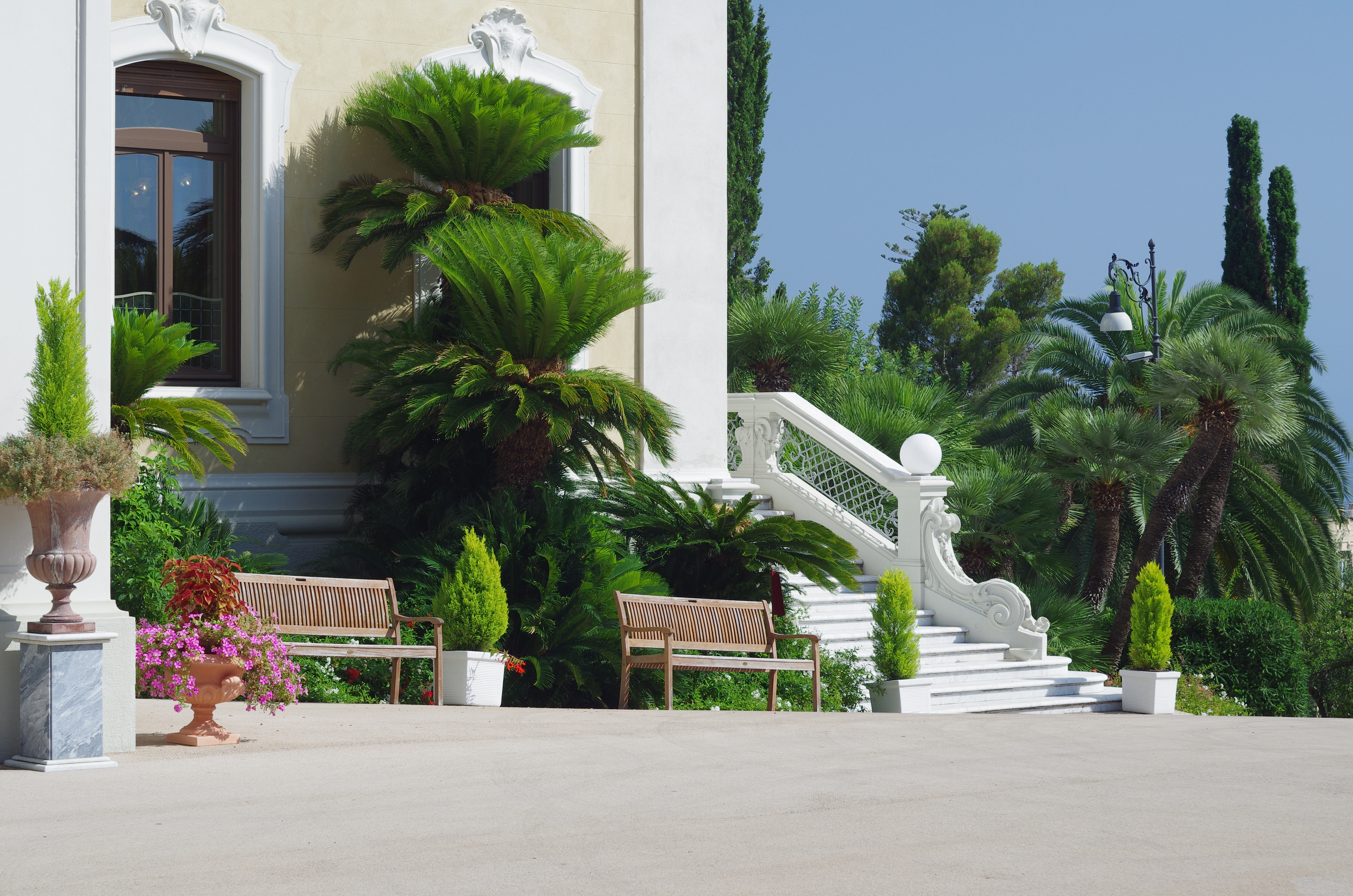
Villa Margherita de Bordighera, donde se alojaron el general Franco, su ministro de Asuntos Exteriores, Ramón Serrano Suñer, y el séquito que les acompañaba.

En un último intento para convencer a Franco Hitler le pidió entonces a Mussolini que se entrevistara con él Franco y el conde Ciano arregló un encuentro entre los dos en Bordighera para los días 12 y 13 de febrero de 1941, invitación que «Franco aceptó a regañadientes». Franco, que estaba acompañado por Serrano Suñer, expuso a Mussolini que si no recibía de Alemania los suministros que había solicitado la entrada en la guerra era imposible. También se refirió a la incomprensión alemana sobre las «aspiraciones seculares» del pueblo español en referencia a las reivindicaciones territoriales que había planteado y de las que no había recibido ninguna garantía. Franco dijo finalmente que «la entrada española en la guerra dependía de Alemania más que de España; cuanto antes enviara Alemania la ayuda, más pronto podría España hacer su contribución a la causa mundial fascista». Mussolini no insistió demasiado porque como comentó a sus colaboradores: «¿Cómo puedes empujar a una nación a la guerra con reservas de pan sólo para un día?». El gobierno alemán, por su parte, consideró que el fracaso de la entrevista significaba la negativa definitiva de Franco a entrar en la guerra por lo que dio instrucciones a su embajador para que abandonara el tema.
Cuando Hitler inició la invasión de la Unión Soviética el 22 de junio de 1941, el general Franco decidió enviar un contingente de soldados y oficiales voluntarios —unos 47.000 hombres—, que sería conocido con el nombre de «División Azul» —por el color del uniforme falangista—. El mismo día del inicio de la invasión Serrano Suñer, después de hablar con Franco, se entrevistó con el embajador alemán von Stohrer para proponerle el envío al frente ruso de voluntarios falangistas, «independientemente de la entrada plena y total de España en la guerra del lado del Eje, lo cual ocurriría en el momento adecuado». Hitler aceptó la oferta pero cuando su ministro de Asuntos Exteriores von Ribbentrop le pidió a su homólogo español que su gobierno declarara la guerra a la Unión Soviética, Serrano se negó por temor a las represalias británicas.

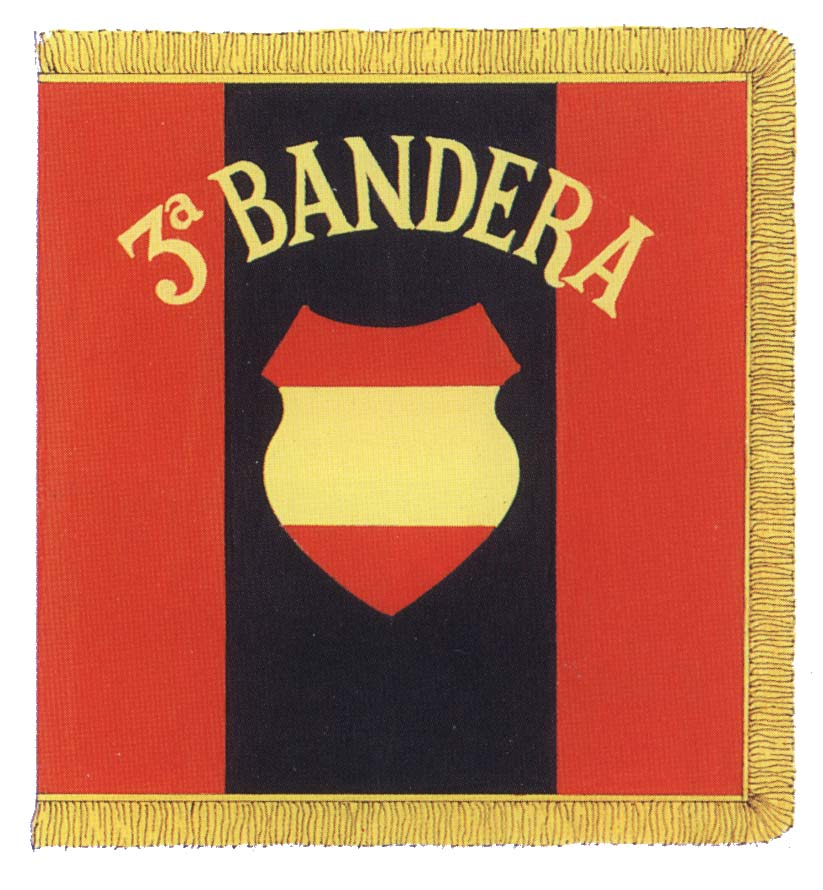
Estandarte de la División Azul.

Los ministros militares temieron que la oferta de Serrano podría ser el embrión de la formación de una milicia falangista, por lo que sugirieron a Franco que enviara al frente ruso una división regular del Ejército, con sus oficiales. Franco optó por una solución de compromiso: se enviaría una división integrada por voluntarios pero mandada por oficiales profesionales que combatirían con el uniforme alemán, aunque con distintivo español y puso al frente de la que pronto sería conocida como la «División Azul» al general pro nazi Agustín Muñoz Grandes. El 14 de julio partió la División Azul, en medio de una gran fiesta: la integraban 641 jefes y oficiales, 2.386 suboficiales y 15.918 soldados. A su llegada a Alemania, se le dio el número 250 de la Wehrmacht. Cuando el embajador británico le recriminó a Franco el envío de la División Azul este le explicó su teoría de las «dos guerras» que implicaba que el envío de una unidad militar a combatir contra Rusia no comprometía su neutralidad en la «otra» guerra que mantenía Gran Bretaña con el Eje.
Tres días después de la partida de la División Azul el general Franco pronunció un discurso ante el Consejo Nacional de FET y de las JONS en el que lanzó un duro ataque al comunismo y a la democracia. Concluyó hablando de «estos momentos en que las armas alemanas dirigen la batalla que Europa y el Cristianismo desde hace tantos años anhelaban, y en que la sangre de nuestra juventud, va unirse a la de nuestros camaradas del Eje, como expresión viva de solidaridad». Tras este discurso el gobierno británico se planteó seriamente la posibilidad de ocupar las islas Canarias y el secretario del Foreign Office Anthony Eden acusó a Franco ante la Cámara de los Comunes de dar pocas muestras de «buena voluntad», advirtiéndole que la futura política británica «dependerá de las acciones y la actitud del gobierno español». El discurso también preocupó a los generales españoles —la inmensa mayoría de los cuales eran contrarios a la entrada de España en la guerra— y así se lo hicieron saber al propio Franco por medio del general Orgaz, que fue recibido en el Palacio de El Pardo el 1 de agosto, y del general Aranda que se entrevistó con Franco once días después.

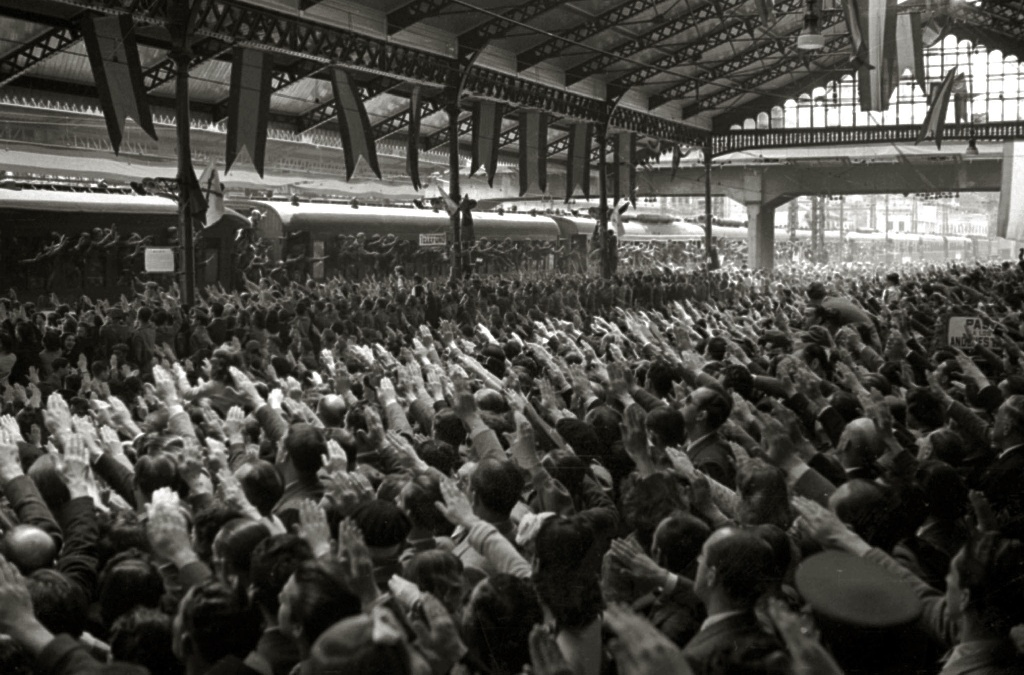
Llegada de integrantes de la División Azul a la Estación del Norte de San Sebastián, siendo recibidos por la multitud con el saludo fascista (1942).

El 14 de febrero de 1942, antes de regresar a Madrid tras finalizar el encuentro que había mantenido con el dictador portugués Oliveira Salazar en Sevilla, el general Franco pronunció un discurso de apoyo a Hitler y a la invasión de la Unión Soviética, probablemente animado por el desastre británico en Singapur del día anterior:

Precisamente en estos momentos una parte del mundo combate para destruir la muralla que durante veinte años ha contenido a las hordas rusas y ha defendido la civilización occidental. Nadie como nosotros puede hablar sin sonrojarse de quien defendió durante veinte años a Europa de la peor de las invasiones, de la invasión del comunismo… En este momento de lucha entre los pueblos del mundo vemos cómo se pretende destruir esa muralla y cómo se ofrece a Europa como posible presa del comunismo. No tememos su realización; la tenemos la absoluta seguridad de que no será así; pero si hubiera un momento de peligro, si el camino de Berlín fuese abierto, no sería una división de voluntarios españoles lo que allí fuese, sino que sería un millón de españoles los que se ofrecerían.

En su discurso del 17 de julio de 1942 ante el Consejo Nacional de FET y de las JONS el general Franco volvió a mostrar su fe en el triunfo del Eje y a afirmar la supremacía del «régimen totalitario» sobre la democracia. Dijo que «poco se salvará del sistema democrático liberal» y que «en materia de esfuerzo bélico, el régimen totalitario ha demostrado plenamente su superioridad; en materia económica es el único capaz de salvar una nación de la ruina».

### El proceso de fascistización y la crisis de mayo de 1941

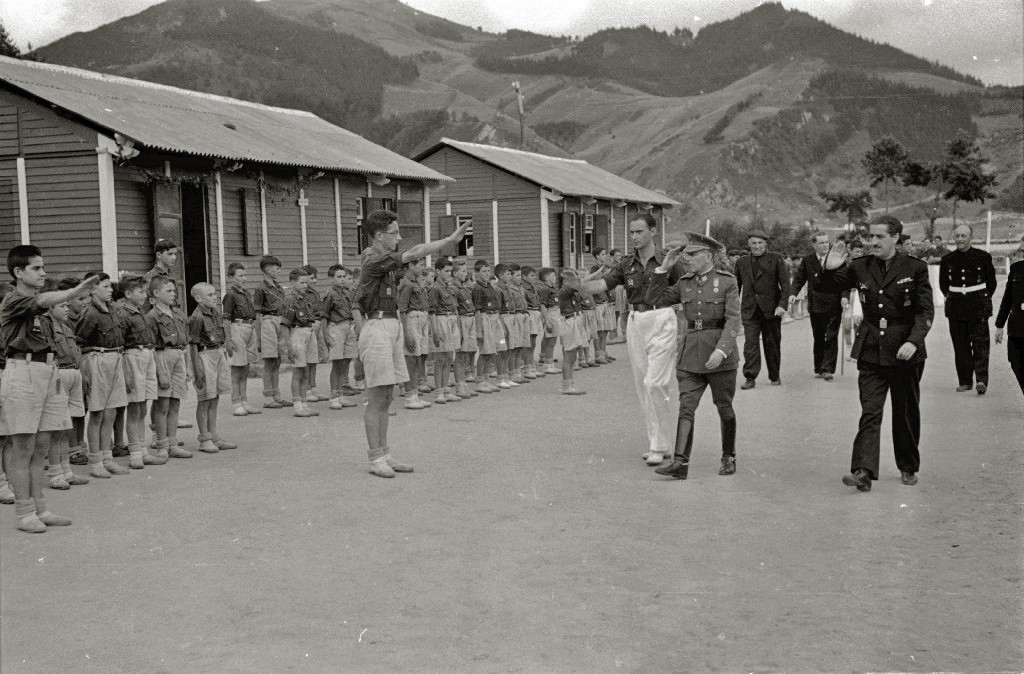
Campamento del Frente de Juventudes en Orio (Guipúzcoa), 1944.

Al compás de los éxitos militares del Eje el régimen franquista aceleró su proceso de fascistización, bajo la inspiración y la dirección de Serrano Suñer —que había acumulado el Ministerio de Asuntos Exteriores—: el aparato de propaganda del régimen se puso en manos del «partido único», interviniendo en la gestión de los medios de la Iglesia, y creando una extensa red de prensa y radio estatal y falangista; se puso en marcha el encuadramiento y la movilización social a través de tres organizaciones sectoriales del partido (el Frente de Juventudes —creado el 16 de agosto de 1939 aunque no comenzó a funcionar hasta el 6 de diciembre de 1940—
, el Sindicato Español Universitario (SEU) y la Sección Femenina, cuya finalidad era «formar a la mujer con sentido cristiano y nacionalsindicalista»; se creó un extenso entramado «nacionalsindicalista» , llamado Organización Sindical Española (OSE), en el que estaban obligados a afiliarse todos los «productores» —empresarios y trabajadores— bajo los principios de «verticalidad, unidad, totalidad y jerarquía» y que estaba dominada por la burocracia falangista —en palabras de uno de sus dirigentes falangistas, «los sindicatos verticales no son instrumentos de lucha clasista. Ellos, por el contrario, sitúan como la primera de sus aspiraciones, no la supresión de las clases, que siempre han de existir, pero sí su armonización y la cooperación bajo el signo del interés general de la Patria»—.
El 23 de septiembre de 1939 se otorgó el monopolio de la organización de los estudiantes universitarios al Sindicato Español Universitario lo que supuso un duro golpe para los grupos católicos que también aspiraban a participar en el asociacionismo estudiantil. El cardenal primado Isidro Gomá protestó pero la publicación de su pastoral Lecciones de la guerra y deberes de la paz fue prohibida, aunque finalmente el diario Arriba publicó un resumen de la misma. El 13 de diciembre el cardenal se entrevistó con el general Franco quien no cedió en cuanto a la obligatoriedad de la pertenencia SEU, aunque las asociaciones de estudiantes católicos podrían seguir existiendo y se comprometió a que en todas las organizaciones del Movimiento se impartiría formación religiosa a cargo de sacerdotes nombrados por los obispos —entre otros Justo Pérez de Urbel, José María Llanos o Vicente Enrique y Tarancón—.

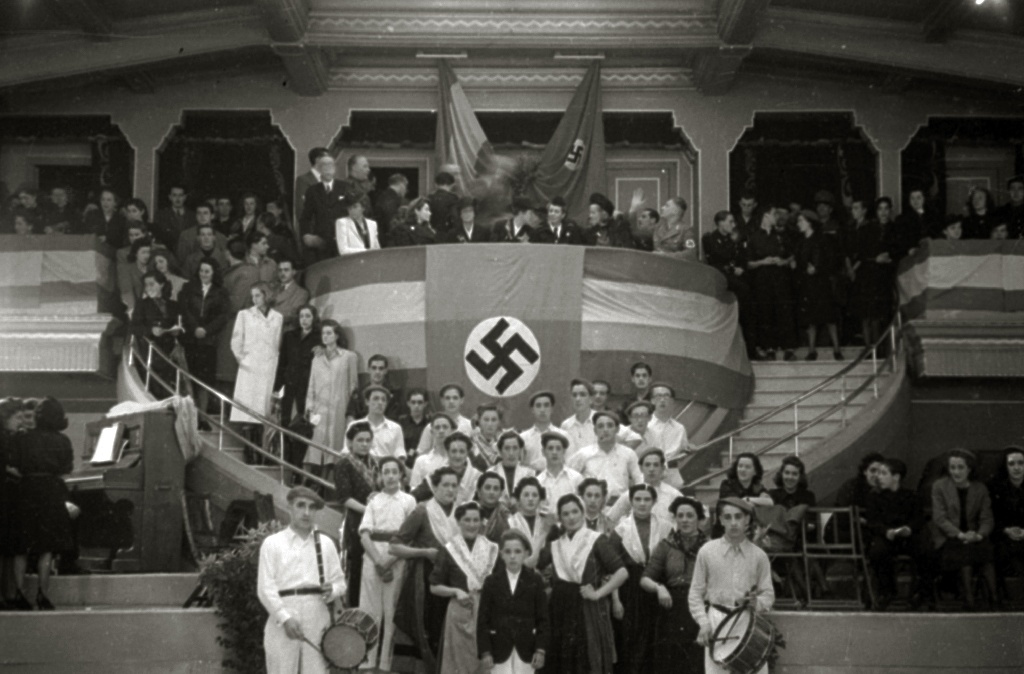
Acto de Falange de hermandad con la Alemania nazi celebrado en un salón de San Sebastián en 1941.

El 26 de enero de 1940 el general Franco promulgó la nueva ley sindical propuesta por el jefe de la Organización Sindical Española, Gerardo Salvador Merino. En el preámbulo de la ley se decía: «Tres son los principios que inspiran la organización nacionalsindicalista prevista en el Fuero del Trabajo, reflejo fiel de la organización política del nuevo Estado, a saber: unidad, totalidad y jerarquía». Algunos obispos mostraron su oposición a ley por considerarla contraria a la doctrina católica.
A finales de abril el general Juan Vigón informó a Franco de que si no se limitaba el poder de Serrano, él y los otros ministros militares dimitirían. Según Paul Preston, esta iniciativa era el primer fruto de la política británica de sobornar a los generales españoles más destacado para que mantuvieran a España neutral. Serrano Suñer, por su parte, consiguió que Franco incrementara el número de miembros falangistas del gobierno nombrando ministro de Trabajo al camisa vieja José Antonio Girón de Velasco, pero inmediatamente después, el 5 de mayo, nombró al coronel Valentín Galarza —un militar de su confianza y que no simpatizaba con la Falange— al frente del Ministerio de la Gobernación, que desde que Serrano fuera nombrado ministro de Asuntos Exteriores en octubre de 1940 estaba vacante pero que el cuñadísimo seguía controlando a través del subsecretario José Lorente Sanz, un hombre de su confianza. El puesto de subsecretario de la Presidencia que dejó vacante Galarza fue ocupado por el capitán de navío Luis Carrero Blanco, hasta entonces jefe de operaciones del Estado Mayor Naval —aunque inicialmente Franco había pensado para el puesto en Lorente Sanz, pero este no había aceptado—. Una de las primeras decisiones de Galarza fue sustituir al conde de Mayalde —un hombre de confianza de Serrano Suñer—, al frente de la Dirección General de Seguridad y a continuación cesó a muchos gobernadores civiles afines a Serrano, entre ellos el de Madrid, Miguel Primo de Rivera.

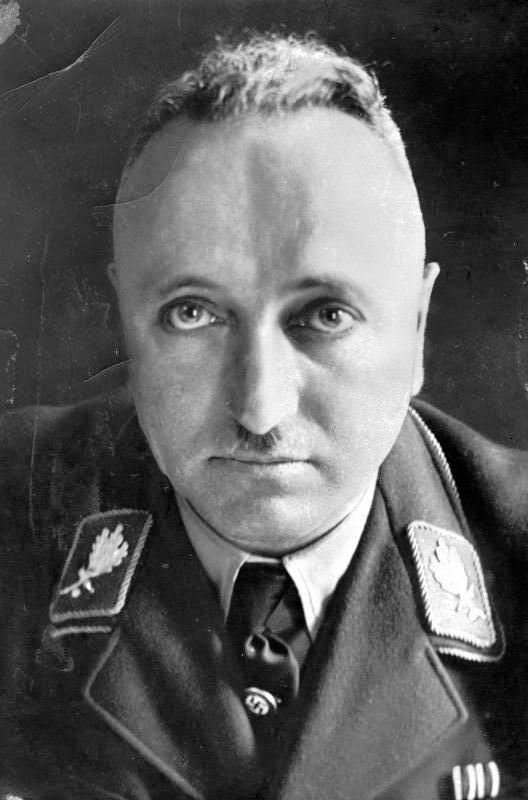
Robert Ley, líder sindical nazi con quien Gerardo Salvador Merino suscribió un acuerdo para enviar 100.000 trabajadores a Alemania, y que fue uno de los motivos de su fulminante destitución al frente de la Organización Sindical Española.

Serrano Suñer y otros destacados falangistas presentaron la dimisión, pero Franco se mostró conciliador porque la salida del gobierno de su cuñado —Serrano estaba casado con la hermana de la esposa de Franco— le dejaría «prisionero de los generales monárquicos». Así se reunió en privado con los dimisionarios y los convenció para que siguieran en el gobierno o aceptaran un puesto en el mismo: Girón de Velasco continuó al frente del Ministerio de Trabajo y Miguel Primo de Rivera y José Luis Arrese, ocuparon la cartera de Agricultura y la secretaría de FET y de las JONS con rango de ministro, respectivamente. Serrano finalmente retiró su dimisión.
En su momento se creyó que la crisis se había resuelto de forma favorable a Serrano Suñer, pero en realidad supuso dar un «giro franquista» al partido único FET y de las JONS, sin olvidar que hizo entrar en la escena política al antifalangista Luis Carrero Blanco, subsecretario de la Presidencia del Gobierno, un cargo que mantendría hasta su asesinato en diciembre de 1973.
El giro franquista del partido único se confirmó cuando en septiembre de 1941 fue destituido el falangista radical Gerardo Salvador Merino al frente de la Organización Sindical Española, cuyo pasado masónico fue sacado a la luz. Otra de las razones de su destitución había sido el pacto que había suscrito el 21 de agosto con el líder nazi Robert Ley para enviar 100.000 trabajadores a Alemania, y que finalmente fueron reducidos a 15.000.
También cuando a finales de año Franco, presionado por los militares y por las «familias» no falangistas del régimen, frenó el proyecto de Ley de Organización del Estado, promovido por Serrano Suñer, que copiaba el sistema político de la Italia fascista. En el preámbulo se decía que «el Estado español es un instrumento totalitario al servicio de la integridad de la Patria» y que «todo su poder y todos sus órganos se deben a este servicio», y en su articulado convertía la Junta Política de FET y de las JONS en el «Supremo Consejo Político».

### La presión de los monárquicos: el «manifiesto de Ginebra»

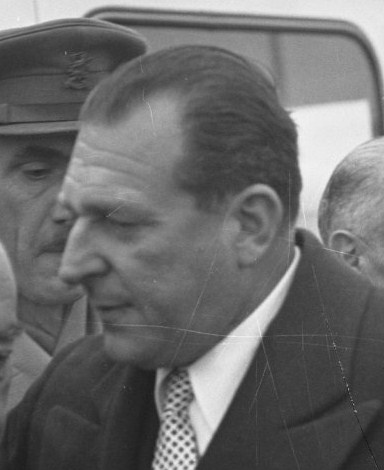
don Juan de Borbón, pretendiente al trono de España y autor del "Manifiesto de Ginebra"

Don Juan apoyó al régimen franquista en sus primeros años, lo que era coherente con sus convicciones políticas pues durante la República había mantenido relaciones estrechas con la derecha autoritaria de Acción Española —uno de cuyos fundadores, Eugenio Vegas Latapié, fue su consejero durante muchos años—, y con su alineamiento con el bando nacional durante la guerra civil. Al término de ésta le envió un telegrama al general Franco felicitándole por su victoria que acababa con el grito falangista «Arriba España». Franco le contestó haciendo referencia a los dos intentos de don Juan para luchar en el bando sublevado: «me es grato recordar que entre esa juventud admirable habéis intentado formar, solicitando reiteradamente un puesto de soldado».
La identificación con los vencedores se volvió a poner de manifiesto en enero de 1941 con motivo de la aceptación de la abdicación de su padre el rey Alfonso XIII en una ceremonia celebrada en Roma, en la que hizo referencia a la guerra civil como «esta Gran Cruzada Nacional» y volvió a repetirse durante el acto religioso celebrado en Roma el 1 de marzo de 1942 en conmemoración del primer aniversario de la muerte de su padre, durante el cual pronunció un discurso muy cercano a los principios políticos e ideológicos del franquismo: «Debemos hacer hoy frente a la revolución roja con una política racial militante, llena de espíritu cristiano e implantada con justicia, con generosidad y con autoridad».
A principios de 1941 don Juan buscó el apoyo de la Alemania nazi para la restauración de la monarquía. En abril un representante suyo viajó a Berlín para establecer un enlace directo con el Ministerio de Asuntos Exteriores alemán pero el representante de Ribbentrop le contestó que Alemania no estaba interesada en la propuesta, aunque mantendría buenas relaciones con un gobierno «nacional» que pudiera establecerse en Madrid. A pesar del fracaso del viaje a Berlín los contactos con la Alemania nazi prosiguieron en los meses siguientes después de que don Juan se trasladara de Roma a Lausana.
Por su parte los militares monárquicos habían comenzado a presionar a Franco para que diera paso a la monarquía una vez superada la crisis de mayo de 1941. En julio de ese mismo año formaron una junta integrada por cinco generales presidida por el general Luis Orgaz, Alto Comisario Español en Marruecos. Los otros generales eran el general Saliquet, capitán general de la I Región Militar (Madrid); el general Solchaga, capitán general de la VII Región Militar (Valladolid); el general Kindelán, capitán general de la IV Región Militar; y el general Aranda, cerebro de la conspiración.
El 1 de agosto Orgaz fue a ver al Generalísimo Franco a quien le pidió que relevara a Serrano Suñer, abandonara la «no beligerancia» y restaurara la monarquía. En el mismo sentido se expresó el general Aranda que también fue recibido por Franco. Este respondió que necesitaba tiempo porque destituir inmediatamente a Serrano Suñer desataría una grave crisis política. En la conspiración estaban implicados en mayor o menor medida otros militares y también formaban parte de ella destacados políticos monárquicos, como Julio López Oliván, quien desde Suiza ejercía de enlace entre la junta y don Juan de Borbón, Pedro Sainz Rodríguez, quien junto con los generales Kindelán y Aranda constituía el grupo dirigente de la conspiración, y Eugenio Vegas Latapié —José María Gil Robles desde el exilio más tarde también les dio su apoyo — . Precisamente Vegas Latapié organizó en septiembre en Bilbao un banquete monárquico en el que el aviador José Antonio Ansaldo «pronunció un brindis injurioso contra Franco», al considerarlo como el principal obstáculo para la restauración de la monarquía. Los conspiradores estaban convencidos de que de un momento a otro se iba producir la invasión alemana de España, a la que pensaban responder formando un gobierno provisional en el protectorado español de Marruecos que pediría la ayuda de Gran Bretaña a la que se le proporcionarían bases en las islas Canarias. Sin embargo, existían numerosas discrepancias sobre la composición del hipotético gobierno provisional —con predominio de los militares, como defendía Aranda, o de los civiles como propugnaba Sainz Rodríguez— y sus objetivos —Aranda se contentaba con disolver la Falange y Sainz Rodríguez defendía la restauración de la monarquía—.
Ante la ofensiva de los monárquicos el general Franco le envió el 30 de septiembre una carta a don Juan de Borbón en la que le decía que consideraba a la Monarquía como la culminación de la obra del Movimiento, y que ese era «él único camino» para la «instauración» —no restauración— del «Régimen tradicional, del que para mí sois el único y legítimo representante». En su respuesta don Juan, tras coincidir con el general Franco en que «se hace preciso realizar en España la fecunda revolución que supone el retorno a lo que ha sido y es específicamente nuestro sentido religioso de la vida, incluido lo social y la reafirmación del núcleo familiar, de las corporaciones profesionales y de la vida local», le reclamó la formación inmediata de una Regencia que organizara el tránsito hacia el «Estado monárquico, con tiempo suficiente para que pueda oírse su voz en esta contienda de Europa contra el comunismo empezada en España en 1936 en defensa y para la expansión de los más sagrados valores patrios».
En la reunión que mantuvieron el 22 de noviembre varios de los conjurados se abandonó la idea de formar un gobierno o junta provisional para en su lugar apoyar la constitución de un consejo de regencia que asegurara la restauración de la monarquía. Como esto significaba apartar a Franco del poder varios generales se retirarn y, por otro lado, el gobierno británico, con cuyo respaldo habían contado hasta entonces, tampoco quiso comprometerse en el derrocamiento de Franco. De esta forma la conspiración perdió fuerza.

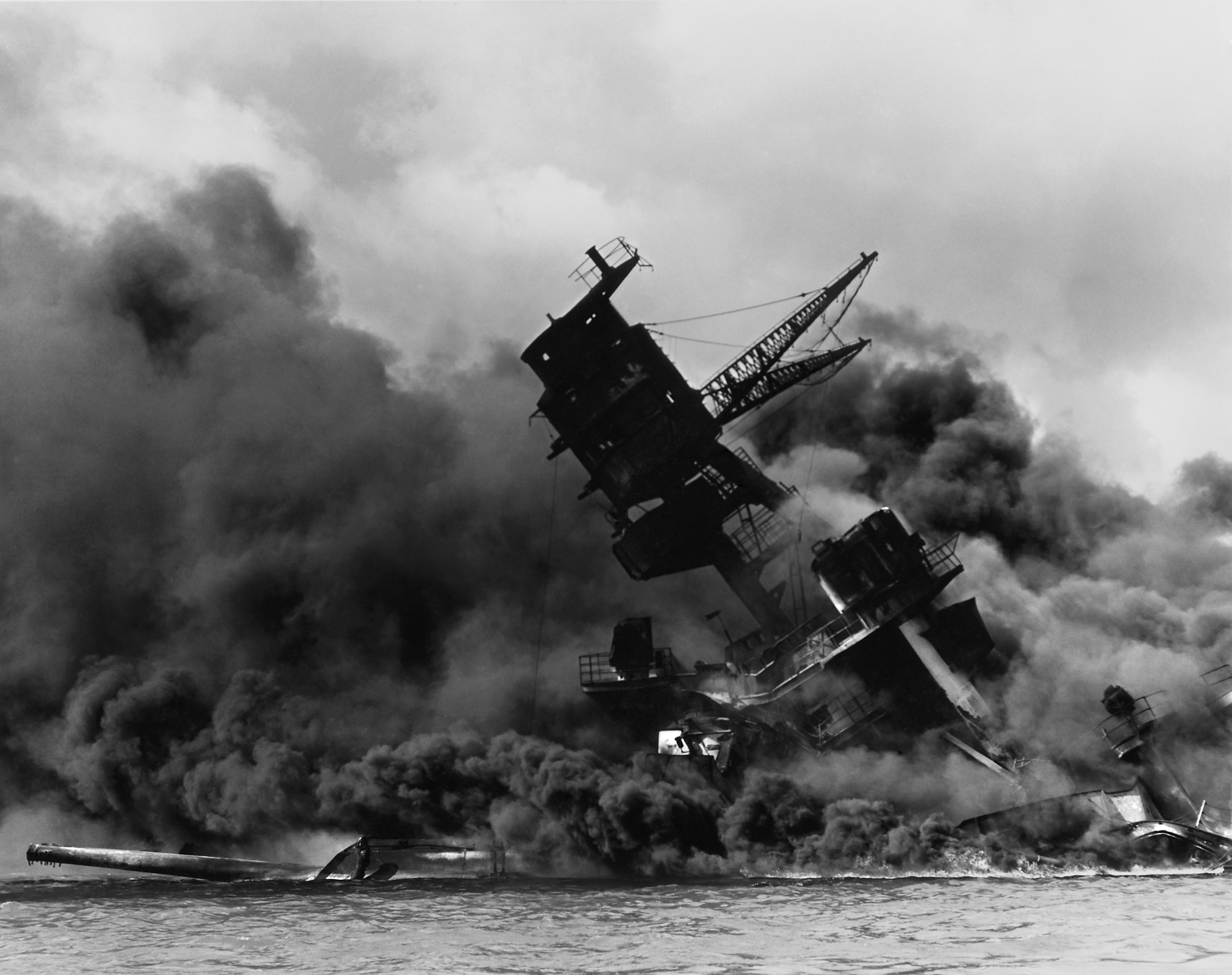
El durante el ataque a Pearl Harbor.

En diciembre de 1941, tras el fracaso alemán en la toma de Moscú y la entrada en la guerra de Estados Unidos a causa del ataque japonés a Pearl Harbor —que fue aplaudido por el gobierno español mediante el envío de un telegrama de felicitación a Tokio—, los generales volvieron a presionar al Generalísimo Franco en la reunión del Consejo del Ejército que se celebró el día 15. Esta vez el portavoz fue el general Kindelán quien presentó un informe sobre la grave situación interna culpando de ella a la inepta y corrupta burocracia falangista, y en el que también cuestionó la dura política represiva que todavía se mantenía y que se usaran para ella los tribunales militares. Finalmente le pidió a Franco que se desvinculara de la Falange y que dejara la jefatura del gobierno a otra persona. Pero Franco «logró conjurar el peligro de la situación amparándose en excusas sobre los peligros externos, las dificultades de cubrir cargos importantes tras la pérdida de tantos hombres buenos en la Guerra Civil y las dificultades materiales por las que España atravesaba». Kindelán no quedó convencido y en un discurso pronunciado el 26 de enero del año siguiente en la Capitanía General de Barcelona pidió a Franco la restauración de la monarquía como único medio para conseguir la «conciliación y la solidaridad» necesarias «entre los españoles». Franco, que estaba furioso, no reaccionó de inmediato y prefirió esperar. En junio de 1942 empezó a actuar y obligó a abandonar el país a Sainz Rodríguez y a Vegas Latapié, los dos cabecillas civiles de la conspiración.
Don Juan en sus primeras declaraciones oficiales efectuadas en marzo de 1942 dijo: «Hoy, como antaño, la Corona está por encima de los intereses de partido o de clase y, ajena a todo espíritu de rencor o de represalia, puede serenamente encarnar la justicia necesaria para restablecer la unidad moral de la Patria española». En mayo el general Franco le respondió mediante una carta en la que decía que la «revolución nacional» que encarnaba su régimen entroncaba con la tradición de la «Monarquía revolucionaria, totalitaria» de los Reyes Católicos y de Felipe II, a la que contraponía con las decadentes monarquías posteriores.
A finales de 1942 don Juan manifestó por primera vez públicamente su aspiración a ocupar el trono de España e inició el distanciamiento con el régimen franquista. El 11 de noviembre de 1942, solo dos días después del inicio de la desembarco aliado en Marruecos y en Argelia, el periódico suizo Journal de Genève publicó unas declaraciones suyas, que serían conocidas como el Manifiesto de Ginebra, en las que, tras asegurar «que la Monarquía será restaurada y… no vacilaré un instante en ponerme a su servicio», decía: «Mi suprema ambición es la de ser el rey de una España en la cual todos los españoles, definitivamente reconciliados, podrán vivir en común». Así frente a la tesis que sostenían Franco y su asesor el capitán de navío Luis Carrero Blanco, de la Monarquía como continuidad del régimen franquista, don Juan presentaba la Monarquía como alternativa al mismo. «Atrás quedaban las afinidades ideológicas con Acción Española y se presentaba allí un hombre que anhelaba ser el rey de todos los españoles y no sólo de un bando, y que consideraba su misión principal conseguir la reconciliación de la nación, eliminando las causas que la mantenían dividida». Don Juan hizo estas declaraciones porque temía que «la política exterior del general Franco, política poco compatible con las obligaciones que impone la neutralidad estricta en la guerra mundial, pudiera provocar consecuencias peligrosas para el futuro de España».

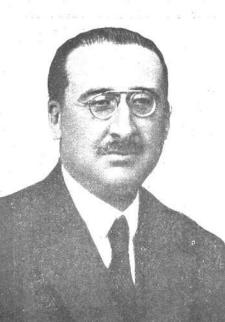
Manuel González Hontoria, miembro del comité monárquico que se formó en marzo de 1943 para promover la causa de don Juan de Borbón.

Según Hartmut Heine, «el "manifiesto de Ginebra" fue como un llamamiento a los partidarios del pretendiente a que apoyasen su causa con mayor vigor que el que habían manifestado en el pasado, y algunos de ellos respondieron a esa señal». Así, el mismo día en que apareció el «manifiesto de Ginebra» el general Kindelán se entrevistaba con Franco en Madrid para pedirle en su nombre y en el del resto de generales monárquicos (Gómez Jordana, Dávila, Aranda, Orgaz, Vigón y Varela) que proclamase la monarquía y se declarase regente. «Franco apretó los dientes y respondió en un tono conciliador y taimado. Negó cualquier compromiso formal con el Eje, afirmó que no deseaba permanecer más de lo necesario en un cargo que cada día encontraba más desagradable y confesó que quería que don Juan fuera su sucesor». Dos meses después destituyó al general Kindelán de su puesto al frente de la Capitanía General de Cataluña, nombrándolo director de la Escuela Superior del Ejército, que no tenía mando directo sobre tropas. Fue sustituido por el falangista general Moscardó.
En la primavera de 1943 se vio la primera muestra de la campaña semiclandestina que se desarrolló a favor de don Juan. Aparecieron en Madrid unas octavillas, imitando a las tarjetas postales, en las que aparecía una foto y la biografía del pretendiente, junto con un fragmento del discurso de la primavera de 1942. Por esas mismas fechas se formó un comité monárquico integrado por Alfonso García Valdecasas, Germiniano Carrascal, Joan Ventosa i Calvell, Manuel González Hontoria y José María Oriol, que representaba el sector de la Comunión Tradicionalista que encabezaba el conde de Rodezno. También se produjo entonces el primer intento de don Juan de trasladar su residencia de Lausana a Portugal, pero Oliveira Salazar no lo autorizó y el gobierno británico tampoco lo presionó porque que no quería incomodar a Franco ni poner en peligro el Bloque Ibérico.

### El exilio republicano

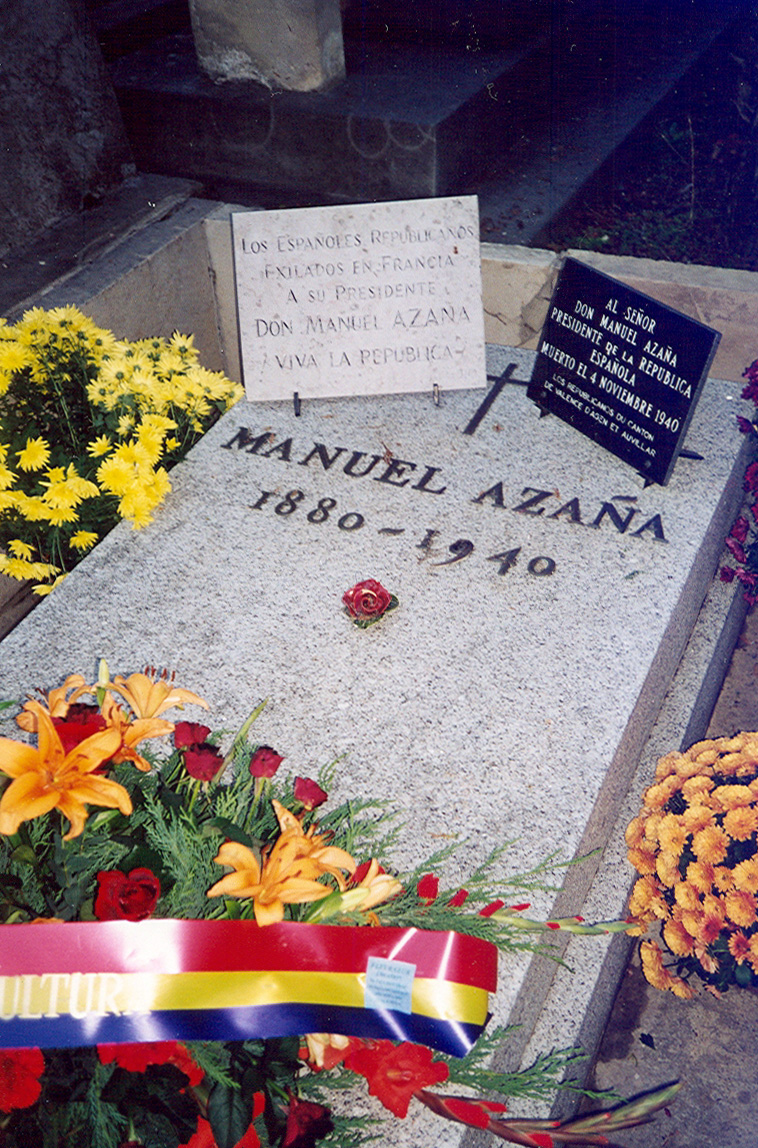
Tumba de Manuel Azaña en el cementerio urbano de Montauban. Falleció en el exilio el 3 de noviembre de 1940.

El 28 de febrero de 1939, al día siguiente del reconocimiento de Franco por Francia y Gran Bretaña, se hacía oficial la renuncia a la Presidencia de la República de Manuel Azaña y se abría el proceso de su sustitución provisional por el presidente de las Cortes, Diego Martínez Barrio —ambos se encontraban en Francia—. El 3 de marzo se reunía en París la Diputación Permanente de las Cortes republicanas para formalizar el traspaso de poderes pero Martínez Barrio no aceptó el nombramiento como presidente interino de la República, al no recibir la conformidad del gobierno de Juan Negrín, que había regresado a España, y estar en desacuerdo con su política de seguir resistiendo.

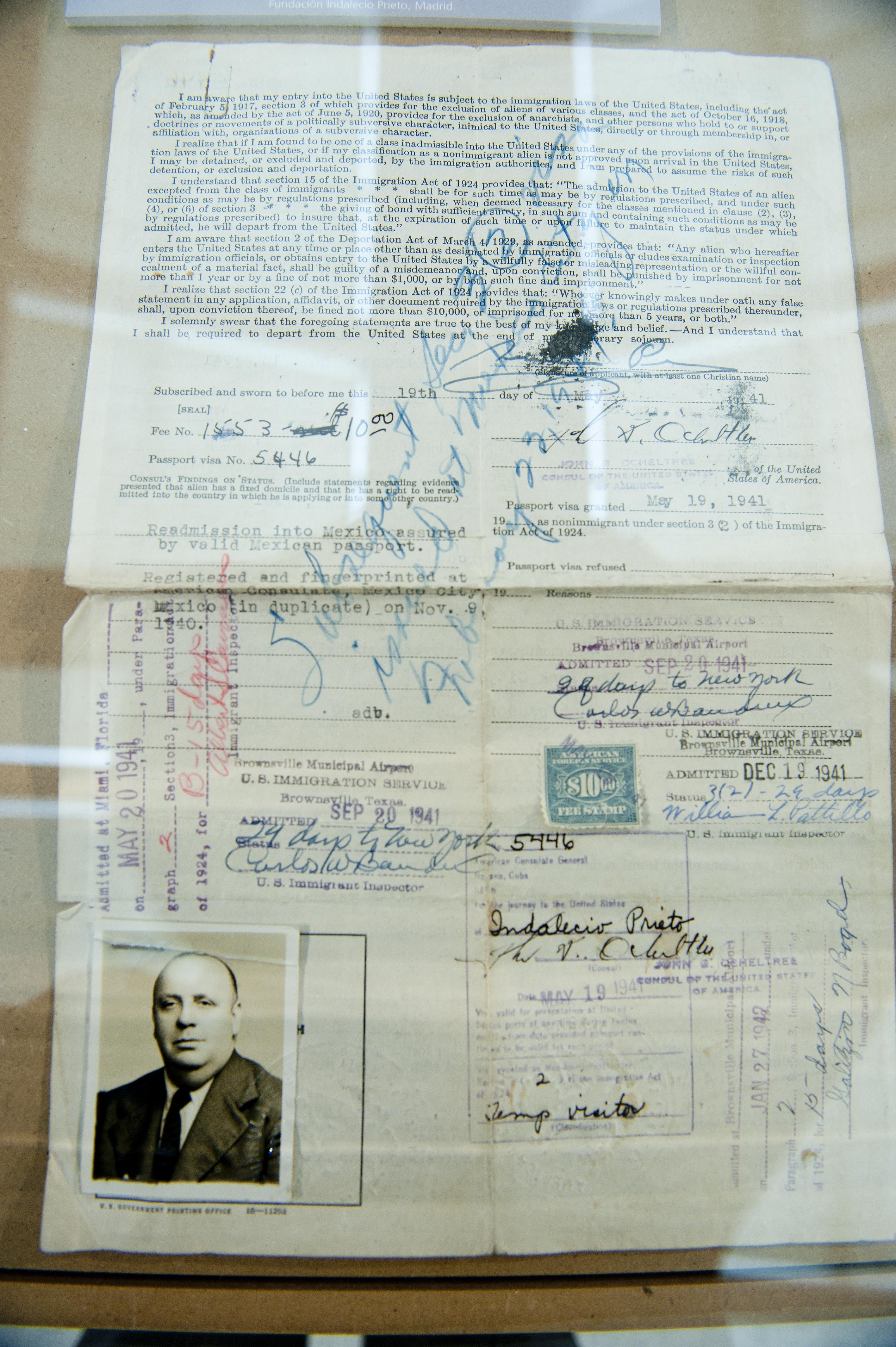
Visado de entrada en los Estados Unidos expedido a Indalecio Prieto (1941).

Terminada la guerra, el 27 de julio se reunió de nuevo la Diputación Permanente en París y, a propuesta del socialista Indalecio Prieto —que aglutinaba a todos los sectores «antinegrinistas»—, aprobó una resolución, de discutible constitucionalidad, según la cual consideraba al gobierno de Negrín como «inexistente», es decir, como disuelto, y además se otorgaba a sí misma el control de los recursos financieros de la República —las cuentas bancarias abiertas en bancos extranjeros y el «tesoro del Vita» que había sido llevado a México—. Para administrarlos se creó la Junta de Auxilio a los Republicanos Españoles (JARE), controlada de facto por Indalecio Prieto, que compitió en la ayuda a los refugiados republicanos con el Servicio de Evacuación de Refugiados Españoles (SERE) creado por Negrín nada más acabar la guerra civil.
Tras desalojar a los «negrinistas» de las ejecutivas del PSOE y de la UGT, Prieto se centró en conseguir apoyos para su propuesta de que la única forma de derrocar a Franco era mediante una alianza entre el exilio republicano y los monárquicos apoyada por los potencias democráticas, singularmente Gran Bretaña. Un acuerdo que solo se podría alcanzar adoptando una política moderada que obligaría a los republicanos a aceptar inicialmente la restauración de la monarquía o cuando menos a renunciar al restablecimiento de la República sin modificación alguna y que pasaría por la celebración de un referéndum para que el pueblo español decidiera la forma de gobierno. Sin embargo, inicialmente no consiguió el apoyo ni siquiera de sus propios partidarios socialistas «prietistas», que siguieron defendiendo la legitimidad de la Segunda República.

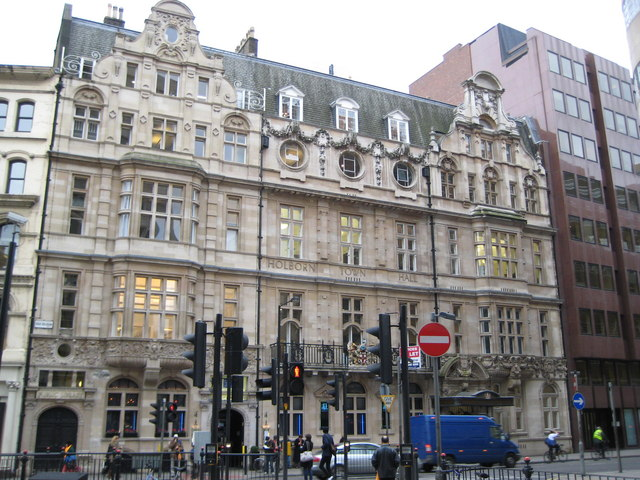
Holborn Town Hall, donde Juan Negrín pronunció su histórico discurso del 18 de julio de 1942 en el que reafirmó que seguía siendo el presidente del gobierno de la Segunda República Española en el exilio.

Por su parte Juan Negrín —exiliado en Gran Bretaña desde junio de 1940, donde el gobierno le prohibió realizar actividades políticas, por lo que permaneció aislado del núcleo del exilio republicano español, que se encontraba en México— se siguió considerando como el legítimo presidente del gobierno de la Segunda República Española, tal como lo expresó en su histórico discurso del 18 de julio de 1942 en el Holborn Hall de Londres. En el mismo también hizo un llamamiento a la unidad de la oposición antifranquista, pero el mismo «no tuvo eco decisivo más allá de los círculos del exilio cercanos a su figura y línea política durante la propia guerra civil».
Por su parte Martínez Barrio consiguió aglutinar a buena parte de los republicanos de izquierda del exilio —Unión Republicana, Izquierda Republicana, y Partido Republicano Federal— con la creación en México de la Acción Republicana Española, cuyo primer manifiesto se hizo público el 14 de abril de 1941, décimo aniversario de la proclamación de la Segunda República Española, en el que acababa haciendo un llamamiento a las democracias occidentales para que ayudaran a derribar a Franco porque «sin una España libre no será posible una Europa libre». El punto fundamental en que divergía la propuesta de la ARE y de la de Indalecio Prieto era que propugnaba la reconstrucción de un gobierno republicano que se presentara a los aliados como alternativa a Franco, mientras que este último defendía la celebración de un referéndum sobre la forma de gobierno para atraerse el apoyo de los monárquicos.

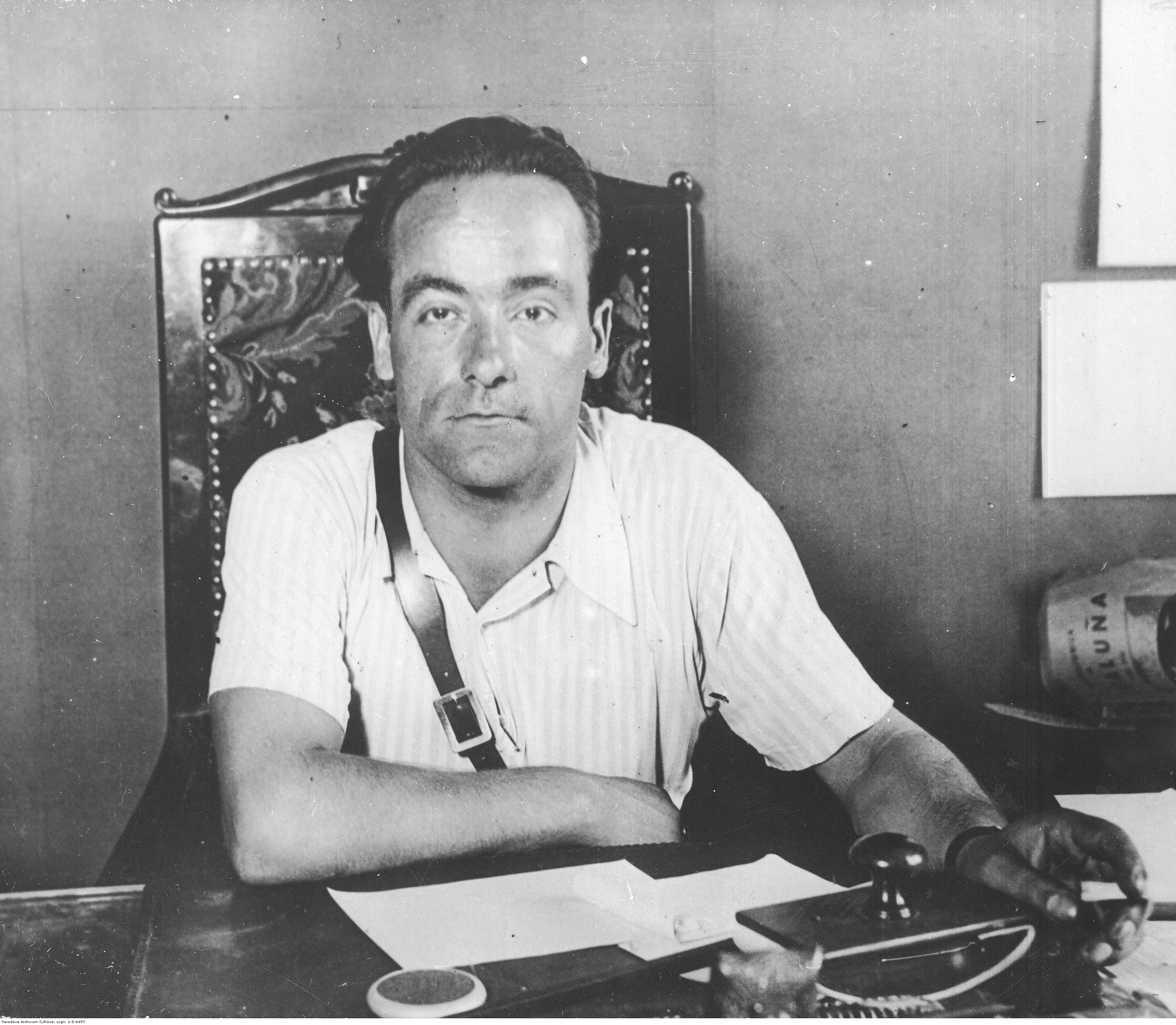
Juan García Oliver, líder del sector "colaboracionista" del Movimiento Libertario, cuando fue ministro de Justicia del gobierno de Largo Caballero durante la Guerra Civil Española.

Los anarquistas también llevaron a cabo su propio proceso de unificación iniciado antes de que acabara la guerra con la creación en Francia el 26 de febrero de 1939 del Movimiento Libertario, integrado por la CNT, la FAI y la FIJL. Pero en la primavera de 1942 el Movimiento Libertario del exilio vivió una grave crisis al estallar las tensiones latentes desde el final de la guerra entre los «colaboracionistas» encabezados por Juan García Oliver y Aurelio Fernández, y los «apolíticos» que apoyaban al consejo nacional con sede en París que encabezaban Germinal Esgleas y Federica Montseny. En una reunión que mantuvieron en México los primeros presentaron un documento para su discusión titulado «Ponencia» pero salieron derrotados, por lo que decidieron formar su propia organización, una nueva CNT, que contó como órgano de prensa el periódico CNT, mientras que el portavoz de los «anticolaboracionistas» fue Solidaridad Obrera.

Los comunistas desde la firma del pacto germano-soviético en agosto de 1939 permanecieron aislados del resto de fuerzas de la oposición republicana al defender una política basada en la consideración de la Segunda Guerra Mundial como una «guerra imperialista» en la que el pueblo español no debía intervenir. Solo después de la invasión de la Unión Soviética en junio de 1941 comenzaron a romper su aislamiento al defender ahora que la guerra mundial era una guerra de agresión de los nazis para «liquidar, uno a uno, a todos los países libres», entre los que los comunistas incluían a la Unión Soviética, «para conseguir sus anhelos de hegemonía en el mundo», tal como se explicaba en un artículo publicado en Nuestra Bandera con el significativo título de «Hagamos de toda España un gran frente contra Franco y contra Hitler». En consecuencia el PCE propuso el 1 de agosto de 1941 la formación de una «Unión Nacional de todos los españoles contra Franco, los invasores italo-germanos y los traidores» que aglutinaría a todos los españoles sin distinciones, por lo que el llamamiento también iba dirigido a los militares monárquicos y a todos los elementos conservadores que quisieran apartarse de la política franquista.
El primer fruto de esta nueva doctrina fue la Unión Democrática Española (UDE), constituida en México en febrero de 1942 e integrada por el PCE y los sectores «negrinistas» del PSOE y la UGT, de Izquierda Republicana (IR), la Unión Republicana (UR), el Partido Republicano Federal (PRF) y la Unió de Rabassaires —por su parte los comunistas catalanes del PSUC formaron en mayo su propia UDE con el nombre de Aliança Nacional de Catalunya (ANC)—. Pero en septiembre de 1942 el PCE dio un nuevo giro a su política al hacer público un manifiesto en el que ya no se mencionaba ni al gobierno de Juan Negrín ni a la Constitución de 1931 y en su lugar se proponía la celebración de «elecciones democráticas» para constituir una «asamblea constituyente que elabore la carta constitucional que garantice la libertad, la independencia y la prosperidad de España». Según Hartmut Heine, este nuevo viraje respondía a la política de Stalin de considerar a la península ibérica «como parte indiscutible de la esfera de influencia de Occidente o, mejor dicho, de Inglaterra». Juan Negrín respondió rompiendo con los comunistas, lo mismo que los republicanos refugiados en Gran Bretaña. Así en febrero de 1943 la UDE se disolvió. Sin embargo, los socialistas y los republicanos «negrinistas», a diferencia del propio Negrín, no rompieron completamente sus vínculos con el PCE.

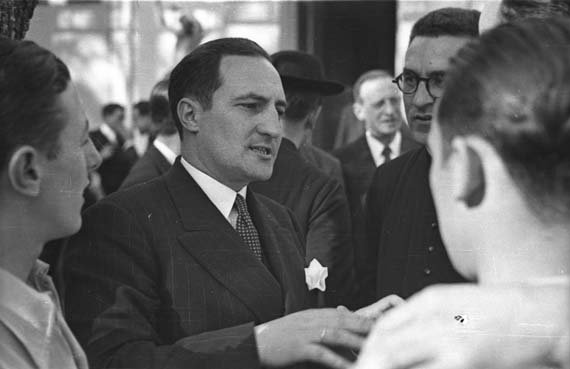
El lehendakari Aguirre en el exilio francés (abril de 1939).

En cuanto a los dos gobiernos autónomos, el gobierno de Euskadi siguió actuando en el exilio francés, pero la invasión alemana obligó al lehendakari José Antonio Aguirre a esconderse durante más de un año en Bélgica y en Berlín. Mientras tanto Manuel de Irujo, refugiado en Londres, fue quien asumió el liderazgo del nacionalismo vasco, y el 11 de julio de 1940 creó el Consejo Nacional de Euzkadi (CNE), que adoptó un programa claramente independentista, rechazando el Estatuto de Autonomía del País Vasco de 1936 aprobado por las Cortes republicanas. En cuanto José Antonio Aguirre reapareció —consiguió un pasaporte que le permitió abandonar Alemania y llegó a Argentina a finales de 1941— retomó la dirección del nacionalismo vasco y desautorizó el proyecto independentista de Irujo, aunque mantuvo como condición ineludible para la participación del PNV en cualquier organismo de la oposición antifranquista el reconocimiento del derecho de autodeterminación para Euskadi.
En cuanto al gobierno catalán, el presidente de la Generalidad Lluís Companys fracasó en su intento de formar uno nuevo en el exilio así que optó por nombrar un Consell Nacional de Catalunya integrado por personalidades relevantes de la vida pública y bajo la presidencia de Pompeu Fabra. Tras la capitulación de Francia ante los alemanes Companys fue detenido y entregado a las autoridades franquistas. Fue sometido a un consejo de guerra sumarísimo que lo condenó a muerte siendo fusilado en el castillo de Montjuic el 15 de octubre de 1940. La presidencia de la Generalitat la asumió entonces el vicepresidente segundo del Parlamento de Cataluña Josep Irla.
Un mes y medio antes de la ejecución de Companys, se había constituido en Londres otro Consell Nacional de Catalunya (CNC), presidido por Carles Pi i Sunyer, y que al igual que el Consejo Nacional de Euzkadi reivindicó la independencia de Cataluña, integrada en una confederación ibérica formada por cinco o seis estados soberanos, y rechazó, por tanto, el Estatuto de Autonomía de Cataluña de 1932 y la Constitución republicana del que emanaba. El CNC fue reconocido como máxima autoridad política catalana en el exilio por las Comunidades Catalanas que se formaron en diversos países latinoamericanos, de las que la principal era la Comunitat Catalana de México, que también apoyaron su propuesta independentista. También fue reconocido por el Front Nacional de Catalunya, fundado a finales de 1939, y que era la única organización nacionalista catalana que desarrollaba una actividad clandestina en el interior.
Sin embargo, la unidad del nacionalismo catalán duró poco tiempo. En cuanto Esquerra Republicana de Catalunya (ERC) y Acció Catalana Republicana (ACR) se reorganizaron en el exilio volvieron a defender la vigencia del Estatuto de 1932. El conflicto estalló cuando en el otoño de 1942 llegó a México Miquel Santaló con el mandato del president Josep Irla de constituir una delegación de la Generalitat con el rango de gobierno catalán en el exilio, lo que chocaba frontalmente con el CNC que desde su fundación se había presentado como gobierno de facto de Cataluña. Así ninguno de sus miembros se integró en la delegación de la Generalitat.

### La oposición antifranquista del interior
En el interior de España las dos primeras organizaciones del bando derrotado que se reorganizaron fueron la CNT y el PCE, a pesar de que las condiciones en que lo hicieron eran muy duras: «un ambiente marcado por el hambre y las enfermedades, con miles de personas en la cárcel o a la espera de su ejecución, mientras otros hacían desaparecer los trazos de su pasado republicano para evitar su detención y donde la mayor parte de la población dependía para su subsistencia del estraperlo, aumentando así su vulnerabilidad ante las presiones del estado». Por eso en ambos casos la actividad clandestina se centró en ayudar a sus militantes encarcelados y a sus familias, proporcionándoles dinero y buscando la manera de liberarlos o de reducirles la pena, y en dar cobijo a los perseguidos por la policía.
Sin embargo, la primera organización unitaria de la oposición al franquismo, la Alianza Democrática Española (ADE), fue promovida por un grupo de republicanos exiliados y su directorio, constituido en el verano de 1940, tenía su sede en Londres. Pero en realidad, «la ADE apenas era otra cosa que la fachada para las actividades de los servicios secretos británicos de información y sus colaboradores españoles en el interior». Tuvo una corta vida porque la policía franquista logró infiltrarse en la organización y detuvo a unas 200 personas en Valencia, Madrid y otras ciudades —diez fueron condenadas a muerte de las cuales tres fueron fusiladas en Paterna en noviembre—. Tras la invasión de Francia la red de agentes de la ADE, que funcionaba desde el Midi, se desmanteló, y el gobierno británico dejó de prestarle su apoyo por lo que desapareció a finales de 1940 .
En cuanto a los anarquistas, el primer comité del interior lo formó Esteban Pallarols, que había conseguido escapar del campo de Albatera, y que se ocupó de crear una red clandestina para pasar a Francia a los presos que conseguía sacar de los campos de concentración mediante documentos falsos. Pallarols fue detenido por la policía y condenado a muerte, siendo fusilado el 18 de julio de 1943. Ocupó su puesto Manuel López López, pero este dimitió al poco tiempo a causa de la tuberculosis que había contraído durante su estancia en el campo de Albatera, siendo sustituido por Celedonio Pérez Bernardo. Este también fue detenido al poco tiempo, siendo juzgado en septiembre de 1942 y condenado a treinta años de cárcel. Le sustituyó Manuel Amil Barcia, pero este, acechado por la policía, tuvo que abandonar Madrid para refugiarse en Andalucía, por lo que las funciones del comité nacional fueron asumidas por la organización de Madrid encabezada por Eusebio Azañedo, quien entró en contacto con la CNT de Valencia, que se había reorganizado, y con la de CNT de Cataluña, cuya situación era menos brillante y bastante confusa debido a la existencia de dos comités regionales. A causa de la delación de un confidente Acebedo fue detenido en Madrid en el verano de 1943, por lo que Amil volvió a la capital para hacerse cargo de nuevo de la secretaría general del comité nacional.

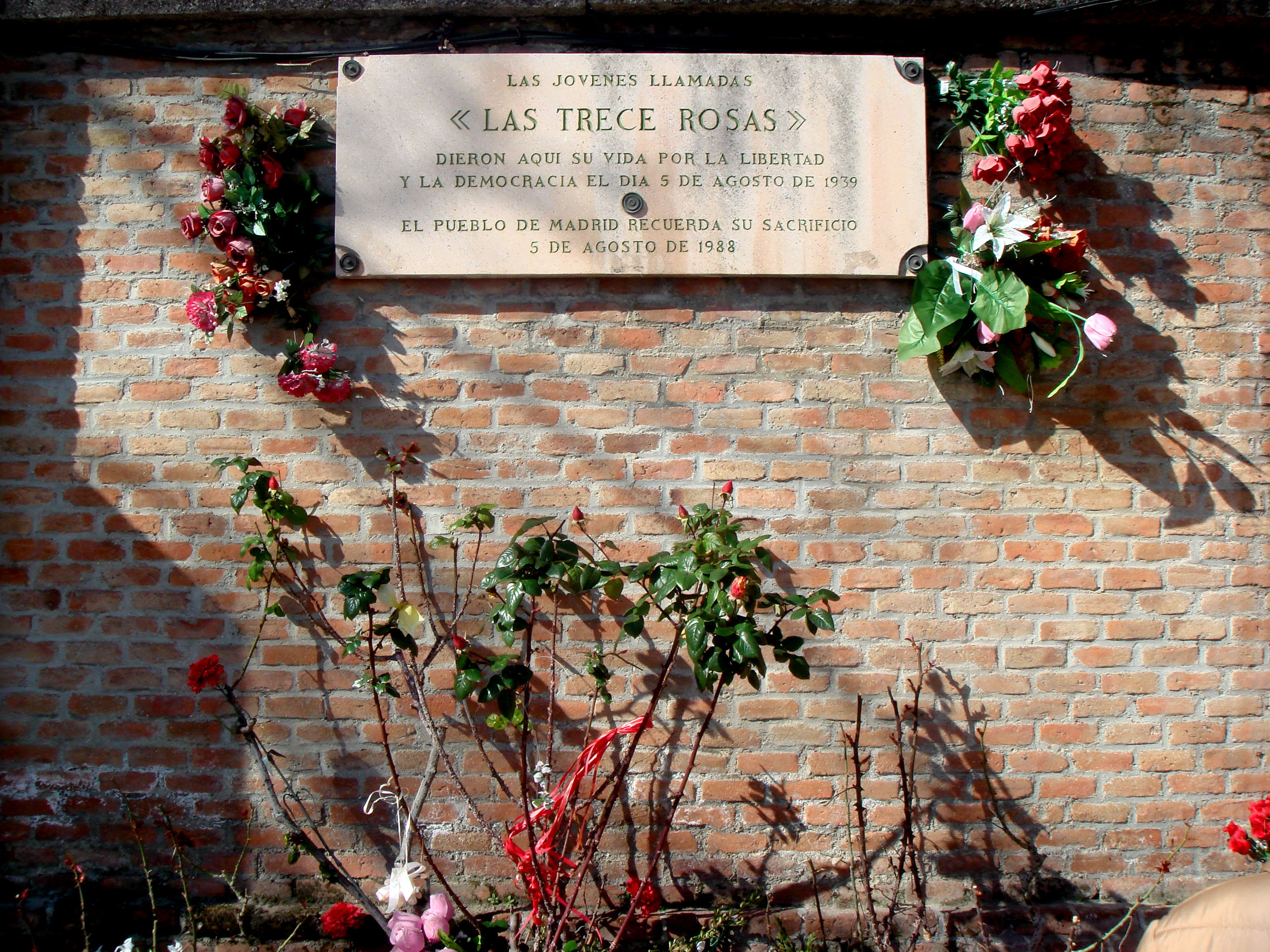
Monumento a las Trece Rosas, en el cementerio de la Almudena de Madrid.

En cuanto a los comunistas, la primera organización del partido que se constituyó en la clandestinidad fue en Madrid donde nada más acabar la guerra se formó un comité provincial encabezado por Matilde Landa e integrado por varias militantes, algunas de ellas jóvenes pertenecientes a las JSU. Algunos de sus miembros fueron detenidos por la policía, que había conseguido los ficheros de la organización juvenil comunista, siendo acusados sin ninguna prueba de haber estado preparando un atentado contra el general Franco para el Desfile de la Victoria que se celebraría el 19 de mayo, por lo que un tribunal militar los sentenció a muerte y fueron fusilados. Otros fueron acusados de estar implicados en el atentado contra el comandante Isaac Gabaldón, cuando viajaba en su coche cerca de Talavera de la Reina. El 4 de agosto se celebró en Madrid un primer consejo de guerra sumarísimo en el que fueron condenados a muerte 65 de los 67 acusados, siendo fusilados al día siguiente 63, entre ellos trece mujeres jóvenes, algunas menores de edad, que serían conocidas como «Las trece rosas». Matilde Landa también fue detenida, así como Enrique Sánchez y José Cazorla, dirigentes de las JSU, que habían constituido la primera «delegación del comité central», el término empleado para referirse a la dirección comunista clandestina del interior de España ——Sánchez y Cazorla fueron fusilados el 8 de abril de 1940, mientras que Landa vio conmutada su pena por 30 años de cárcel, pero a mediados de 1942 no pudo soportar más la presión psicológica a que le sometían las guardianas y la dirección de la prisión de Palma de Mallorca y se suicidó.
La siguiente tentativa del PCE de dotarse de una dirección en la clandestinidad fue obra de Heriberto Quiñones, escapado del campo de Albatera. Quiñones formó el comité del interior en mayo de 1941 y del que también formaban parte Luis Sendín, y Julio Vázquez —este último fue detenido por la policía el 16 de julio, siendo sustituido por Realino Fernández López Realinos, del Partido Comunista de Euskadi—. Por esas mismas fechas, mediados de mayo, llegaron a Lisboa varios cuadros comunistas enviados por la dirección del PCE en México para hacerse cargo de la organización del interior. Pero cuatro meses después la policía portuguesa detuvo al «grupo de Lisboa» y la española al comité de Quiñones junto con doscientos militantes comunistas más —el propio Quiñones fue detenido el 30 de diciembre de 1941 en la madrileña calle de Alcalá junto con Ángel Garvín, que había ocupado el puesto de Realinos —detenido con anterioridad— en la dirección del interior. Todos los dirigentes del interior capturados fueron condenados a muerte y fusilados, así como los miembros del «grupo de Lisboa» —extraditados a España—, excepto uno de ellos que moriría en la cárcel en 1947. La reacción de la dirección del PCE en el exilio ante este desastre fue acusar a Quiñones de ser un traidor que había delatado a la policía a sus compañeros del —«grupo de Lisboa». A esta gravísima acusación se sumó la de «trosquista» —el peor calificativo que podía recibir un comunista en los tiempos de la ortodoxia estalinista—.
Tras la caída de Quiñones Jesús Bayón, antiguo colaborador de este, asumió la dirección comunista en el interior de la que también formaron parte otros antiguos «quiñonistas» que habían conseguido eludir las detenciones, como Calixto Pérez Doñoro. En junio de 1942 Bayón fue sustituido por Jesús Carreras, enviado por la dirección del PCE en Francia, cuya influencia se hizo notar cada vez más en la organización del interior gracias a la labor de Jesús Monzón y de su adjunto Gabriel León Trilla que habían reconstruido el PCE en el Midi francés, entonces bajo el régimen colaboracionista de Vichy, y cuyo órgano de prensa, editado a partir de agosto de 1941 de forma clandestina, llevaba el significativo título de La Reconquista de España. Pero en febrero de 1943 Carreras, delatado por un confidente de la policía, fue detenido en Madrid y torturado, y tras él el resto de la dirección nacional en Madrid, incluidos Bayón y Pérez Doñoro, y un número importante de militantes comunistas en activo, así como la plana mayor de las JSU. Por segunda vez en menos de dos años el PCE vio desmantelada su organización en el interior.
Los socialistas tardaron mucho más en reorganizarse que los anarquistas y los comunistas. El primer núcleo que se reconstituyó fue el del País Vasco gracias al trabajo clandestino de Nicolás Redondo Blanco y de Ramón Rubial. En Asturias, donde la represión fue más fuerte debido a la mayor presencia de la Guardia Civil y del Ejército que combatían al maquis, no se constituyó su primer comité provincial hasta 1944. En Madrid se formó un tercer núcleo socialista gracias al impulso de Sócrates Gómez.

## Paralización de la fascistización y vuelta a la neutralidad (1942-1945)

### El primer paso hacia la institucionalización del régimen: la Ley Constitutiva de las Cortes
El 17 de julio de 1942, al cumplirse el sexto aniversario del golpe de Estado en España de julio de 1936, el general Franco dio un paso importante en la institucionalización del régimen promulgando su segunda «ley fundamental», la Ley Constitutiva de las Cortes, como «órgano superior de participación del pueblo español en las tareas del Estado» y ámbito para «el contraste de pareceres, dentro de la unidad del régimen».
Seguían el modelo corporativo, y así lo destacó el diario oficial Arriba que las comparó con la Cámara de las Corporaciones de la Italia fascista. Sus competencias era muy limitadas. «Sus miembros discutían —poco— y aprobaban —siempre— las leyes, pero no podía proponerlas. Esta facultad recaía en el Gobierno y en su presidente [Franco]. Otra función parlamentaria, la fiscalización del Ejecutivo, también les estaba vedada…».
La solemne apertura de las Cortes no se produjo hasta el 17 de marzo de 1943 —cuando se confirmó el cambio en el signo de la guerra mundial, tras la derrota alemana en la batalla de Stalingrado— y durante la misma el Generalísimo Franco leyó un largo discurso. Dijo que el Régimen estaba buscando «en las instituciones tradicionales españolas el tronco viejo en que injertar las ramas nuevas y lozanas de nuestro Movimiento» y que con las nuevas Cortes se iniciaba «una etapa decisiva del orden nuevo» en el que aquellas constituían «un cauce real para la colaboración en las tareas del Estado» de «los elementos constitutivos de la comunidad nacional.

### La crisis de agosto de 1942: la caída de Serrano Suñer
El proceso de fascistización provocó serios temores entre los otros dos pilares del franquismo, la Iglesia católica y el Ejército, como se había puesto de manifiesto durante la crisis de mayo de 1941. En enero de 1942 se produjo un nuevo intento de derribar a Serrano Suñer por parte de los generales monárquicos, pero el general Franco no le retiró su apoyo. Se sospechó que detrás del mismo estaba la embajada británica.
El 15 de agosto de 1942 un grupo de falangistas lanzó dos granadas contra el gentío que salía de una misa presidida por el general José Enrique Varela, ministro del Ejército, en la Basílica de Nuestra Señora de Begoña (en Bilbao) en honor a los combatientes carlistas caídos durante la guerra civil. Los altos mandos militares encabezados por el propio Varela, secundado por el general Valentín Galarza, ministro de la Gobernación, consideraron el atentado como un «ataque al Ejército» por parte de la Falange y exigieron la destitución de Serrano Suñer —el falangista que lanzó las bombas, Juan José Domínguez Muñoz, fue sometido a un consejo de guerra y ejecutado—. El general Franco cesó a Serrano Suñer el 3 de septiembre —que fue sustituido por el general monárquico Francisco Gómez-Jordana que volvía a hacerse cargo del Ministerio de Asuntos Exteriores—, pero quiso dejar constancia de quién tenía el poder, y destituyó al mismo tiempo a los dos generales, Varela y Galarza, que habían encabezado la petición, sustituyéndolos por dos militares fieles a su jefatura. Tras la destitución de Serrano el general Franco no nombró a nadie para el puesto de presidente de la Junta Política de FET y de las JONS y la asumió él personalmente. Esta crisis de agosto de 1942 fue posiblemente la crisis política interna más grave que vivió la Dictadura de Francisco Franco..
El gran vencedor de la crisis fue el general Franco, para quien «supuso la mayoría de edad política» —«nunca más sería tan dependiente de un hombre como lo había sido de Serrano Súñer»—. El otro vencedor fue el Ejército que ganó un considerable peso político frente a la Falange, que por otro lado fue «más que nunca, la Falange de Franco». En una carta que envió a Mussolini con fecha del 18 de septiembre, Franco le aseguró que «los cambios habidos en el Gobierno español no afectan en lo más mínimo a nuestra posición en el exterior sino [que tienden] a reforzar la política interior». Sin embargo, como reconoce Paul Preston, «las inclinaciones de Jordana a favor de los aliados tuvieron gradualmente su efecto, a pesar de las persistentes esperanzas del Generalísimo en el triunfo del Eje».

### La forzada vuelta a la neutralidad

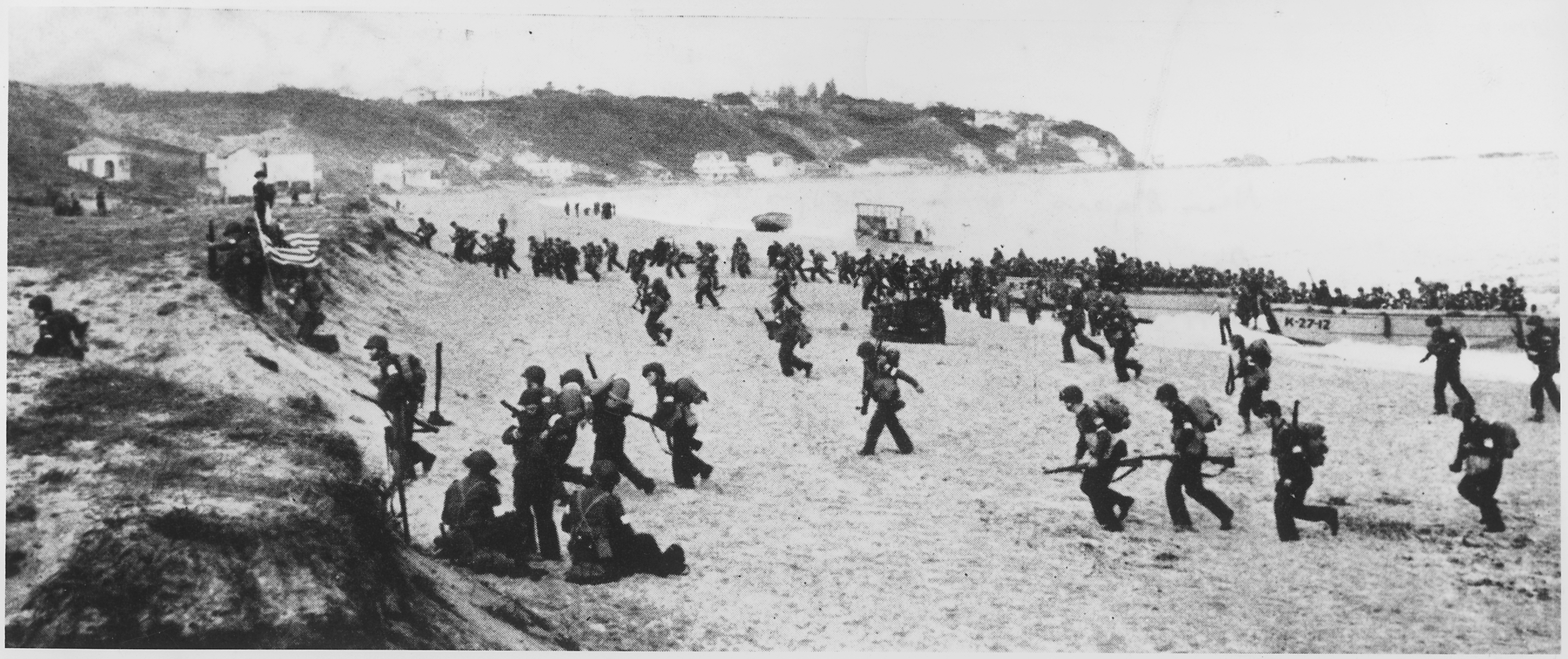
Desembarco de tropas norteamericanas en Argel (8 de noviembre de 1942).

Franklin D. Roosevelt y Winston Churchill en la Conferencia de Casablanca (enero de 1943).

El 8 de noviembre de 1942 comenzó la Operación Torch, el desembarco de tropas británicas y norteamericanas en el norte de África para desalojar de allí al Afrika Korps y a las tropas italianas, lo que supuso el fin de los sueños imperiales del Caudillo y un posible riesgo de invasión por parte de los aliados dado su alineamiento con Alemania e Italia. «Había comenzado a invertirse el signo en la marcha de la guerra». Sin embargo, los aliados le dieron garantías a Franco de que España no sería invadida porque temían que decidiera permitir el paso de tropas alemanas para atacar Gibraltar, lo que hubiera puesto en riesgo la operación.
Pero el general Franco no cambió el estatus «no beligerancia» y el 4 de diciembre envió un telegrama a Hitler, en contestación a otro del Führer por su cumpleaños, en el que hacía votos «para que el triunfo acompañe a vuestras armas en la gloriosa empresa de liberar a Europa del Terror bolchevique». Tres días después, primer aniversario del ataque a Pearl Harbor, aún pronunció un discurso de corte fascista, en el que alabó a Mussolini —«el genio de Mussolini da cauce y solución fascistas a cuanto de justo y humano existía en la rebeldía del pueblo italiano»— y a Hitler, y en el que volvió a manifestar su fe en la victoria del Eje sobre las democracias y a realizar un ejercicio de autocomplacencia —«por saber que estamos en posesión de la verdad y llevar seis años labrando este propósito miramos con serenidad los acontecimientos»—:
El 20 de diciembre el general Franco le devolvió la visita que le había hecho Oliveira Salazar en febrero y en Lisboa firmó un tratado entre Portugal y España conocido como «Bloque Ibérico», que fue ensalzado por la prensa de los dos países como un baluarte para la paz.

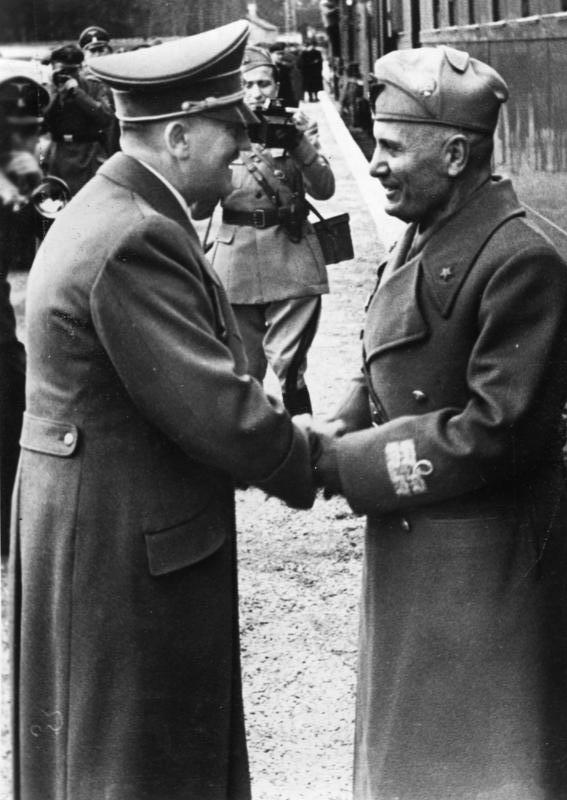
Benito Mussolini junto con Adolf Hitler en abril de 1943, tres meses antes de su caída.

La destitución y detención de Mussolini el 25 de julio de 1943 causó una gran conmoción en el general Franco —«sudaba al relatar los acontecimientos de Roma al gobierno»—, en las altas esferas de régimen y en el partido único —«en la Falange cundió el pánico»—. La prensa ocultó la noticia durante varios días. Cuatro días después el embajador norteamericano Carlton Hayes le exigió que volviera a la estricta neutralidad, y que retirara la División Azul y permitiera la difusión de las noticias sobre los avances y victorias de los aliados. Franco intentó justificar su posición de «no beligerancia» recurriendo a la «fantasiosa teoría» de las «tres guerras»: la de Alemania contra la Unión Soviética, en la que su régimen estaba del lado alemán; la de Alemania contra las potencias occidentales, en la que se mantenía neutral; y la de éstas contra Japón, en la que España estaba del lado norteamericano y británico. «Cuando Hayes puso de manifiesto lo absurdo de sus argumentos, Franco guardó silencio».
Pero el general Franco no hizo público el retorno a la neutralidad hasta dos meses después. Fue el 1 de octubre en la recepción al cuerpo diplomático con motivo del séptimo aniversario de su proclamación como Jefe del Estado, en la que empleó la palabra «neutralidad» en lugar de «no beligerancia» para referirse a la postura española. En cuanto a la División Azul no se anunció oficialmente su retirada hasta el 17 de noviembre, aunque se dejó abierta la posibilidad de que unos dos mil de sus integrantes pudieran quedarse, enrolándose en unidades alemanas. Los alrededor de 1.800 hombres que permanecieron en Alemania formaron la Legión Española de Voluntarios o Legión Azul, que en marzo de 1944 se transformó en el Batallón Español de la Waffen-SS que combatiría en la batalla de Berlín..

### La ofensiva de los monárquicos
Ante el cambio de signo de la guerra mundial —a principios de febrero de 1943 había concluido la batalla de Stalingrado con la rendición de las tropas alemanas sitiadas—, don Juan de Borbón envió una carta al general Franco a principios de marzo de 1943 en la que le pedía que preparara «el tránsito rápido a la Restauración» de la Monarquía antes de la previsible victoria aliada, alertándole de los «riesgos gravísimos a que expone a España el actual régimen provisional y aleatorio». Franco tardó dos meses en responder y cuando lo hizo negó que su régimen fuera «provisional» y ya no disimuló su creciente irritación con don Juan. En la carta le dijo que era él quien decidiría si su aspiración a ser rey se cumpliría o no.
El 15 de junio 27 procuradores de las Cortes franquistas le dirigieron a Franco un escrito en el que en un tono adulatorio —«casi servil»— le animaban a «coronar su misión» restaurando la Monarquía. La respuesta del Caudillo —«Generalísimo de los Ejércitos y artífice de la Victoria», le llamaban en el escrito— fue destituirlos a todos de los cargos oficiales que ostentaban y mandar detener al promotor de la carta, el marqués de la Eliseda. Otro de los promotores —considerado también como el autor material del escrito— Francisco Moreno Zulueta, conde de los Andes, fue desterrado a la isla de la Palma. Franco estaba convencido de que detrás del manifiesto monárquico estaban los aliados por lo que la prensa inició una campaña a favor del Eje que provocó que el embajador norteamericano Hayes protestara ante el ministro Gómez Jordana.
Un mes después, el 17 de julio de 1943 (séptimo aniversario del «Alzamiento Nacional»), Franco escribió una carta a los capitanes generales en la que les decía que la masonería estaba planeando el viraje de España a un «régimen democrático» mediante la instauración de una «Monarquía sin adjetivar concretamente», con lo que se pretendía «desvirtuar y deshacer toda nuestra Cruzada». «En la imposibilidad de alcanzar la República masónica soñada, intentan explotar a los grupos monárquicos para, aprovechando la benevolencia que estos gozan ante los poderes públicos, instaurar una Monarquía aparentemente inocua que ellos se encargarían de hacer democrática para alcanzar tras fácil evolución la situación del 17 de julio de 1936». Franco les advertía que con ese plan, «de evidente astucia», que pretendía «la subida al trono del Príncipe Don Juan», no solo se traicionaba a la Patria sino que se hacía «imposible en el futuro una instauración monárquica duradera y de verdad en la ocasión oportuna», además «inutilizar la figura que podría mañana ceñir la corona», en alusión a Don Juan. «Se intenta entregar a la nación al servicio del extranjero para más tarde precipitarla en el comunismo», concluía el Generalísimo.
La caída de Mussolini el 25 de julio de 1943 y el armisticio entre Italia y las fuerzas armadas aliadas del 3 de septiembre dio un nuevo impulso a la causa monárquica. El 2 de agosto don Juan envió un telegrama al general Franco conminándole a que abandonara el poder y que diera paso a la Monarquía «porque no hay tiempo que perder», lo sucedido en Italia «puede servirnos de aviso». El general Franco le contestó inmediatamente mediante otro telegrama en el que le decía a don Juan que las lecciones que se tenían que extraer de lo que había pasado en Italia eran otras, señalando que el «comunismo era el verdadero peligro de Europa» al que «no se le desarma con concesiones. Yerran quienes otra cosa aseguren». El mensaje acababa con una velada amenaza:

La gravedad de vuestro telegrama aconseja, en servicio de la Patria, la máxima discreción en el príncipe, evitando todo acto o manifestación que pueda tender a menoscabar el prestigio y la autoridad del Régimen español ante el exterior, y la unidad de los españoles en el interior, lo que redundaría en daño grave para la Monarquía y especialmente para vuestra alteza.

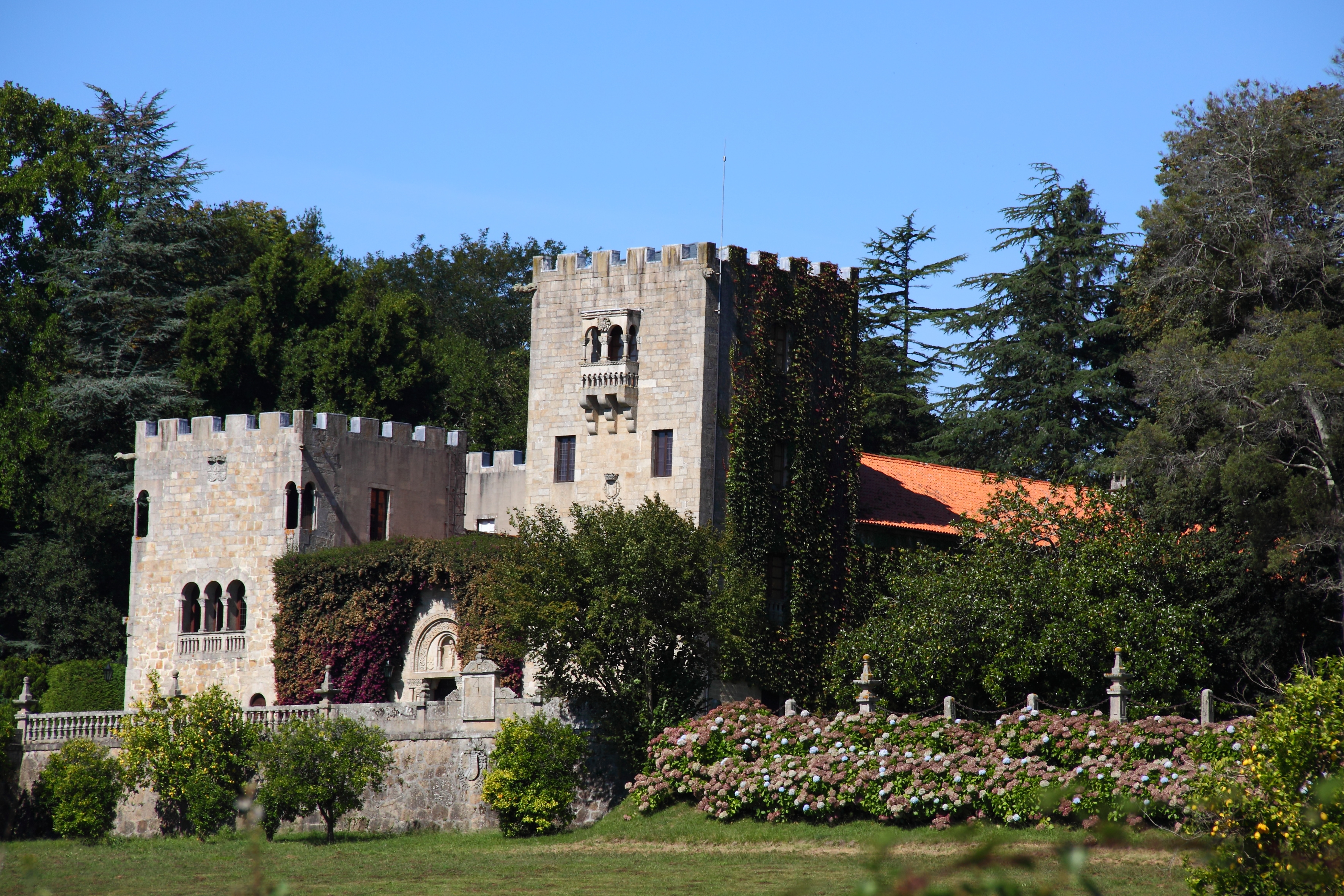
Pazo de Meirás, residencia de verano del Generalísimo Franco.

El momento más crítico para el general Franco se produjo el 8 de septiembre de 1943 cuando recibió una carta firmada por ocho de los doce tenientes generales —Luis Orgaz, Fidel Dávila, José Enrique Varela, José Solchaga, Alfredo Kindelán, Andrés Saliquet, Miguel Ponte, José Monasterio— en la que le pedían en un tono muy atento —la carta iba firmada por «unos viejos camaradas de armas y respetuosos subordinados»—  que considerase la restauración de la monarquía —será la única vez en 39 años que la mayoría de los generales le pedían a Franco que renunciara—. Se la entregó el general Asensio, ministro del Ejército, y en ella le decían que «parece llegada la ocasión de no demorar más el retorno a aquellos modos de gobierno genuinamente españoles» y le recordaban veladamente que habían sido ellos los que le habían llevado al poder siete años antes y que su nombramiento como Jefe del Estado había sido mientras durara la guerra civil. También afirmaban que el ejército «constituye hoy la única reserva orgánica con que España puede contar para vencer los trances duros que el destino puede reservarle para fecha próxima».
La idea inicial había sido que la petición la presentara en persona el general Luis Orgaz el mes anterior en una visita al pazo de Meirás, «pero no se atrevió a hacerlo y explicó a sus correligionarios que prefería seguir el cauce reglamentario, esto es, a través del ministro del Ejército, Asensio». En realidad el general Orgaz había estado preparando un golpe de Estado para derribar a Franco, pero se echó para atrás al no contar con el apoyo de la oficialidad inferior al grado de teniente general. Fue entonces cuando él y los otros tenientes generales monárquicos «optaron por la medida menos arriesgada de elevar una petición al Caudillo».
Pero Franco no hizo la más mínima concesión y se limitó a esperar y a situar en los puestos clave a militares fieles a su persona. Cuando habló con los tenientes generales uno por uno solo Kindelán, Orgaz y Ponte se mantuvieron firmes en su postura, mientras que los otros vacilaron, y el general Saliquet llegó a decirle incluso que le habían presionado para que firmase. «Hacia mediados de octubre de 1943 la tormenta había pasado».
En enero de 1944 hubo un nuevo intercambio de cartas entre Franco y don Juan. El Generalísimo le dijo que si su régimen era derribado no le sucedería la Monarquía, sino la República, asegurándole a continuación que no había nada de ilegítimo en su poder y que no estaba obligado a restaurar la monarquía porque el alzamiento de julio de 1936 no había sido específicamente monárquico sino «español y católico». Don Juan le contestó que «V.E. es uno de los contados españoles que creen en la estabilidad del Régimen nacional sindicalista» y en la posibilidad de que este pueda resistir «los embates de los extremistas» u obtener «el respeto de aquellas naciones que pudieran haber visto con disgusto la política seguida con ellas», en referencia a los aliados. Añadiendo que la monarquía no es «ni el totalitarismo de V.E. ni la vuelta a la República democrática, antesala del extremismo anarquista».
El 6 de marzo de 1944 el ministro del Ejército, el monárquico general Asensio le escribió una carta al general Franco en la que le decía: «Hay que lograr una rápida inteligencia con don Juan para que no siga haciendo daño» ya que «si no llegamos a la instauración monárquica, rápidamente el país quedará en poder de las izquierdas». Concluía la carta diciendo que si no se fijaba la fecha y el modo de entregar el poder a don Juan de Borbón presentaría su dimisión. El general Franco le contestó mes y medio después que cuando se resolviera el conflicto del wolframio entraría «en el fondo de su reiterado deseo de apartamiento», sin mencionar en ningún momento el tema central de la carta de Asensio, por lo que «causó un gran disgusto entre los monárquicos».
También en marzo un numeroso grupo de catedráticos y profesores de Universidad escribieron al «rey» Juan de Borbón: «En la Monarquía y en la persona de V.M. está nuestra esperanza de un Régimen estable». La respuesta de Franco fue ordenar el destierro de cuatro de los firmantes, catedráticos de la Universidad de Madrid: Julio Palacios, Alfonso García Valdecasas, Jesús Pabón y Juan José López Ibor.

### El ultimátum de los aliados: el «incidente Laurel» y la crisis del wolframio (octubre 1943 – diciembre 1944)

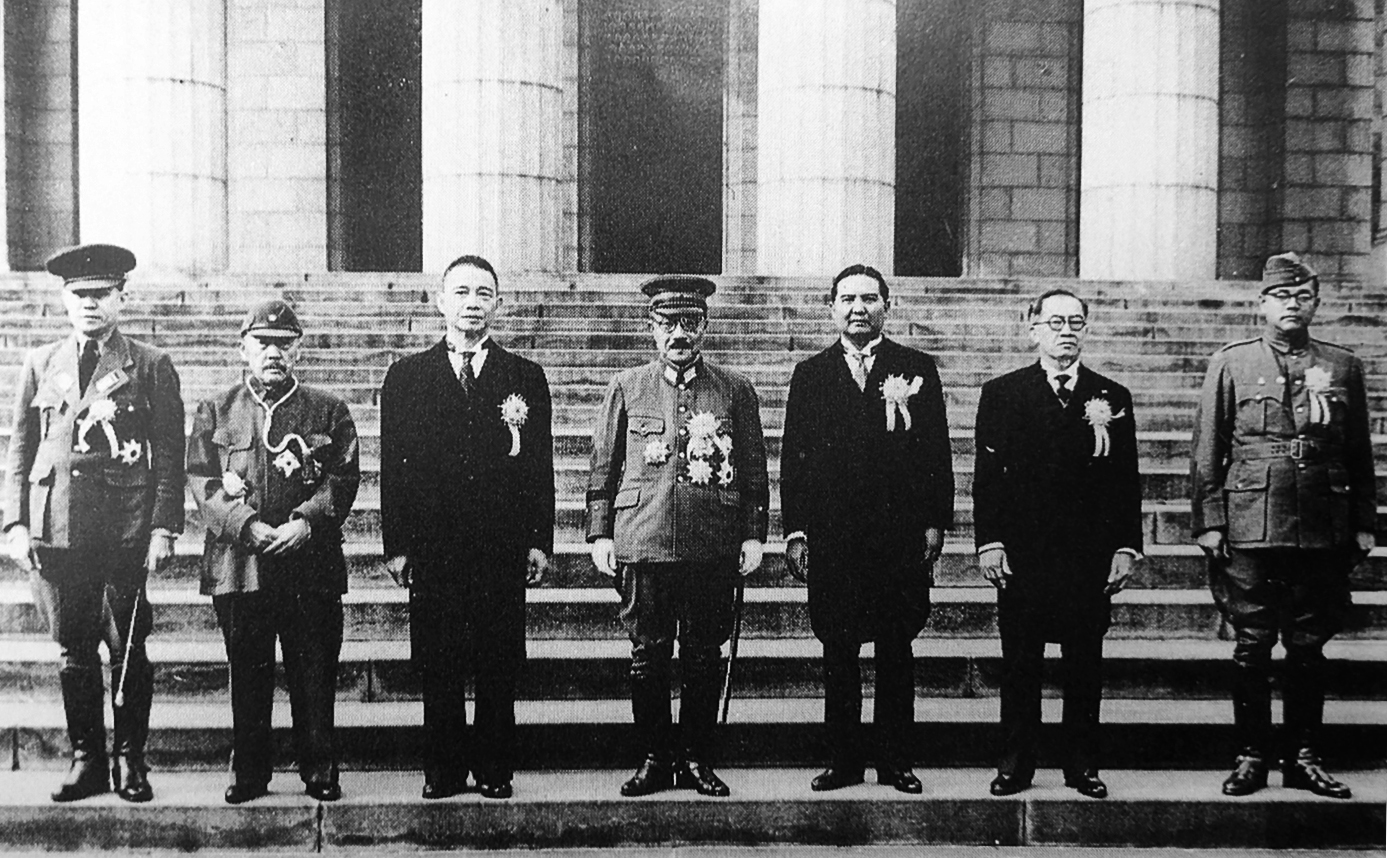
Asistentes a la Conferencia de la Gran Asia Oriental celebrada en Tokio entre los días 5 y 6 de noviembre de 1943. El presidente del gobierno títere filipino José P. Laurel es el segundo por la derecha. En el centro el primer ministro japonés Hideki Tojo.

Mientras los aliados presionaban al general Franco para que hiciera pública la retirada de la División Azul después de haber abandonado la «no beligerancia», se produjo el llamado incidente Laurel que deterioró gravemente las relaciones del régimen franquista con ellos y especialmente con Estados Unidos. El 18 de octubre de 1943 el ministro de Asuntos Exteriores Francisco Gómez Jordana envió un telegrama de felicitación a José P. Laurel que acababa de ser nombrado por los japoneses —que ocupaban el archipiélago desde junio de 1942 tras derrotar a los norteamericanos— presidente de un gobierno títere de Filipinas. El mensaje de Franco, y también otro de Hitler en el mismo sentido, fueron celebrados por la propaganda japonesa y ampliamente difundidos por Radio Tokyo. Los aliados protestaron inmediatamente por lo que consideraban un reconocimiento de facto del régimen de Laurel por Franco.
Una parte de la prensa norteamericana pidió que se tomaran medidas duras contra el régimen franquista y el 6 de noviembre el nuevo subsecretario de Estado Edward Stettinius Jr. le ordenó al embajador norteamericano en Madrid, Carlton Hayes que exigiera al gobierno español el embargo total de sus exportaciones de wolframio a Alemania y la expulsión de los agentes alemanes en Tánger.

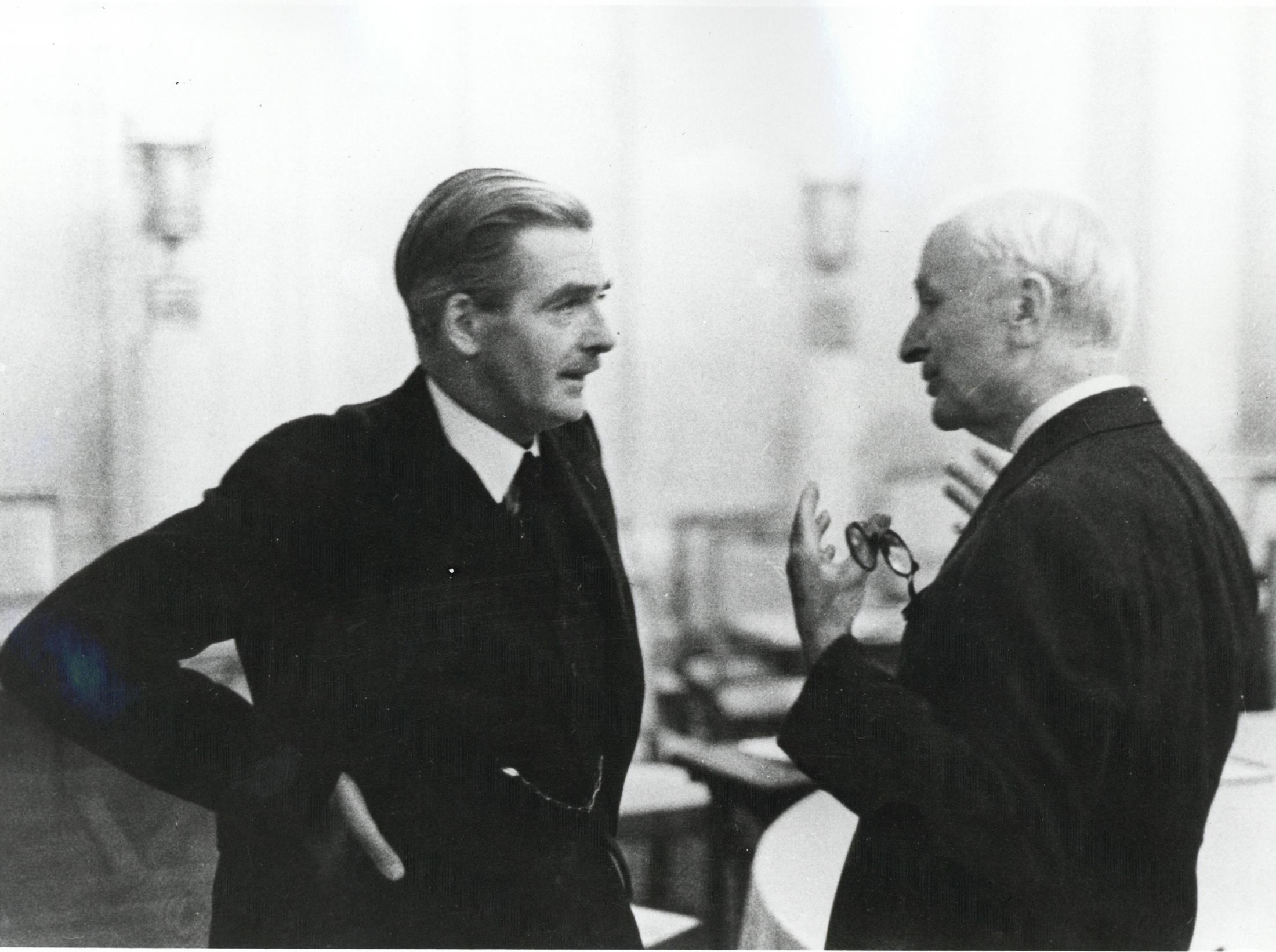
Anthony Eden, secretario del Foreign Office (izquierda), con el secretario de Estado norteamericano Cordell Hull (derecha)

El general Franco no hizo caso a las demandas norteamericanas. Así que el 3 de enero de 1944 el embajador Hayes presentó un ultimátum al ministro de Asuntos Exteriores español general Gómez Jordana en el que le decía que las exportaciones de wolframio a Alemania debían cesar inmediatamente. Como no recibió una respuesta satisfactoria el gobierno norteamericano decretó el embargo de los suministros de petróleo.
La prensa española, controlada por el régimen franquista, no informó de los auténticos motivos del embargo de petróleo sino que lo explicó como una medida de presión para que Franco abandonara la neutralidad a favor de los aliados y así lo expresaron diversos portavoces oficiales. También se dijo que era el resultado de las maquinaciones de los republicanos exiliados. Por otro lado se incrementó la propaganda a favor del Eje en la prensa y en la radio.
Pero el general Franco se vio obligado a ceder. El 17 de febrero Gómez Jordana le ofreció al embajador británico Samuel Hoare la reducción de las exportaciones de wolframio hasta «una cantidad insignificante, sin verdadero valor militar para Alemania». Hoare le comunicó la oferta a su colega norteamericano pero el secretario de Estado Hull la rechazó, por lo que Gómez Jordana añadió otras concesiones como la repatriación de los últimos integrantes de la antigua División Azul, quedando en Alemania únicamente un batallón de voluntarios. El 29 de abril de 1944 se formó el acuerdo que fue hecho público el 1 de mayo. En la Cámara de los Comunes Anthony Eden, secretario del Foreing Office, explicó que el gobierno de Franco se había visto obligado a aceptar prácticamente todas las exigencias que se le habían planteado: las ventas de wolframio a Alemania habían quedado reducidas a 40 toneladas al mes; se clausuraba el consulado alemán en Tánger; y se retiraban todos los voluntarios españoles del frente ruso —también se iba a expulsar a los espías y saboteadores alemanes que actuaban en España—. Los sectores falangistas, por su parte, consideraron el acuerdo como una claudicación ante los aliados.
La propaganda franquista presentó el acuerdo como un triunfo del Caudillo, quien por otro lado siguió prestando apoyo a los alemanes —«los puestos de observación alemanes, las estaciones de intercepción radiofónica y las instalaciones de radar se mantuvieron en España hasta el final de la guerra»—.

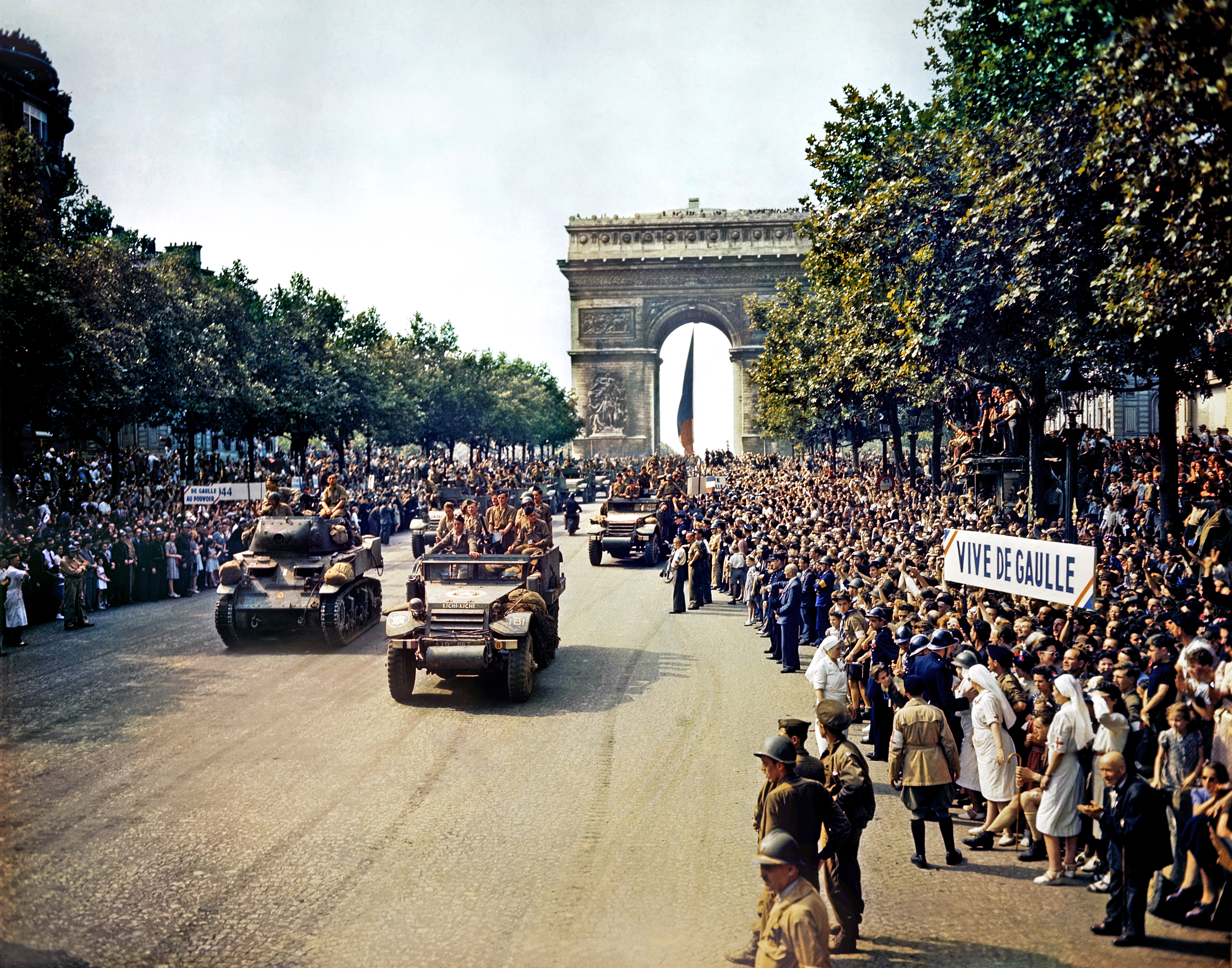
Desfile por los Campos Elíseos de unidades pertenecientes a la 2.ª División Blindada —en la que estaba integrada La Nueve— tras la Liberación de París.

El 24 de agosto de 1944 la vanguardia de las tropas aliadas entraba en París. Algunos de los tanques y vehículos blindados llevaban los nombres de batallas de la Guerra Civil Española porque pertenecían a la La Nueve, una compañía de la 2ª División Blindada formada por republicanos españoles integrados en las fuerzas de la Francia Libre. No se sabe cómo reaccionó Franco al conocer la noticia.
Aunque el Caudillo en privado todavía tenía fe en la victoria del Eje, conforme se fue haciendo más evidente que los aliados iban a ganar la guerra, Franco fue modificando su discurso. En su intervención anual ante el Consejo Nacional de FET y de las JONS conmemorativo del Alzamiento afirmó que su régimen era democrático porque se basaba en las enseñanzas de los Evangelios. En noviembre de 1944 aún fue más lejos cuando afirmó en una entrevista concedida a la agencia norteamericana United Press que su régimen había mantenido una «neutralidad absoluta durante la guerra, y que no tenía nada que ver con el fascismo», ya que era una «democracia orgánica». Justificó su régimen refiriéndose a que «ciertas particularidades del temperamento español» imposibilitaban el establecimiento de la democracia y acabó pidiendo un lugar para España en la conferencia de paz de posguerra. Estas declaraciones provocaron un amplio rechazo en casi todos los países. Un portavoz del gobierno británico dijo ante la Cámara de los Comunes que «no existía ningún motivo por el que un país que no había hecho ninguna contribución positiva al esfuerzo de guerra de las Naciones Unidas debiera estar representado en la conferencia de paz». Y la prensa británica recordó los discursos favorables al Eje pronunciados por el general Franco a lo largo de la guerra.
Por otro lado había políticos del régimen franquista que se negaban a aceptar la cercana derrota de las potencias fascistas y seguían defendiendo su «doctrina». En un artículo publicado el 17 de octubre de 1944 en el diario oficial del partido único Falange Española Tradicionalista y de las JONS Arriba el camisa vieja Raimundo Fernández Cuesta decía: «Nos sentimos orgullosos de ser la primera nación que ha sabido encontrar la solución exacta a la angustia presente, y aunque sabemos que el mundo tardará en comprendernos porque siempre tarda en comprender lo que es nuevo y revolucionario, día llegará en que se copiará nuestra doctrina con el mismo fervor que en el siglo XIX se copiaba cada una de las fórmulas surgidas de la Revolución Francesa».
Cuando el embajador norteamericano Hayes se despidió el general Franco porque iba a ser sustituido anotó en su agenda que en la mesa del despacho de Franco ya solo estaba el retrato del papa Pío XII, mientras que no hacía mucho se podían ver los retratos de Hitler y de Mussolini. Acabada su «misión especial» el embajador británico Hoare también regresó a su país, no sin antes advertir al ministro de Asuntos Exteriores Lequerica, que había sustituido a Gómez Jordana tras su fallecimiento repentino a principios de agosto, que la postura favorable de Franco hacia el Eje iba a hacer muy difícil que su régimen pudiera integrarse en el nuevo orden internacional de posguerra. La prensa española, por su parte, comenzó una campaña para demostrar que España había permanecido neutral durante la guerra y que las dudas sobre ello estaban siendo sembradas por la «escoria roja» exiliada. Al mismo tiempo el general Franco dio instrucciones al Ministro de Justicia para que preparara un borrador de una posible ley de derechos.

### La oposición republicana

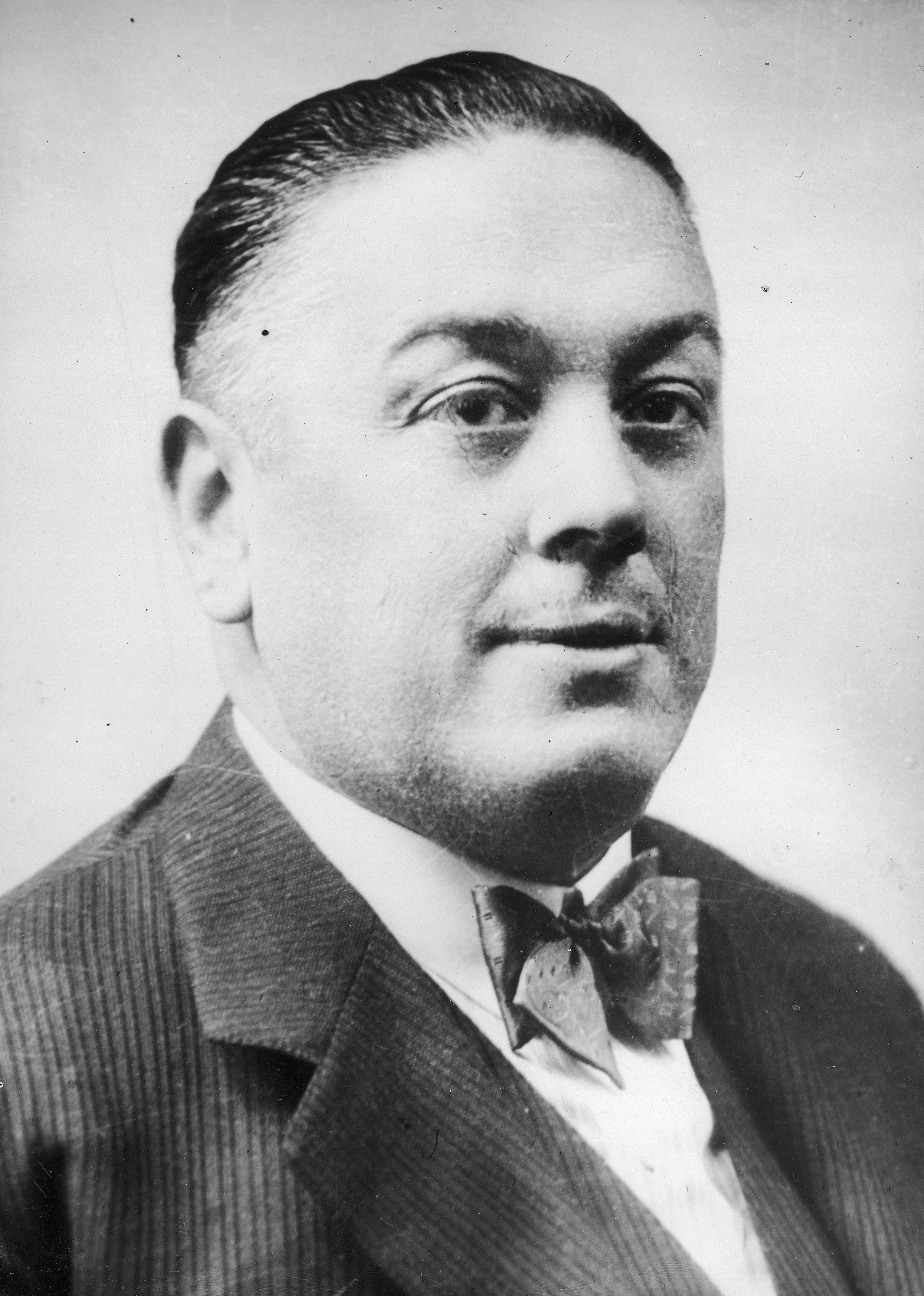
Diego Martínez Barrio, presidente de las Cortes republicanas en el exilio y fundador de Acción Republicana Española.

Por iniciativa de Diego Martínez Barrio, el 20 de noviembre de 1943 se presentó en México la Junta Española de Liberación integrada por los socialistas «prietistas» y los republicanos de la ARE, lo que constituyó «la primera alianza relativamente amplia de las fuerzas republicanas en el exilio» desde el final de la guerra civil Sin embargo, la JEL no aglutinaba a todas las fuerzas antifranquistas del exilio, ya que habían quedado fuera de ella el PCE y los socialistas y republicanos «negrinistas».
Por su parte el PCE impulsó la Unión Nacional Española que pretendía encuadrar a todas las fuerzas antifranquistas, tanto republicanas como monárquicas La liberación de Francia en el verano de 1944 llevó a la UNE a considerar que había llegado el momento de poner en marcha la invasión de España una vez que los alemanes habían abandonado los puestos fronterizos y habían sido sustituidos por miembros de la Gendarmerie Nationale. La operación ideada por Jesús Monzón y sus consejeros políticos y militares consistía en un ataque frontal a las defensas fronterizas de los Pirineos para establecer varias cabezas de puente de la «España liberada», lo que debía provocar una insurrección popular en todo el país. Recibió el nombre en clave de Operación Reconquista de España y en ella iban a participar lo 9.000 miembros españoles del maquis francés, integrados desde mayo de 1944 la Agrupación de Guerrilleros Españoles (AGE).
La operación se inició entre los días 3 y 7 de octubre con la invasión del valle del Roncal a la que siguió una semana después la incursión por el sector comprendido entre Hendaya y Saint Jean-de-Pied-de-Port, en el País Vasco, pero en ambos casos los guerrilleros encontraron una fuerte resistencia y acabaron retirándose unos días después. El 17 de octubre comenzó el ataque principal en el Valle de Arán por una fuerza de 3.000 a 4.000 guerrilleros al mando de Vicente López Tovar, pero también tuvieron que retirarse, y solo un pequeño número logró salvar el cerco e integrarse en los grupos del maquis que actuaban en el interior de España.
El buró político del PCE responsabilizó del desastre a Jesús Monzón y ordenó acabar con la UNE aunque no fue oficialmente disuelta hasta el 25 de junio de 1945. Monzón, temiendo por su vida desobedeció la orden perentoria de que regresara a Francia y deambuló por el interior de España hasta que fue detenido y condenado a treinta años de cárcel. Su colaborador más cercano de Monzón, Gabriel León Trilla, fue asesinado en Madrid el 6 de septiembre de 1945 por agentes comunistas cumpliendo órdenes de la dirección del PCE. La misma suerte corrieron otros dos cuadros «monzonistas»: Alberto Pérez Ayala fue asesinado en Madrid el 15 de octubre de 1945; Pere Canals nada más cruzar la frontera francesa.
Ese mismo mes de octubre de 1944 se hizo público el acuerdo alcanzado entre libertarios, anarquistas y republicanos del interior que daba nacimiento a la Alianza Nacional de Fuerzas Democráticas (ANFD) cuyo objetivo era la formación de un gobierno provisional que restableciera las libertades democráticas y convocara elecciones generales. por lo que se mostraba dispuesta a pactar con las fuerzas monárquicas sin poner como condición la restauración de la República. Así durante los últimos meses de 1944 los tres miembros del comité nacional de la ANFD mantuvieron contactos con los generales monárquicos Aranda, Kindelán, Saliquet y Alfonso de Orleáns y Borbón, todos ellos convencidos de que el régimen franquista no sobreviviría a la derrota de las potencias del Eje. Sin embargo, las conversaciones pronto llegaron a un callejón sin salida porque los generales pretendían que las fuerzas representadas en la ANFD aceptaran la restauración de la monarquía sin formar un gobierno provisional y sin que hubiera un referéndum sobre la forma de gobierno. Pero el fracaso final de las mismas se debió sobre todo a la oleada de detenciones que llevó a cabo la policía franquista a finales de 1944 y principios de 1945 que llevaron a la cárcel a los dirigentes de la ANFD, al comité nacional del Movimiento Libertario y a la ejecutiva del PSOE, así como a destacados políticos monárquicos que habían mantenido contactos con aquellos.

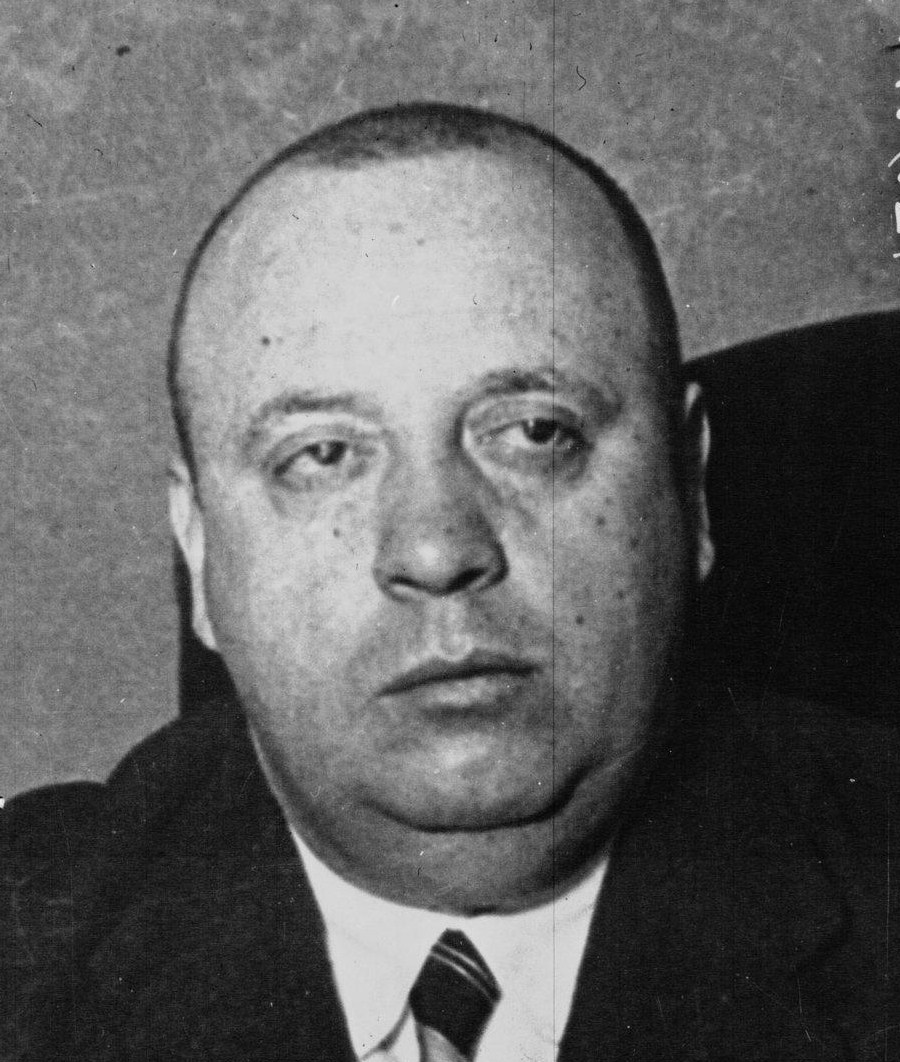
Indalecio Prieto, que consiguió impedir que las Cortes republicanas aprobaran la formación de un Consejo Nacional de la República, que hiciera las veces de gobierno en el exilio.

Al mes siguiente del nacimiento de la ANFD, Martínez Barrio anunció en México la convocatoria de una reunión de las Cortes de la República, la primera desde el fin de la guerra civil, para el 10 de enero de 1945 con el objetivo de crear un Consejo Nacional de la República Española. Asistieron 72, de los 205 que vivían en el exilio (104 residían en España, y 88 habían muerto en la guerra, 60 ejecutados por el bando sublevado y 28 por el bando republicano). Los socialistas «prietistas» arguyeron que no existía el quórum suficiente para dar validez a la reunión —se negaron a contabilizar a los 49 diputados que no habían podido asistir pero que se habían adherido por escrito— por lo que se pudo aprobar la creación Consejo Nacional de la República Española.

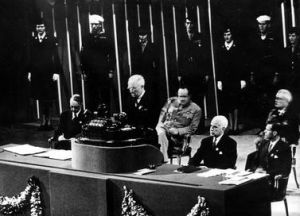
El presidente norteamericano Harry Truman dirigiéndose a los participantes en la Conferencia de San Francisco, de la que el régimen franquista fue excluido, y a la que sí asistieron como invitados destacados políticos republicanos.

Así pues, cuando se celebró la Conferencia de Yalta, entre el 4 y el 11 de febrero de 1945, no existía algo parecido a un gobierno provisional republicano. En la misma los tres grandes (Unión Soviética, Estados Unidos y Gran Bretaña) acordaron «que todos los países liberados y los que actuaron en la órbita del nazismo elijan libremente a sus gobiernos por medio de elecciones libres», lo que suponía una amenaza directa para el régimen franquista. Tras conocerse el acuerdo la Junta Española de Liberación hizo público el 14 de febrero un manifiesto en el que pedía que los aliados «quitaran de en medio el obstáculo de la dictadura franquista», para que España pudiera integrarse en las Naciones Unidas. De hecho el 10 de marzo de 1945 el presidente Roosevelt informó a su embajador en Madrid Norman Armour que «nuestra victoria frente a Alemania conllevará el exterminio del nazismo e ideologías afines» por lo que «no hay lugar en las Naciones Unidas para un gobierno fundado en los principios del fascismo». Inmediatamente Armour comunicó al ministro de Asuntos Exteriores español el contenido de la carta de Roosevelt.
Así el régimen franquista quedó excluido de la conferencia de San Francisco que daría nacimiento a la ONU, y a la que sí fueron invitados como observadores políticos republicanos del exilio. El 19 de junio la Conferencia aprobó una resolución a propuesta del delegado mexicano, y con el apoyo de los delegados francés y norteamericano, en la que se condenó a todos los regímenes que habían surgido gracias al apoyo de la Alemania nazi y de la Italia fascista, una referencia directa a la dictadura franquista.

### La ruptura de don Juan con Franco: el Manifiesto de Lausana
Después de casi un año sin haber hecho ninguna declaración, don Juan hizo público el 19 de marzo de 1945 el Manifiesto de Lausana en el que rompió con el franquismo. En él manifestaba que el régimen fraquista «es fundamentalmente incompatible con las circunstancias presentes está creando en el mundo», es decir, con la victoria aliada, por lo que pedía a Franco que dejara paso a la «Monarquía tradicional» pues solo ella «puede ser instrumento de paz y de concordia para reconciliar a los españoles».
El manifiesto fue silenciado por la prensa y la radio españolas, aunque sí lo difundió la BBC. El 25 de marzo don Juan pidió a sus partidarios que dimitieran de sus cargos, pero solo lo hicieron dos de ellos: el duque de Alba, que renunció a la embajada en Londres y que comentó Franco «no quiere sino sostenerse a perpetuidad; es infatuado y soberbio. Todo lo sabe y confía en el juego internacional temerariamente»; y el general Alfonso de Orleáns y Borbón, duque de Sevilla, que dimitió de su cargo de inspector de las fuerzas aéreas.
La reacción del general Franco fue inmediata. Desterró al general de Orleáns a la finca que poseía en Cádiz y envió dos emisarios, los católicos Alberto Martín Artajo y Joaquín Ruiz Giménez, a que comunicaran a don Juan el total apoyo del Ejército, de la Iglesia, del partido único FET y de las JONS y de la mayoría de los monárquicos al régimen franquista. El 20 de marzo convocó el Consejo Superior del Ejército que estuvo reunido tres días y allí rechazó la petición de Kindelán de que se restaurara la monarquía —«Mientras yo viva nunca seré una reina madre», le dijo—.

### El final de la Segunda Guerra Mundial

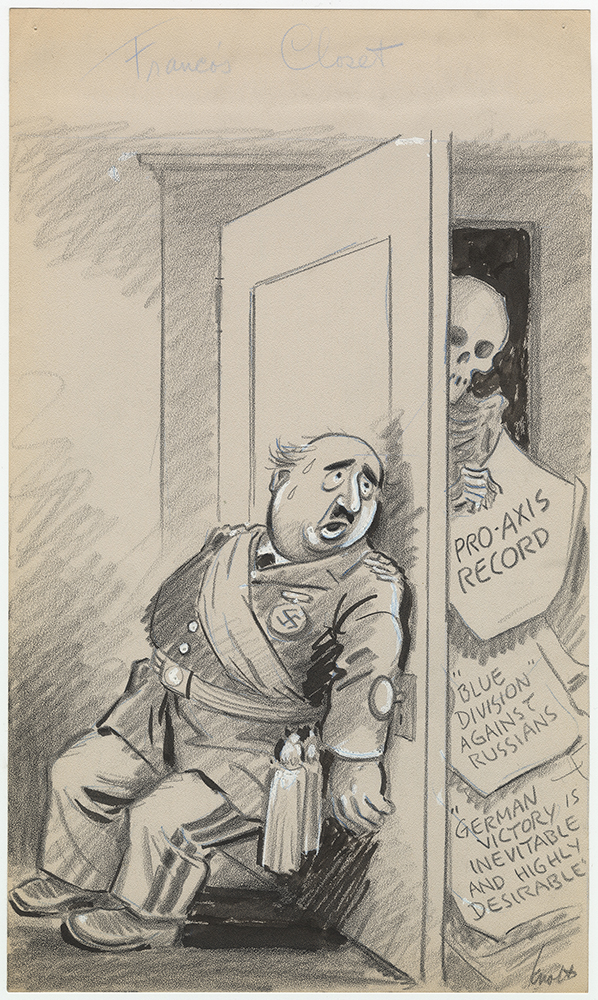
Caricatura del dibujante estadounidense John F. Knott (1945) en el que aparece un general Franco con la esvástica nazi que se ve amenazado por su colaboración con las potencias del Eje en la Segunda Guerra Mundial, como las declaraciones a favor de la victoria de la Alemania nazi o el envío de la División Azul al frente ruso.

El 30 de abril se suicidaba Hitler en su búnker de Berlín. El diario oficial de FET y de las JONS Arriba dio la noticia con el siguiente titular —sin mencionar que se había suicidado—: «Europa tributa honores a su excelso hijo, Adolf Hitler». El diario Informaciones, que tampoco mencionaba que se había suicidado, titulaba en portada a toda página: «Frente al enemigo, en el lugar de honor, Adolf Hitler muere defendiendo la Cancillería». Aunque en un tono más moderado, lo mismo hicieron —ocultando también que se había suicidado y afirmando asimismo que había muerto en combate— el monárquico ABC y el católico Ya. En este último diario el antisemita Julián Cortés Cavanillas escribió un panegírico del «hombre excepcional» que fue Hitler, defensor «de las últimas murallas de la civilización occidental» y que dedicó su vida a luchar contra todo lo viejo: «el liberalismo, el socialismo, el marxismo, el judaísmo».

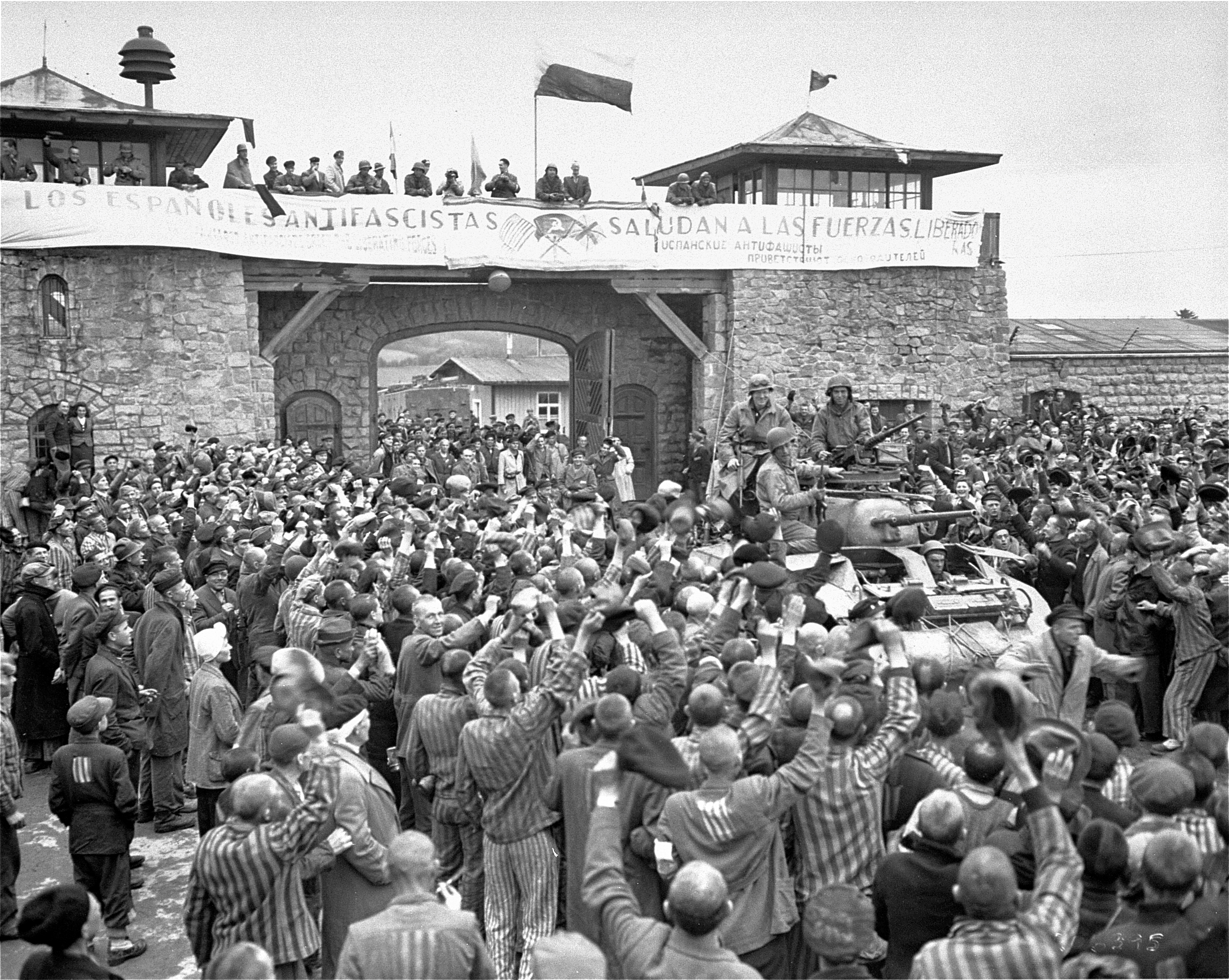
Los españoles republicanos y antifascistas prisioneros en Mauthausen despliegan una pancarta para saludar a los aliados: «Los españoles antifascistas saludan a las fuerzas liberadoras»

Por otro lado, las noticias sobre los campos de concentración nazis no mencionaban a los judíos y las penosas condiciones en que se encontraban los reclusos se atribuían al caos provocado por la derrota, y siempre acompañándolas de informaciones y reportajes sobre las consecuencias de los bombardeos aliados de las ciudades alemanas y sobre la matanza de Katyn, perpetrada por orden de Stalin. Además se equiparaba lo sucedido en los campos nazis con la «persecución» a que estaban siendo sometidos nazis y fascistas, destacando el asesinato de Mussolini por los partisanos italianos. Asimismo muchos oficiales nazis consiguieron refugio en España, donde obtuvieron la nacionalidad.
La propaganda franquista y la prensa española aprovecharon el final de la guerra para ensalzar la figura del general Franco presentado como «Caudillo de la Paz». El diario Arriba dijo que era la «victoria de Franco» y el diario ABC publicó una foto del Caudillo en primera página acomapañada del siguiente pie: «Parece el elegido por benevolencia de Dios. Cuando todo eran turbiedades, él vio claro… y sostuvo y defendió la neutralidad de España». Se inició así el mito que se mantendría durante los treinta años siguientes de que Franco había salvado a España de la guerra. «Sin embargo, éste evitó finalmente la guerra no por una gran habilidad o intuición, sino por una fortuita combinación de circunstancias, de las cuales fue en buena parte espectador pasivo: el desastre de la entrada de Mussolini en la guerra, que alertó al Führer contra otro aliado pobre; luego la negativa de Hitler a pagar el alto precio que el Caudillo solicitaba por su beligerancia; y, en definitiva, el hábil uso que los diplomáticos aliados hicieron de los escasos recursos alimenticios y de combustible en una España económicamente devastada. En tales circunstancias, no era de extrañar, como von Stohrer comentó al general Krappe en octubre de 1941, que el Führer llegara a la conclusión de que España era más útil a Alemania bajo la máscara de la neutralidad, como única vía de sortear el bloqueo británico. Por encima de todo, la neutralidad de Franco se debió a la calamitosa situación económica y militar de una España hecha añicos por la Guerra Civil, desastre del que el Caudillo obtuvo enorme provecho».

## La política económica: autarquía y racionamiento

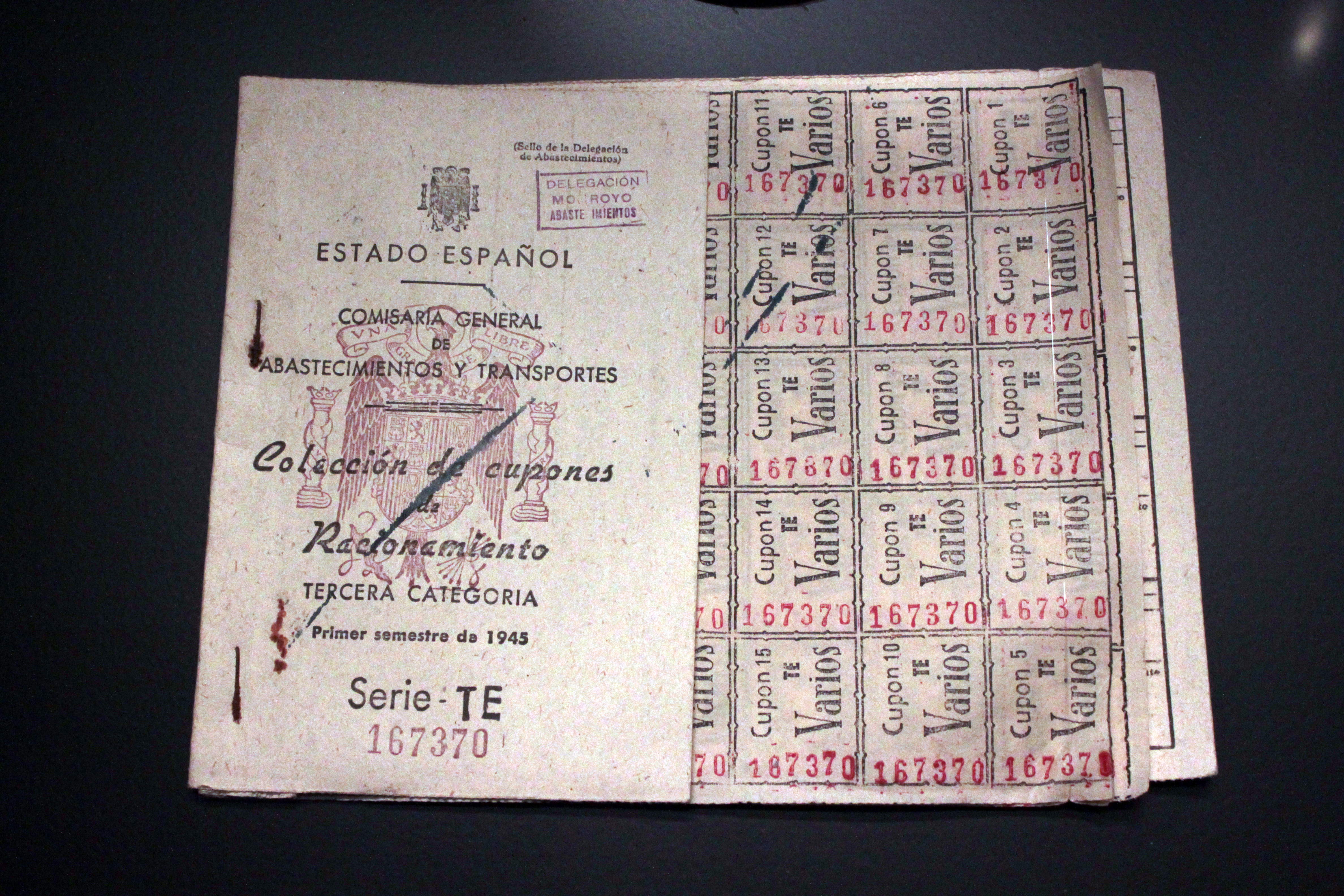
Cartilla de racionamiento española de 1945.

La mayoría de los historiadores están de acuerdo en atribuir la larga duración y la profundidad de la crisis económica de posguerra —el nivel de renta de 1935 no se recuperó hasta bien entrados los años 1950— a la catastrófica política económica autárquica e intervencionista que siguió el régimen franquista durante los años 40 y que solo comenzó a rectificar en parte en los años 50.
La historiografía franquista ha mantenido que la política autárquica e intervencionista no fue «el producto de una determinada forma de pensar —aunque no faltasen autores que… [la] defendiesen calurosamente—, sino una necesidad impuesta por el cierre de fronteras, la debilidad del comercio exterior y la ausencia de créditos». Sin embargo, los historiadores de la economía afirman que se trató de una opción de política económica tomada de la Dictadura de Primo de Rivera y de los planteamientos económicos de los fascismos europeos, sobre todo del italiano, y que se basaba en tres principios. El primero era la subordinación de la economía a una meta superior, política: convertir a España en una gran potencia militar e imperial. Para ello el Estado se haría cargo de la tarea de ordenar y regular la actividad económica porque, según los «economistas» franquistas en la economía de mercado los intereses «particulares» (de empresarios y trabajadores, enfrentados en una «lucha de clases») prevalecen sobre «el interés supremo de la nación». El resultado fue una pésima asignación de los recursos productivos, al sustituirse el mercado por una prolija legislación reguladora y por la creación de multitud de organismos interventores como la Comisaría General de Abastecimientos y Transportes o el Servicio Nacional del Trigo. La prueba del mal funcionamiento del sistema fue que inmediatamente surgió, al margen del mercado regulado —y de las cartillas de racionamiento—, un mercado negro, conocido como «estraperlo», hacia el que se canalizaban los productos ya que a allí alcanzaban unos mayores precios.
El segundo principio fue la potenciación de los sectores más ligados al poderío militar, relegando a un segundo plano la industria de bienes de consumo y la agricultura, ya que el objetivo de la política económica no era mejorar los niveles de bienestar de la población sino convertir a España en una gran potencia, y a ese objetivo había que sacrificar todo lo demás, incluso la eficiencia, lo que pudiera costar. El instrumento fundamental de esta política fue el INI, Instituto Nacional de Industria, que dio pruebas sobradas de desconocer los principios más elementales de la economía.
El tercer principio fue la autarquía. Un país con «vocación de imperio» no podía depender de otros países y, menos de otras potencias rivales, por lo que debía tener como meta final lograr ser autosuficiente. El propio general Franco era, de nuevo, el principal valedor de esta idea, pues según declaró en 1938, estaba convencido de que «España es un país privilegiado que puede bastarse a sí mismo. Tenemos todo lo que hace falta para vivir y nuestra producción es los suficientemente abundante para asegurar nuestra propia subsistencia. No tenemos necesidad de importar nada». Así, la política autárquica se basaría en un proteccionismo a ultranza y en una limitación de las importaciones que quedarían bajo el férreo control del Estado. Además esa política autárquica fue acompañada de una política cambiaria basada en una peseta «fuerte».

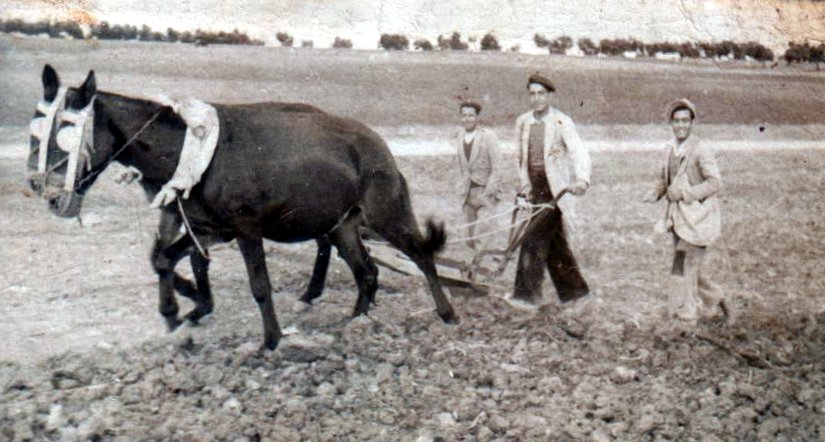
Imagen de arado en 1950 en El Saucejo, provincia de Sevilla. La agricultura española durante los años cuarenta se caracterizó por la baja productividad y la escasa tecnificación.

Los resultados de la aplicación de la política autárquica e intervencionista al servicio de «un Estado imperial militar» fue «una profunda depresión económica que duró más de una década». Se produjo una fuerte caída de la producción agraria que provocó una gravísima hambruna y únicamente cuando la escasez llegó a ser dramática en la segunda mitad de la década de los 40, el general Franco, autorizó la importación de productos alimentarios, por lo que solo gracias al trigo argentino y norteamericano, España se salvó de una total catástrofe alimentaria.
Empeoraron las condiciones de vida y trabajo de los jornaleros, de los campesinos pobres, de los obreros de las industrias y de los trabajadores de los servicios, con un marcado descenso de los salarios reales.
Se interrumpió el proceso de industrialización que España venía experimentando desde la segunda década del siglo XX, y no se consiguió recuperar los niveles industriales de 1935 hasta quince años después de terminada la guerra, en 1955. Se disparó la inflación, debido a los cuantiosos déficits presupuestarios financiados con emisiones de deuda pignorable que era tomada por la banca privada, que la podía transformar inmediatamente en efectivo (monetizar) en el Banco de España.
El historiador de la economía Carlos Barciela al hacer balance de los años de la autarquía franquista ha señalado que «el nivel de la renta nacional y de la renta per cápita de 1935 no se recuperó hasta entrados los años cincuenta» y que «el consumo de la población, incluido el de productos de primera necesidad se hundió de forma dramática, y el hambre se cebó en millones de españoles» aunque esta mala situación económica no afectó a todos los españoles por igual ya que mientras que «los salarios reales de los trabajadores experimentaron un descenso notable y generalizado» «los beneficios de los grandes propietarios agrarios, de las empresas y de la banca se incrementaron». «La guerra se prolongó, también, en el ámbito laboral», añade. Barciela concluye que la «evolución de la economía española en los años cuarenta fue catastrófica».

La evolución de la economía española en los años cuarenta fue catastrófica. No hay posible comparación entre la crisis posbélica en los países europeos y la que sufrió España. En nuestro país, la crisis fue más larga y más profunda. El hundimiento de la producción y la escasez se tradujeron en una caída dramática del nivel del consumo de los españoles. Los productos de primera necesidad quedaron sometidos a un riguroso racionamiento y pronto surgió un amplio mercado negro; las cartillas de racionamiento para productos básicos no desaparecieran hasta 1952. El subconsumo, el hambre, la escasez de carbón, el frío en los hogares, los cortes de luz, la carencia de agua corriente y las enfermedades fueron los rasgos que dominaron la vida cotidiana. Lejos quedaban las altisonantes proclamas imperiales y los eslóganes franquistas: "Ni un español sin pan, ni un hogar sin lumbre". A ello hay que unir unas condiciones laborales penosas... Suprimida la libertad sindical y declarado delito de lesa patria la huelga, el nuevo nacionalsindicalismo nació como un instrumento para el sometimiento de los trabajadores. Por el contrario los empresarios mantuvieron cierta autonomía y, de hecho, fueron los patronos los que tomaron el control del aparato sindical y no al revés.